# Nu dans la Grèce antique
Sauf précision contraire, les dates de cet article sont sous-entendues « avant l'ère commune » (AEC), c'est-à-dire « avant Jésus-Christ ».

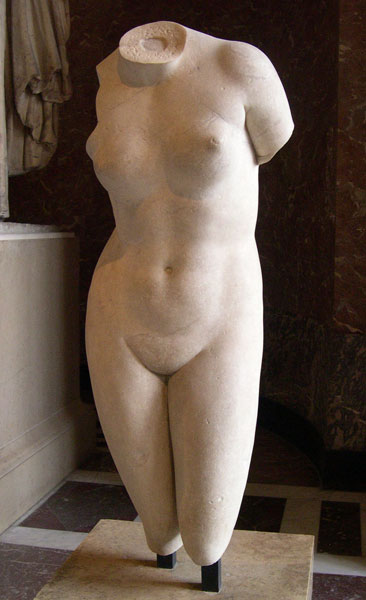
Copie de l'Aphrodite de Cnide. Cette copie romaine en marbre, visible au Louvre, date du IIe siècle de notre ère. Praxitèle a sculpté et peint l'original vers 364-361 avant notre ère.

Le nu est un motif constant dans la Grèce antique pour les sculpteurs et les peintres. Les céramiques peintes présentent des multitudes de corps nus. Ce motif occupe donc une part importante des représentations figuratives qui nous sont parvenues de cette époque. Son étude relève de l’histoire anthropologique, esthétique, sociale et religieuse du monde grec antique.
La représentation du corps nu s'est renouvelée en permanence sur cette longue période, du VIIIe siècle avant notre ère, à l'époque géométrique, puis à l'époque archaïque, à l'époque classique et à l'époque hellénistique jusqu'au Ier siècle. Ce code artistique s'est transmis bien au-delà dans l'espace et dans le temps : en Égypte, en Asie Mineure et jusqu'au Gandhara hellénistiques, puis au monde romain à l'époque impériale.
Les figures nues grecques prennent de nombreuses formes selon les pratiques artistiques (par exemple : sculpture grecque en pierre ou en bronze, céramique) et selon les objets et leur fonction (par exemple : sculptures à taille humaine dans l'espace public / coupes à vin pour les banquets, déposées dans les tombes).
Il s'agit de représentations associées à des objets particuliers, dont l'usage est significatif de faits de culture et de société ; mais, au quotidien, dans la vie réelle, sauf pour l'entrainement sportif, les Grecs étaient vêtus. Le « nu » désigne la représentation du corps humain dans un état de nudité, et dans tout état qui fasse allusion à sa possible nudité, même si celle-ci n'est pas exactement représentée. Ces représentations de corps dans un état de plus ou moins totale nudité sont traitées de manière bien différente selon qu'il s'agisse d'une figure idéale ou hideuse. Les Grecs emploient donc deux codes : le nu idéal, qui renvoie à l'autonomie et l'excellence tout à la fois physique et psychique des Grecs, de leurs héros et de leurs dieux, et le nu hideux, indicateur d'une dévalorisation sociale (travailleurs manuels, artisans, esclaves…), physique (les "nains" assimilés aux enfants et aux "Pygmées", plus ou moins mythiques) ou psychique (le dieu Priape, les satyres) dont la hideur fait rire. Le nu apparaît d'abord dans des statues d'hommes (les kouroï), symboles d'autonomie, l'art grec privilégiant l'homme musclé et fort qui constitue la « beauté idéale ». L'histoire des représentations du corps féminin, plus ou moins dénudé et parfois nu, est plus nuancée, selon les figures représentées et la fonction de ces représentations ; le naturalisme idéalisé pour la première statue de culte nue à la déesse Aphrodite, au IVe siècle, s'inscrit dans le mouvement des idées qui caractérise l'époque.
Depuis l'Antiquité, la permanence de ce motif, le nu, constitue l'un des éléments centraux de la culture occidentale. Cet article se limite, à quelques exceptions près, entre le VIIIe siècle et la fin de l'époque classique, en 330.

## Le nu antique grec et la culture occidentale
- Cette partie est une présentation succincte de l'article, et une brève mise en relation avec l'art occidental. Afin d'éviter les répétitions, les sources scientifiques n'apparaissent pas ici mais dans les développements détaillés présentés dans la suite de l'article.

La formule, datée de 1956 de l'historien d'art Kenneth Clark, se présente , elle-même comme « trop simpliste » : « Le nu est une forme d'art inventée par les Grecs au Ve siècle av. J.-C., de même que l'opéra est une forme d'art inventée en Italie au XVIIe siècle. Cette conclusion, évidemment trop simpliste, a toutefois le mérite de souligner que le nu n'est pas un sujet [une personne dénudée] mais une forme d'art ». Cette « forme d'art », ce type de représentation figurée, est étudiée de manière très fine par les moyens dont disposent l'histoire de l'art mais aussi l'histoire culturelle et l'histoire sociale, aujourd'hui. Le nu, en tant que forme d'art, apparait, pour ce qui est de la Grèce, au VIIIe siècle avant l'ère commune sous des formes assez semblables à ce qui se passe dans d'autres cultures antiques, en petit nombre et de taille modeste. Or, du VIIe au IVe siècle la société grecque se transforme et le nu se présente en bien plus grand nombre, atteint parfois la taille humaine, voire plus, et se présente souvent en tant que forme isolée ou en ensemble autonome, sur un vase, ou dans un monument. Le nu masculin, souvent dans un contexte sportif ou militaire, s'oppose au corps féminin, en général, extêmement habillé. Durant cette période la société passe, pour les athéniens, d'un pouvoir dominé par l'aristocratie à un régime démocratique, puis par une forme de populisme, pour finir avec une oligarchie. Pendant cette longue période, la représentation du corps, tout comme les commandes ne sont plus les mêmes, la fonction du nu a totalement changé. Le reste de la Grèce et la Grande Grèce traversent aussi une histoire complexe. Au début de cette série de mutations, au VIIe siècle, avec l'émergence de nouveaux aristocrates apparait une forme de nu monumental, tendu vers l'avant, frontal, le kouros, dans les îles de Naxos, Samos et Argos, à proximité ou dans les sanctuaires religieux. Ceci précède, de loin, l'institution de la nudité sportive— peut-être à la fin du VIe siècle, peu avant les réformes de Clisthène, à Athènes — pour les jeunes dont les familles leur permettent de suivre l'éphébie de 18 à 20 ans, dans le dème dont ils dépendent. L'image de l'éphèbe suspendu dans son mouvement, avec l'abandon progressif de la frontalité, s'est mise en place à cette époque, avant 480, sous forme de statues à des fins commémoratives et comme ornements des banquets, sur les vases et coupes à vin. Banquets rituels à l'origine, ils deviennent alors des banquets festifs. À la fin du IVe siècle, la guerre du Péloponnèse a généré un nouveau type de nu, et de nouvelles commandes monumentales, de plus en plus souvent privées et ostentatoires, s'orientent vers des objectifs plus clairement décoratifs.
L'art dans le monde romain, puis l'art de la Renaissance italienne et au-delà l'art occidental jusqu'à l'époque moderne ont renoué avec cette forme artistique, référence centrale, chaque fois dans un contexte totalement différent et avec des productions artistiques différentes. Il fallut attendre le contact direct avec des valeurs artistiques radicalement autres pour que le nu grec de l'Antiquité ne soit plus reconnu comme référence principale par les artistes, au XXe siècle, et avec la mise en question de la catégorie du « beau » par l'art moderne.

## Qui peut être représenté nu?

### Vue d'ensemble dans le monde des vivants
Le cas général : Au quotidien, dans le réel et non dans sa représentation, les Grecs étaient vêtus, sauf pour l'entrainement sportif de l'élite. Ils se distinguent des nus égyptiens et mycéniens pour lesquels la nudité ne convenait qu'aux classes inférieures. Les Grecs portaient habituellement une tunique : le chiton, et selon les époques et les genres, selon la saison aussi : le péplos, l'himation, la chlamyde, etc. et un costume militaire plus ou moins couvrant, selon qu'ils soient hoplite, gymnète, peltaste, cavalier, ou qu'ils appartiennent à une armée locale, comme l'armée athénienne, l'armée spartiate ou l'armée macédonienne, plus tard. Les épouses portaient aussi péplos, chiton (4 types) et hymation. Notons qu'il existait des concours de beauté féminine, qui concernaient aussi bien les jeunes filles en âge de se marier que les épouses et, de manière plus anecdotique, les courtisanes, mais aussi les enfants mâles, les jeunes, les adultes et les vieillards hommes. 
Les cas plus rares : Andrew Stewart signale, dans le cas précis d'un rite de passage prénuptial, que la nudité est attestée en Crête pour les garçons et à Sparte pour les filles, très probable pour les filles en Crête et les garçons à Sparte ainsi qu'à Olympie lors des jeux. En effet quelques cités sont ouvertes à la "nudité" féminine, en Laconie (à Sparte), en Élide (à Olympie) et en Attique (à Brauron) lors des exercices féminins au gymnase (lieu où, par définition et en principe, l’on s’exerce nu) et lorsque des jeunes filles avant leur mariage, participent à des compétitions. Les textes antiques précisent que c'est afin qu'elles produisent des enfants robustes et qu'elles puissent supporter les douleurs de l'enfantement. Mais cette "nudité", considérée ainsi pour les autres Grecs, n'était, en fait, que très partielle. À Sparte les filles aussi bien que les garçons s'entrainent et ont des compétitions de course et d'épreuves de force. Lors des Héraia (fêtes rituelles sportives à Olympie) comme à Sparte les filles portent une tunique comme les hommes, qui s’arrête juste au-dessus du genou, ce qui laisse le sein droit découvert. La beauté des courtisanes, mais tardivement, est remarquée parce qu'elles sont nues, à l'occasion d'un jeux dans le cadre d'un banquet, et parce qu'elles ont un aspect qui s'approche d'un corps athlétique masculin.
Le gymnase est le lieu par excellence où s'entrainent les athlètes, en prévision de la guerre, et ils sont, en général, nus : d'ailleurs, notre mot "gymnase" vient du grec gymnos qui signifie, précisément, "nu", ou de gymnazomai, qui signifie « je me déshabille ». Mais certaines activités athlétiques nécessitent un vêtement comme la course « en manteau » - pour maigrir - ou la course de chars avec des auriges en tunique longue ; d'autres activités peuvent se pratiquer avec ou sans pagne. Mais, généralement, le vêtement grec ne se prêtait pas bien à la plupart des gestes athlétiques. L'anatomie de l'homme nu peut néanmoins lui être un handicap : un lacet a été utilisé, parfois, pour maintenir son pénis plaqué contre son corps. Avec toutes ces précisions, Platon (428-348) considère que la nudité est "pratique" pour un athlète.
Les premiers athlètes masculins nus - signe d'appartenance à une élite - apparaissent sur des poteries vers 650, sur les vases Corinthiens vers 570 et en Attique vers 550. Sur quelques vases on peut remarquer le port d'une sorte de suspensoir (en grec kynodesmê) qui maintient la verge contre le corps. La beauté d'un corps d'athlète est aussi associée à une couleur de "bronze", car le sport s'exerce en extérieur, alors que la femme de ces élites est toujours vêtue. Quand il s'est agit de représenter un corps, n'oublions pas que les statues en marbre, en calcaire et en terre cuite étaient peintes ; les bronzes en plusieurs couleurs métalliques, étaient polis et reluisants. Sur les peintures à figures noires et à l'époque orientalisante - dès le VIIe siècle - le corps de l'homme est figuré en noir, la femme y apparaît en blanc ; mais ensuite, sur les vases à figures rouges - à partir de 530 - le corps de l'homme comme de la femme est toujours de la couleur naturelle de la terre cuite. Par contre, au Ve siècle et plus tardivement, sur les lécythes funéraires à fond blanc et sur la céramique apulienne du style de Gnathia, comme sur la peinture murale, sur les tableaux et en mosaïques, le corps est souvent peint en blanc ou en brun, plus ou moins nuancé.
Le corps d'athlète, jeune et nu, est aussi l'attribut des portraits de rois hellénistiques (en pied ou à cheval). Les très rares exemplaires originaux, pouvaient atteindre une taille non humaine (2 m. ou un peu plus) et leur musculature peut apparaître, symboliquement, surdéveloppée. On en conserve aussi quelques statuettes. Certains sont identifiables par la comparaison avec les effigies frappées sur leurs monnaies. Dans ce cas, si le visage peut montrer les signes de l'âge - comme Ptolémée Ier - on ne connaît pas de corps d'un roi qui serait représenté âgé.
En théorie : Toujours dans la vie quotidienne, Platon (vers 428-vers 347) se distingue de ses contemporains grecs en évoquant un monde utopique dans un passage relatif aux femmes dans sa République (La République, livre V). Dans ce passage il conviendrait de donner aux femmes les mêmes fonctions (entre autres, la défense de la cité) et donc la même éducation qu’aux hommes. Ainsi les gardiennes pratiqueraient l'athlétisme nues, comme les autres athlètes. D'une manière générale, hormis l'utopie évoquée par Platon, tant qu’elle n’est pas institutionnalisée, la nudité des femmes est impudique. D'autre part, le corps nu et ridé d’un vieillard qui s'exercerait à la danse serait risible, mais un jeune homme et une jeune femme qui dansent seront appréciés. Ne pourraient donc s’exhiber nus que des corps qui suscitent désir et envie.
La beauté des corps nus que donne à voir une cité, dans le cadre du stade ou lors de concours de beauté, est le signe d'une cité belle, harmonieuse et puissante. L’éventail des valeurs que la cité grecque attribue à la beauté aux différents âges de la vie est ample : elles sont autant érotiques que religieuses, militaires et politiques.

### Liste: vivants et dieux

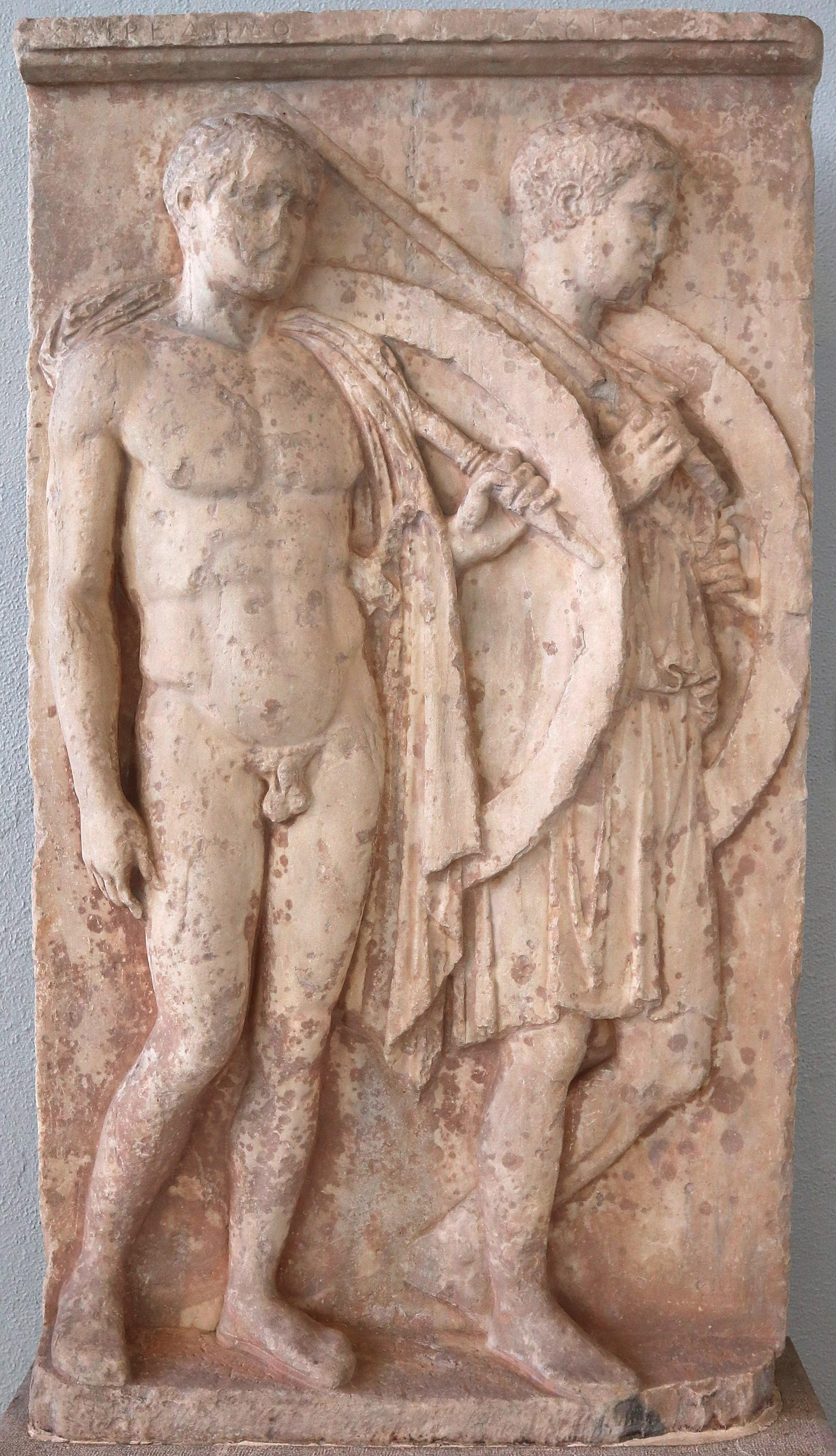
Stèle funéraire des soldats Chairédèmos (à gauche, figuré en soldat-athlète / nudité héroïsante) et Lyséas (figuré simplement en soldat, à droite). Marbre H. 1,81 m.
Après 409 (?). Le Pirée

Dans la Grèce antique le nu ne s'applique qu'à certaines figures, en dehors de quelques exceptions :
- certains dieux : Apollon, Éros, Poséidon, Hermès ou divinités comme les Dioscures ;
- exceptionnellement, la déesse Aphrodite… et certaines divinités secondaires de la mythologie grecque comme Léda ;
- les héros de la mythologie (comme Héraclès) et ceux de l'épopée homérique ; plus tard : des héros publics, citoyens exemplaires héroïsés ; ils sont l'objet d'un culte (héroïque), comme les dieux ;
- le jeune homme-type, kouros[N 7] (jusqu'en 480), et le vainqueur à une épreuve sportive, voire le porteur d'offrande ;
- les athlètes, jeunes hommes et adolescents, au gymnase et à la palestre ;
- hommes et femmes, lors de banquets : danses rituelles (komos), relations sexuelles ;
- certaines activités : la forge, la fonderie, le four à céramique, les travaux des champs (au moins à l'époque archaïque), la toilette ;
- quelques figures associées à la dévalorisation sociale, ou à la laideur (les esclaves) et des figures symboliques et mythologiques comme les « nains-pygmées », le dieu de la fertilité (Priape), les satyres et silènes comme Marsyas ;

En dehors de ces quelques catégories les images nous montrent des corps vêtus selon les coutumes grecques : chiton, himation, chlamyde (hommes et femmes), péplos (femmes). Ces vêtements couvrent le corps en partie. Ils sont superposés en fonction des circonstances. D'autres éléments peuvent couvrir le corps pour des activités spécialisées, comme celles des soldats : cavaliers, hoplites, gymnètes, peltastes et ensuite, soldats de l'armée macédonienne. L'action, le geste, la pose, la nature des vêtements peuvent entrainer leur nudité partielle.
Comment identifier un nu ? Lorsque le nu représente un humain, vainqueur sportif, défunt ou autre, il arrive que son nom soit mentionné à proximité. Les dieux et divinités secondaires sont souvent identifiables par un attribut (comme le foudre de Zeus) ou un signe reconnaissable, qui leur est propre. La mythologie y fait alors allusion, en général dans l'un des récits dont nous disposons, mais nous ne disposons pas de tous les récits mythologiques. Lorsqu'il ne reste qu'un fragment sans attribut et sans signe reconnaissable, il est parfois possible de comparer le personnage et sa pose à des figures semblables, qui seraient reconnaissables, d'une manière ou d'une autre. Beaucoup de ces statues ou céramiques fragmentaires et séparées de leur contexte restent des énigmes.

### Où?
Le nu apparaît, en Grèce antique, au VIIIe siècle, sous forme de statues ou statuettes associées au culte (les statues ou statuettes d'Aphrodite en particulier), comme offrandes votives à l'abri d'un sanctuaire, en plein air devant les grands sanctuaires ou pour signaler une tombe de l'aristocratie. Les statues sont aussi placées, ensuite, dans l'espace public, parfois sur l'agora des villes importantes. Mais aussi, des céramiques décorées, déposées dans les tombes, portent dès les premiers temps des scènes qui représentent des personnages nus. Tous ces signes extérieurs de richesse montraient que celui qui avait commandé et payé la statue ou les vases était un citoyen riche (parfois la statue avait été payée par l'ensemble des citoyens). À la fin de l'époque classique, ces objets coûteux font partie du décor des vastes demeures des évergètes qui cherchent à faire reconnaître leur rôle dans la vie politique. Les villes et les demeures luxueuses sont alors remplies de statues et de beaux objets fabriqués par les sculpteurs et les céramistes grecs, dont la production se vend dans tout le bassin méditerranéen. Sculptures, peintures et céramiques sont devenues des signes de réussite, de richesse. Elles participent à la décoration des cités les plus puissantes au début de l'époque classique, à celle des demeures de grand luxe à la fin de cette même époque et à l'époque hellénistique... jusqu'à la saturation à l'époque romaine lorsque les pillages et les nouvelles commandes remplissent les espaces publics et privés.

### Trois types de nus grecs célèbres
- Les dieux grecs sont représentés sous diverses formes, pas nécessairement figuratives. Ce sont ces statues et statuettes qu'on leur offre dans les temples. Quand ils ont une forme figurative c'est avec des corps « humains » qu'ils sont représentés. Car le corps humain dans ce qu'il a de plus beau, de jeune, de parfait, peut évoquer les valeurs divines[17] ou être offert aux dieux dans l'espoir de leur plaire. Les images de culte de ce type constituent une offrande prestigieuse à chaque dieu en particulier. Ces images que l'on offre aux dieux en raison de leur beauté sont des présents qui sont faits pour leur être agréable, les offrandes étant obligatoires, car les puissances des dieux sont telles et tellement imprévisibles qu'elles peuvent présenter une menace réellement terrifiante. En effet, comme le dit Jean-Pierre Vernant d'une formule simple : « Les dieux grecs sont des puissances, non des personnes »[N 10]. La statue ainsi faite pour réjouir le dieu, ne saurait être le dieu[18]. Quelques dieux sont donc représentés nus : Apollon, très souvent, Poséidon et Dionysos, plus rarement.

À l'époque classique les déesses sont représentées vêtues, tout en révélant leur beauté parfaite, à l'exception de l'Aphrodite de Cnide (au IVe siècle), nue, calme, « sûre de son invulnérabilité comme de son pouvoir redoutable : la nudité qui fragilise les mortelles accroît au contraire la puissance de la déesse de l'amour ». À cette exception près, c'est par le jeu des moyens de la représentation des drapés, plus ou moins fluides, « mouillés » ou « transparents », que se manifeste la beauté des autres divinités féminines, héroïnes et femmes hors du commun, comme les hétaïres , ces dernières participent aux plaisirs du banquet.
- Le corps nu des héros et des citoyens athlètes, évoque le corps idéalement beau de l'élite en Grèce antique, sa nudité étant un signe de distinction réservé aux citoyens à part entière (un barbare, dépouillé de ses vêtements luxueux et ainsi mis à nu pour être vendu comme esclave apparait blanc et gras, sa nudité le disqualifie)[20]. « La nudité ainsi affichée "incarne" la virilité, la représentation ayant alors une signification rituelle »[21]. La céramique qui représente les jeunes athlètes et les scènes de banquet évoquent la vie de ces élites, leur bonheur et leurs plaisirs. Elle a été préservée dans les tombes. Par ailleurs, il a toujours existé des vases déposés dans les tombes et qui représentent des scènes tirées des grands textes de la culture grecque. Les héros y sont très souvent nus, en particulier à l'époque classique sur la céramique lorsqu'ils s'affrontent en combat singulier, et alors que la protection des parties vitales du corps devait être une réalité prioritaire[22]. Mais les héroïnes, toujours vêtues — quoique leur état émotionnel ou leur bonheur se traduise dans des poses qui laissent deviner la beauté de leurs corps. De nombreuses scènes de ce type, sur vases, se réfèrent à des peintures murales, alors célèbres, et aujourd'hui disparues.

- La statue du kouros ("jeune homme" en grec) est un nu puissant et souriant, dirigé vers l'avant (frontal), et d'une taille qui va du monumental (9m.) à la statuette (20 cm.). Les kouroï sont dédiés aux divinités masculines, et les sculptures équivalentes, féminines, les koraï, dédiées aux divinités féminines. Selon Bernard Holzmann, « [le nu] est un costume qui place le sujet dans un état de surréalité, divine ou bien héroïque, quand il s'agit de personnages honorés ou morts. »[23] Au cours du temps, les kouroï permettent de représenter de mieux en mieux l'anatomie et le mouvement de la vie, dans ces figures immobiles. Les sculpteurs rivalisent entre eux pour le prestige de ceux qui commandent ces kouroï. La beauté énergique de ces corps nus, splendides, fait la gloire de telle famille, de telle cité. La plupart d'entre eux sont placés sur une tombe ou en offrande à un dieu, dans un sanctuaire. Ils n'offrent aucune ressemblance avec le mort ou avec l'athlète vainqueur. Le kouros offert par un athlète exprime ce que le dieu a donné au vainqueur : vie, jeunesse, rapidité, force, virilité, beauté[17]. Il peut être dédié à Apollon ; c'est le cas du kouros monumental des Naxiens à Délos, de 9 m de haut. Après que la coutume du kouros ait disparu, au début du Ve siècle, des statues commémoratives évoquent la personnalité d'un personnage mort depuis longtemps, qui fait la gloire de la cité et sert de modèle pour les citoyens. On lui attribue un corps d'athlète nu et une taille plus grande que nature[24].

## Le poil
Sur le corps, qu'il soit vêtu ou nu, le poil sous toutes ses formes est l'objet d'un soin attentif, car il est chargé de sens. Il fait l'objet d'une codification précise, barbe, chevelure, duvet des jeunes hommes, poils pubiens, en particulier.
La barbe est le signe distinctif de l'homme libre, et à Athènes du citoyen. À Athènes, les esclaves et les femmes considérés respectivement comme des biens et d'éternelles mineures, ainsi que les métèques (étrangers) furent exclus de la communauté politique, comme dans la plupart des cités grecques : les esclaves ne portent pas la barbe, pas plus que les jeunes hommes, les enfants et les femmes. Dans ce sens, l'épilation accusera les différences tant recherchées en Grèce antique. La femme la plus belle sera aussi la plus blanche, blancheur que l'on renforcera éventuellement au blanc de céruse. Sur la céramique à figures noires, le noir est réservé aux hommes, qui peuvent passer leur vie à l'extérieur, le blanc, aux femmes, maintenues (le plus souvent) à l'intérieur.
Les hommes adultes, glabres et imberbes sont moqués . À Sparte, le soldat qui ne revient pas vainqueur du combat est censé y mourir ; s'il en revenait vivant il serait contraint de se raser une moitié de sa barbe. Il sera constamment ridiculisé. A contrario, un héros se distinguera par une barbe épaisse et une chevelure abondante. Celle-ci ne sera pas taillée, mais elle peut être tressée. Apollon est souvent doté de cette chevelure éblouissante, « jamais coupée » et « brillante ». Selon l'âge qu'on lui donne dans l'instant du récit, « Apollon peut apparaitre barbu ou non, toujours est-il qu'encore kouros donc imberbe, il affiche une chevelure bouclée ». La chevelure de l'homme libre est nourrie pour le dieu. Elle est offerte, en particulier au moment de la sortie de l'enfance, lors de la fête des Apaturies. Dans le deuil les femmes s'arrachent les cheveux, les hommes se coupent des mèches. Une mèche de cheveux est un support à la mémoire.
Les premiers duvets des adolescents (autour de 14 ans), et plus tard ceux des jeunes hommes, sont dépeints avec un luxe d'intérêt que l'on ne retrouve dans aucune autre culture. Ce duvet qui fait leur peau si douce, l'indice du passage de l'enfant adolescent (« pré-adolescent » impubère, 12-14 ans) à l'âge adulte jeune (adolescent de 15-18 ans, avant la poussée de sa première barbe, donc un païs ou un meirakion ), plait aux érastes. Au cours des Apaturies, après le sacrifice dit koureion, les jeunes hommes vers les 16 ans se tondaient les cheveux (ou juste une boucle) et la dédiaient à Artémis.
Pour la femme, une chevelure abondante est signe de séduction. Homère célèbre « les belles tresses », ailleurs « les belles boucles ». Cette masse capillaire peut se développer jusqu'à la métaphore : on dira d'unetelle qu'elle porte « une crinière » comme une jument dès lors qu'on en fait une femme lascive, dont le vêtement glisse et dévoile ; femme de mythe, fantasme, femme de compagnie. Par contre, au quotidien, une femme maintient sa chevelure en chignon, dans des résilles, des filets, des bandeaux, une chevelure souvent dissimulée par des coiffes et des voiles. De manière provocatrice, Lysistrata, dans sa révolte pacifiste, se promène tête nue. Dans les épigrammes amoureuses, l'évocation du corps féminin se polarise d'abord, et de loin, sur la chevelure, puis les lèvres et les seins. La toison pubienne est la dernière à être mentionnée. Elle est soigneusement stylisée sur les corps d'hommes, signe de leur activité sexuelle d'adultes : les Hermès en explicitent le port. Aphrodite nue est totalement épilée. Quand vient le moment du mariage, la jeune fille relève ses boucles sur le haut de sa tête.
Quant aux déesses, leur beauté éblouit : elle est « lumineuse », elle brille, le corps oint d'huile parfumée, d'une douceur « lumineuse », infinie. Le corps sexuellement idéal, pour le Grec de l'Antiquité, est un corps jeune : corps de jeunes hommes ou de jeunes femmes, idéalisés (souvent jusqu'à l'enfantin qui les rapproche), à la peau éclatante, douce et lisse. Notons à ce propos que les statues de bronze étaient entretenues polies et brillantes : la sculpture étant le plus beau cadeau que les hommes font aux dieux, pour cela elles doivent être « lumineuses » et douces au toucher.

## La force des images en Grèce antique et le nu
À cette époque les images étaient beaucoup plus rares qu'aujourd'hui. Leurs fonctions sont multiples, mais il s'agit plus d'« une élaboration esthétique et idéologique que du reflet du réel ». Dès l'époque archaïque les images ont un rôle social : les objets portant des images, comme les vases, ou les images autonomes, comme les statues, sont des cadeaux appréciésdes dieux et des morts, et devant créer une relation de confiance réciproque la plus durable possible entre les vivants et les dieux, les vivants et les morts. Car l'image est vivante. Dans le sanctuaire, l'image du dieu est traitée comme s'il s'agissait du dieu lui-même. Le lien qui relie le passant et l'image s'effectue par le regard avec l'intensité que l'on a avec les vivants. Et, dans la culture grecque, « voir a un statut sans égal, […] voir et savoir ne font qu'un. Voir et vivre, c'est aussi tout un ». C'est donc une relation très intense par le regard qui s'établit avec l'image. L'œil de celui qui regarde « émet des rayons lumineux correspondant à la lumière émanant des objets ». Et cette relation a l'intensité de celle que produit la rencontre de deux corps vivants, avec les yeux de l'amant potentiel, du participant à une guerre, du concitoyen dans la cité. L'image interpelle, qui rend ainsi présent des êtres ou des faits, absents physiquement mais qui doivent inviter à l'exaltation des dieux, à l'imitation du héros, à faire revivre par la pensée l'être humain (ou la scène) pour agir, s'orienter, orienter son action dans le présent. Cette forte présence active de l'image sollicite l'action : Platon ayant la vision de la beauté d'un homme semblable à un dieu écrit qu'il fait naître le désir d'« offrir des sacrifices au bien-aimé comme à l'image d'un dieu et au dieu » lui-même.
Entre les VIe et Ve siècles la statue des kouroï, de grand format, se place sur un pied d'égalité avec celui qui la regarde, lui fait face, frontalement, et l'épigramme qui l'accompagne, comme une voix, peut interpeller au passage : « Regardez comme je suis beau ! ». Ces images de corps jeunes et beaux sont les meilleures offrandes aux dieux. Et la vue de ces offrandes vaut aussi, en retour, pour mettre en valeur le donateur. Ainsi, lorsqu'à Delphes, la ville d'Argos offre les statues de Kléobis et Biton, c'est non seulement pour faire revivre ces jeunes hommes exemplaires, mais c'est aussi incarner dans leurs corps l'excellence corporelle et éthique de la cité d'Argos elle-même. Rivalisant avec toutes les autres cités. Aussi l'image de ces corps, la vie qui les anime, a tendu à rivaliser avec la nature visible et mesurable pour les rendre plus vivants, et atteindre chaque fois l'excellence aux yeux de tous, que l'honneur en revienne à celui qui avait commandé l'image et, plus tard, aussi à celui qui l'avait réalisée. Les statues des divinités sont une offrande aux dieux, une façon de s'acquitter de ce qu'on leur doit et de s'assurer de leur générosité à l'avenir. Le don aux dieux peut aussi exprimer « un pur hommage à leur perfection ».
Les images autonomes sont essentiellement des sculptures, voire statues de culte, funéraires et honorifiques. Les images ornent aussi les objets, comme sur les céramiques. Elles servent aux fêtes des dieux, au cours des banquets aristocratiques et au cours des rites funéraires. Souvent la figure humaine y apparait nue, mais aussi plus souvent vêtue, quoique le vêtement puisse glisser, être plaqué partiellement contre la peau ou se faire quasi transparent.

## DuVIIIeauVIesiècle

### Époque géométrique,époque orientalisante

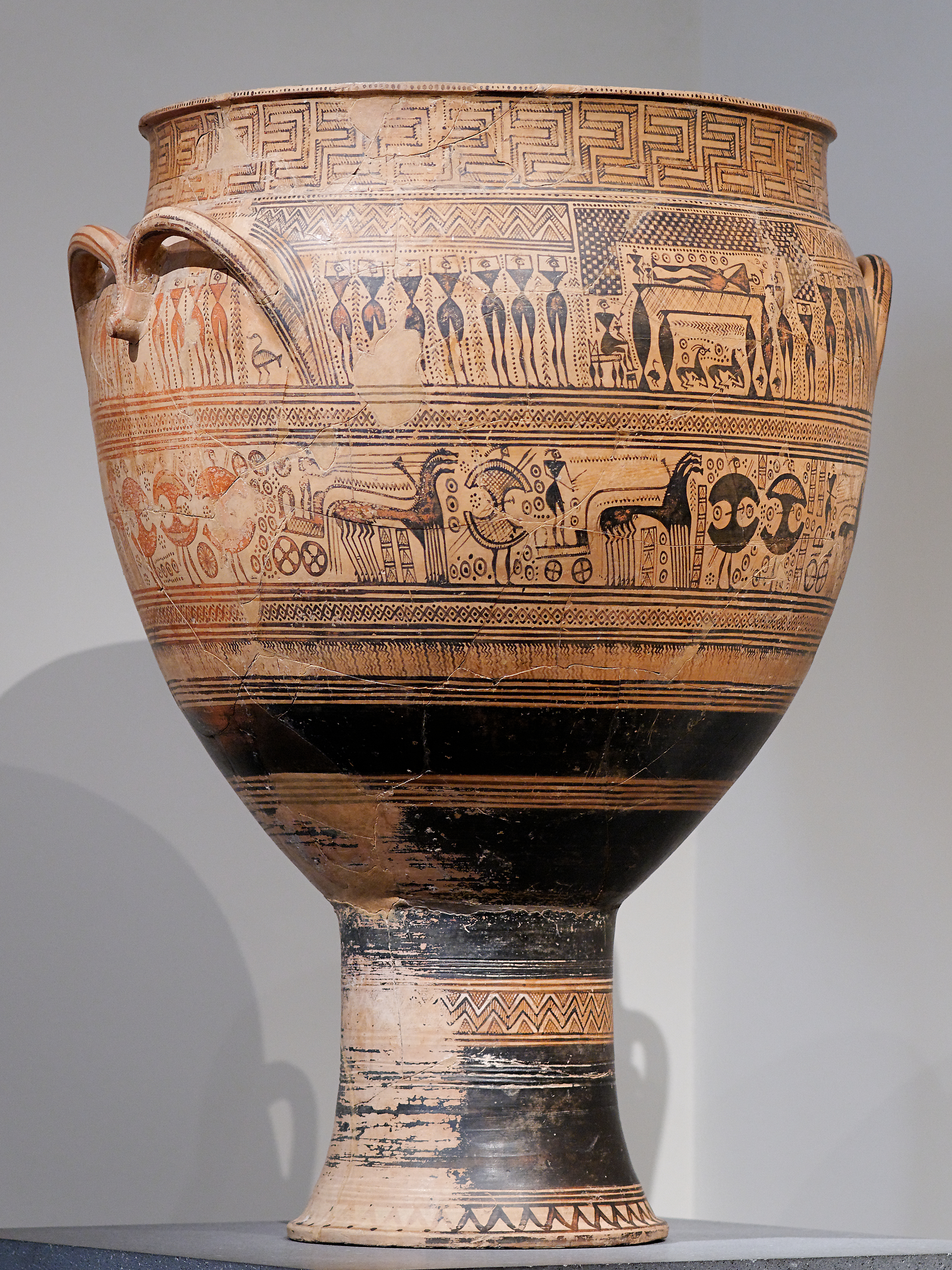
Vase monumental signalant la tombe d'un homme, v. 750-735. Lamentation de femmes et procession de chars et de fantassins. Met.
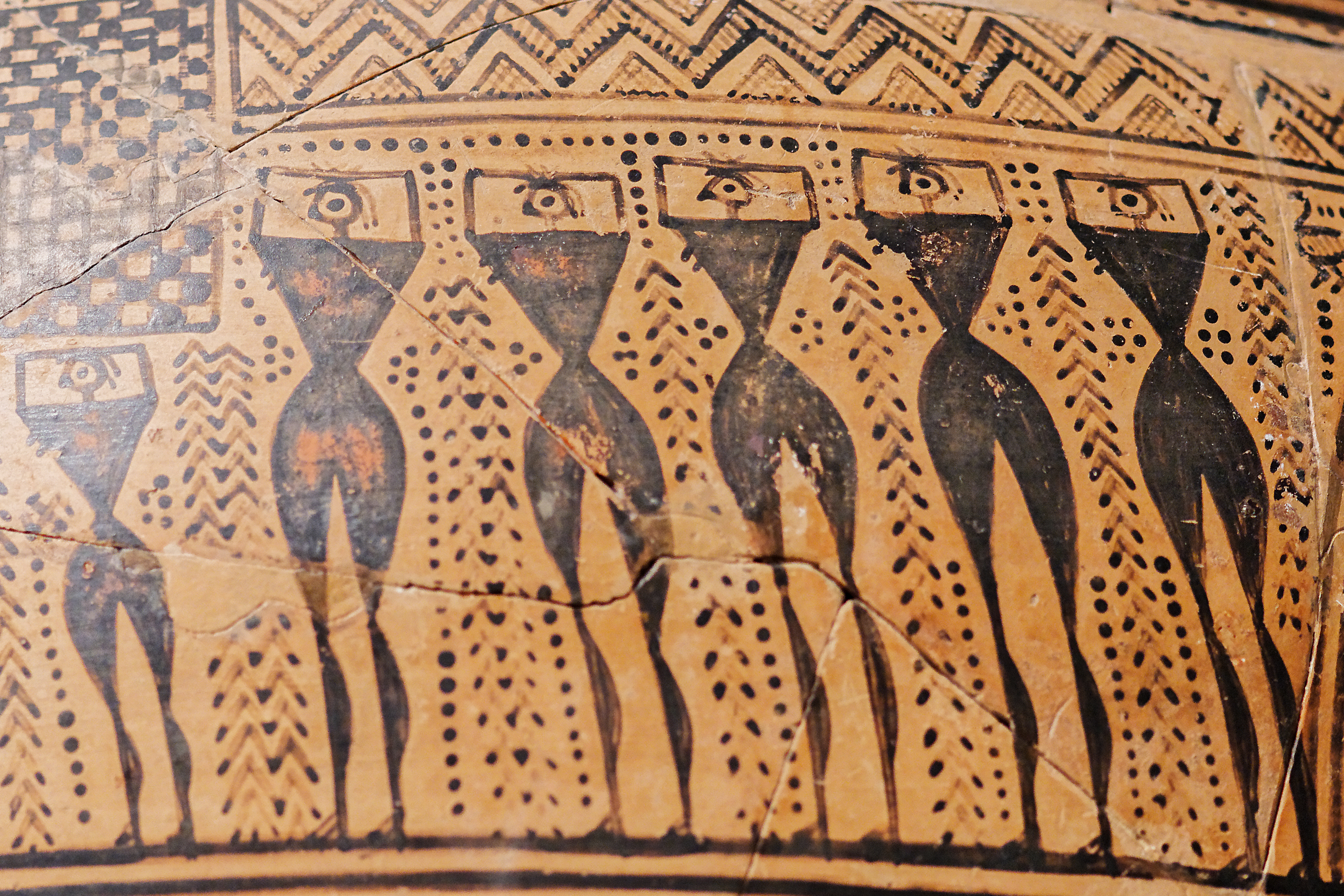
Id. détail : Pleureuses (nues)[N 15]. Peintre de Hirschfeld. Cratère attique, H. 1,08 m, style géométrique, v. 750-735. Met.
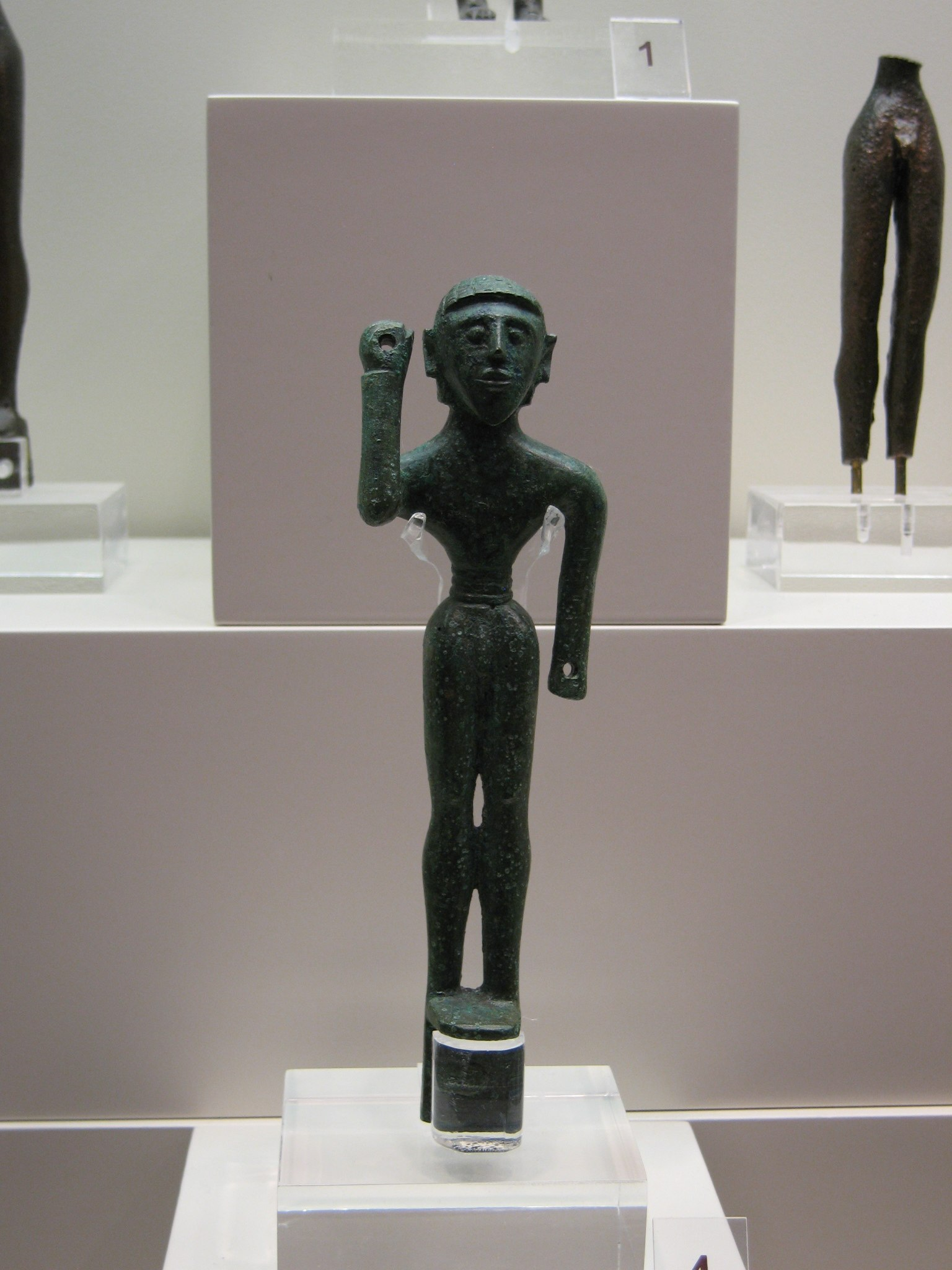
Statuette d'un homme nu à ceinture[N 16], vers 750-725. Élément d'un chaudron de bronze, H. 14,5 cm. Olympie.
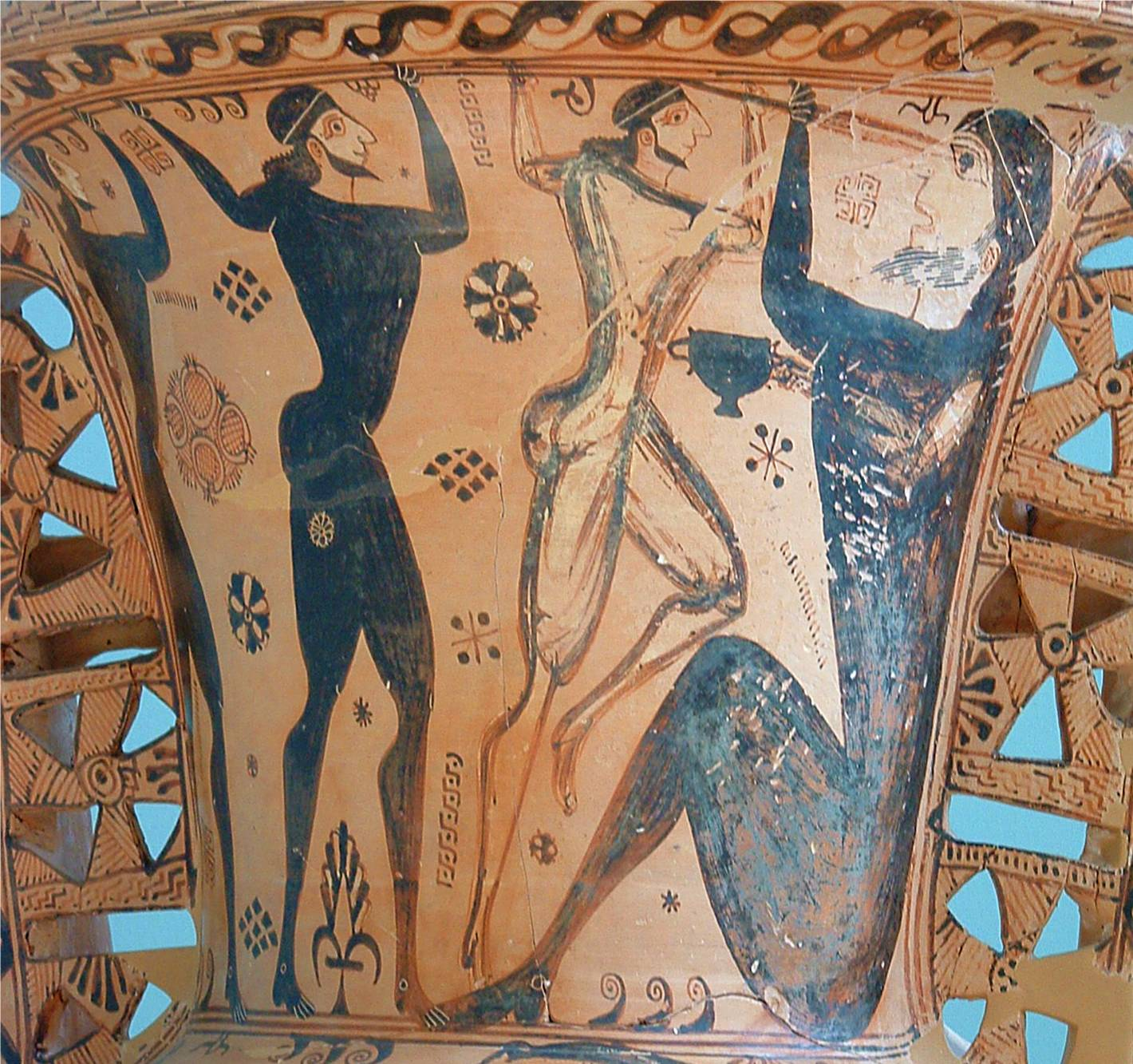
Ulysse et ses compagnons aveuglent le cyclope. Col d'une amphore funéraire attique, style noir et blanc, v. 660. MArch Éleusis.
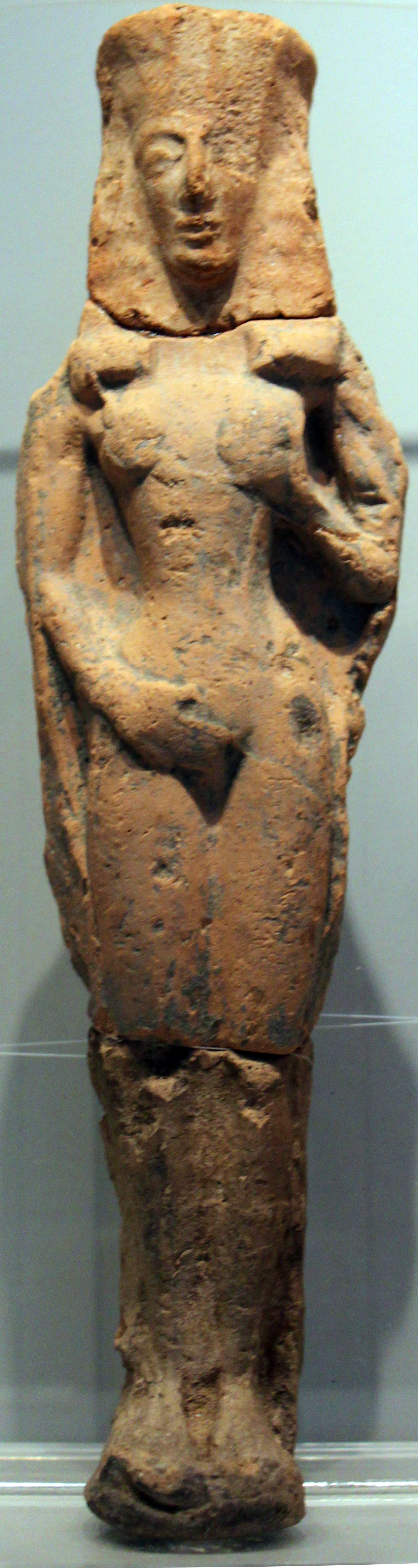
Aphrodite / Astarté (?). Terre cuite moulée. La Canée, Crète VIIe siècle. Altes Museum, Berlin.
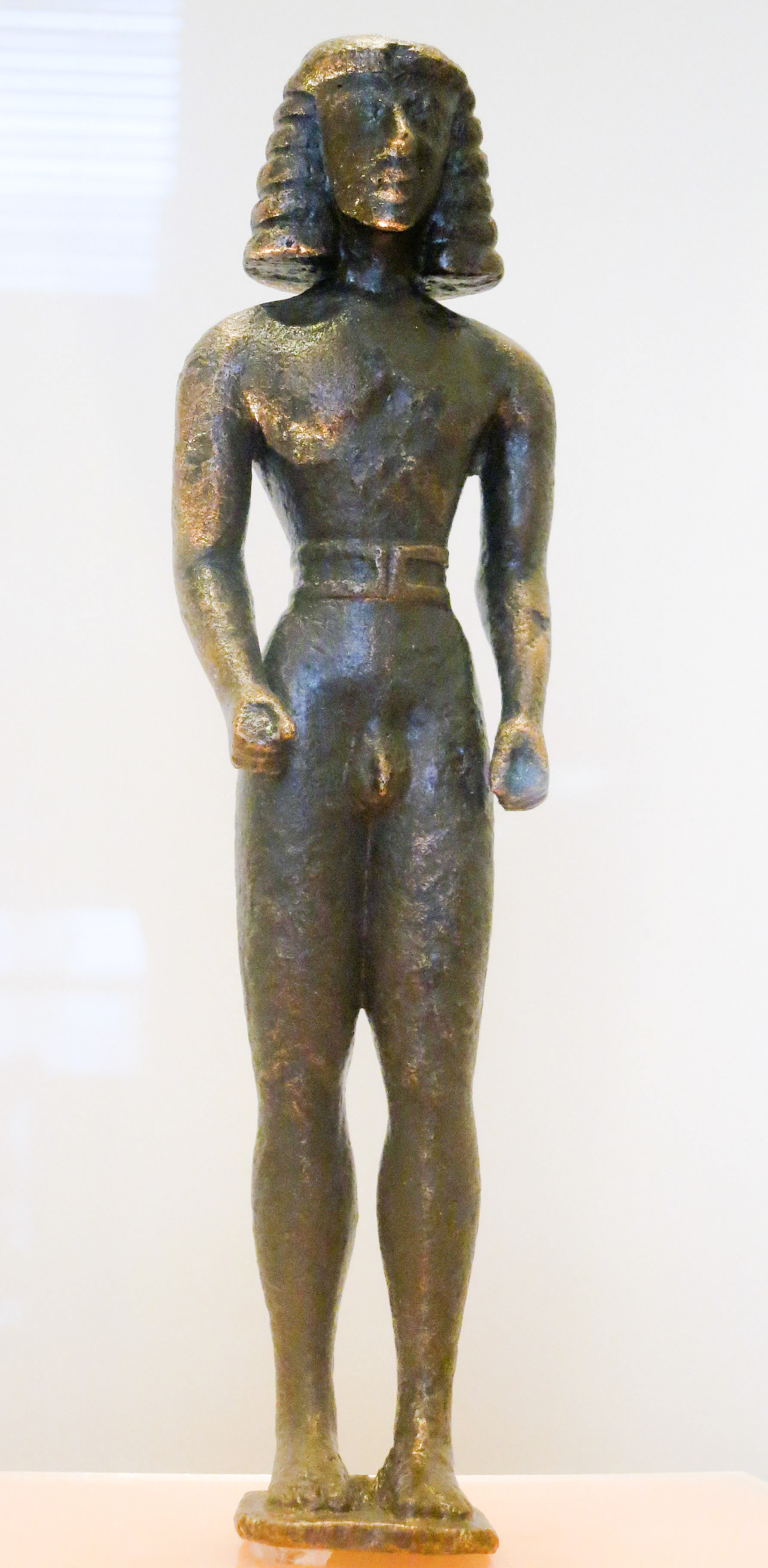
Statuette d'un kouros à la ceinture de sportif. Bronze, H. 19,6 cm. Crète (?), 625-600. Musée de Delphes[N 17].

La représentation de corps humains sans vêtement apparait souvent, parmi des décors géométriques, sur des céramiques de la Grèce du VIIIe siècle de style géométrique. La stylisation des corps humains harmonise alors la figuration humaine à celle des animaux et aux motifs géométriques foisonnants, le buste humains devient un triangle. Le vêtement semble réservé aux femmes, sur le bas du corps. Elles sont dotées de seins en forme de pointes, à droite et à gauche, ou bien d'un seul côté. On peut le constater sur le corps des pleureuses apparemment nues de plusieurs grands vases funéraires déposés sur des tombes d'aristocrates, mais où les hommes sont tout aussi nus. Dans ces scènes de funérailles (rites de prothesis, exposition du corps avec pleureuses, ou d'ekphora, convoi funèbre) les Grecs usent, curieusement, de la figure nue pour représenter des situations où, dans la réalité, la nudité était impensable. Un autre exemple nous est donné sur un fragment de vase géométrique de Grande Grèce qui montre l'une des plus anciennes représentations de naufrage. Les naufragés sont nus, certains en train de nager, d'autres flottent parmi les poissons et l'un d'eux se fait dévorer par un requin. Ce fragment a été déposé sur un bûcher funèbre, il en porte encore les traces.
Ensuite, parmi les premières sculptures sur pierre, du VIIe siècle en Crète, celle d'une déesse dans un temple est nue, la main droite posée sur ses seins, la gauche sur son sexe suivant le modèle de l'Astarté syrienne que l'on retrouve dans une statuette de La Canée, du VIIe siècle. Sur la statuette votive de Crète la déesse indique/masque son sexe avec sa main. Une interprétation d'Alain Pasquier à propos de l'Aphrodite de Cnide - trois siècles plus tard - semble pouvoir s'appliquer néanmoins ici : « Aphrodite serait nue, non pas seulement pour donner à voir la parfaite beauté de son corps, mais aussi pour donner à sa nature de déesse de l'amour sa puissance la plus intense », par son geste elle « désigne de la main la source principale de sa souveraineté ». Des statuettes votives représentant une femme nue (du VIIe siècle, dans le sanctuaire archaïque de l'acropole de Gortyne, font l'objet de trois autres lectures : selon Prent en 2005, Aphrodite à cette époque est toujours évoquée vêtue de luxueux vêtements, donc il faudrait voir cette statuette « non pas comme la figuration d’une déesse ou d’une fidèle, mais bien comme la personnification d’une préoccupation propre à l’adorant et entrant dans le champ des compétences de la divinité » ; selon Brisart en 2011, « ces offrandes pouvaient illustrer l’intérêt des hommes auxquels ces jeunes filles étaient destinées, en vue d’obtenir une épouse idéale ». Enfin, dans une troisième lecture, « la figure féminine représentée pouvait être perçue comme domptant l’état de sauvagerie de la jeune fille ou du jeune homme, en agissant sur le passage de l’enfance / adolescence à l’âge adulte ».
Le motif de la femme nue se trouve aussi à Rhodes, dans ce style "dédalique" et sous forme de bijoux en or. Quant aux héros de l'épopée, schématiquement représentés sur un vase d'Éleusis vers 675-650, ce sont Ulysse (en blanc) et ses compagnons en train d'aveugler le cyclope (noirs, visages blanc), et ils sont nus, peut-être parce que figures des grandes épopées. La statuette votive d'un kouros, de 625-600, le présente nu selon des valeurs similaires, comme un cadeau de prix qui plaira au dieu. Sur le plan technique il montre l'intérêt de modeler la cire (avant de couler le bronze, la statuette est modelée en cire selon la technique du bronze à la cire perdue). Ce travail sur un petit format a permis de renouveler l'image de la figure humaine sculptée à échelle humaine en marbre, « anatomiquement plus juste » que les précédentes, dans ce style dédalique. Il préfigure  les grands marbres de Naxos, Délos et, plus tard, Argos au VIe siècle, à la période archaïque.
Les statuettes votives où apparaissent des corps de personnages de statut élevé, sont nus et ils apparaissent sous forme stylisée dans des statuettes de bronze, tenant un cheval (signe de richesse) ou de guerriers en arme (autre signe de richesse). Ces premiers nus grecs sculptés datent du VIIIe siècle. Leur stylisation permet une représentation qui assemble les éléments principaux du corps efficacement. Les premiers kouroi, statues funéraires ou votives de jeunes hommes nus (représentations conventionnelle d'un jeune homme-type, comme offrandes au défunt ou au dieu, attestées depuis la fin du VIIe siècle), sont le reflet des valeurs aristocratiques. Des sculptures similaires dans l'art égyptien servent de modèles, debout et la jambe gauche en avant, ils prennent une silhouette plus élancée vers 600 en Égypte. Les Grecs installés dans le delta, à Naucratis, s'en inspirent. Les kouroi du style archaïque (VIIe – VIe siècle) rappellent ainsi les poses hiératiques égyptiennes ou orientales que ces artisans connaissaient, par les petites statuettes qui circulaient dans le bassin méditerranéen, ou par un contact direct avec la sculpture monumentale d'Égypte. Les Grecs sont, à la différence des Égyptiens, de plus en plus attentifs à exprimer une réalité quasi-vivante. Ainsi le bronzier comme le sculpteur sur pierre s'efforcent de représenter les formes visibles du corps de ces athlètes comme s'ils étaient vivants : la main se détache alors "naturellement" du corps sur les bronzes, mais au risque de se briser dans le marbre.

### Période archaïque

#### Sculpture

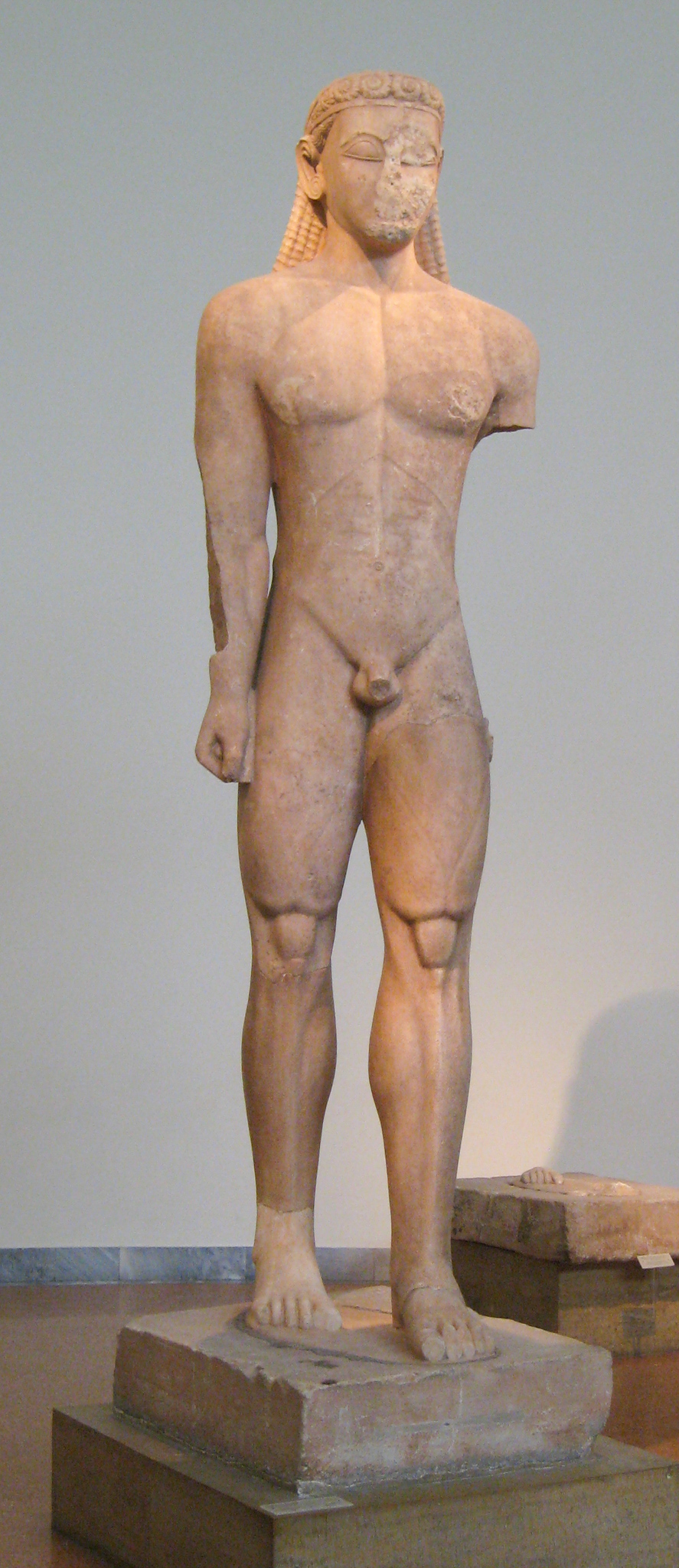
Kouros colossal du cap Sounion. Marbre de Naxos, H. 3,05 m. Réalisé très peu[63] après 600. Athènes, Musée National Archéologique.
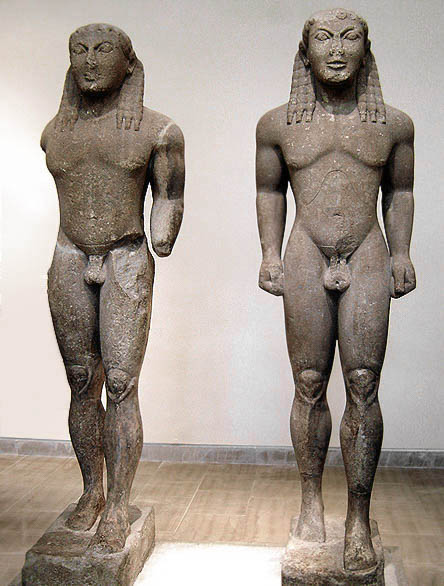
« Kleobis et Biton »[64]. Sanctuaire d'Apollon à Delphes. Style archaïque. Marbre, H. 2,18  et   2,16 m., v. 590-580. Musée de Delphes.
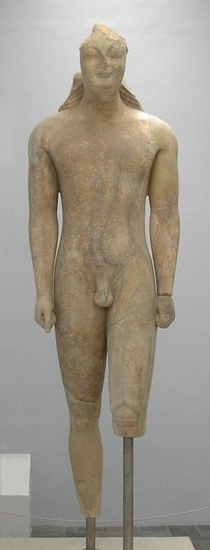
Kouros colossal de Samos. H. 4,75 m. Marbre, v. 570. Samos, Vathy, MArch
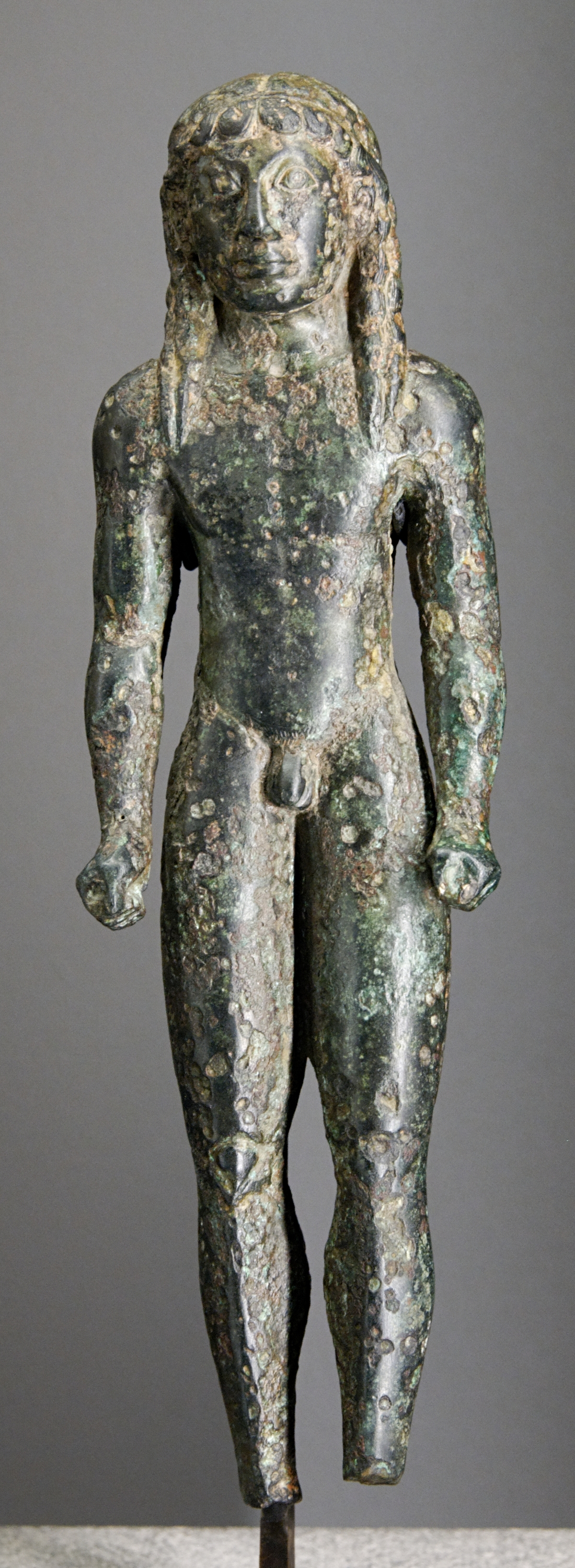
Kouros (ou « couros », plur. kouroï). Bronze H. 17 cm. Argos, v. 575-570. Louvre.
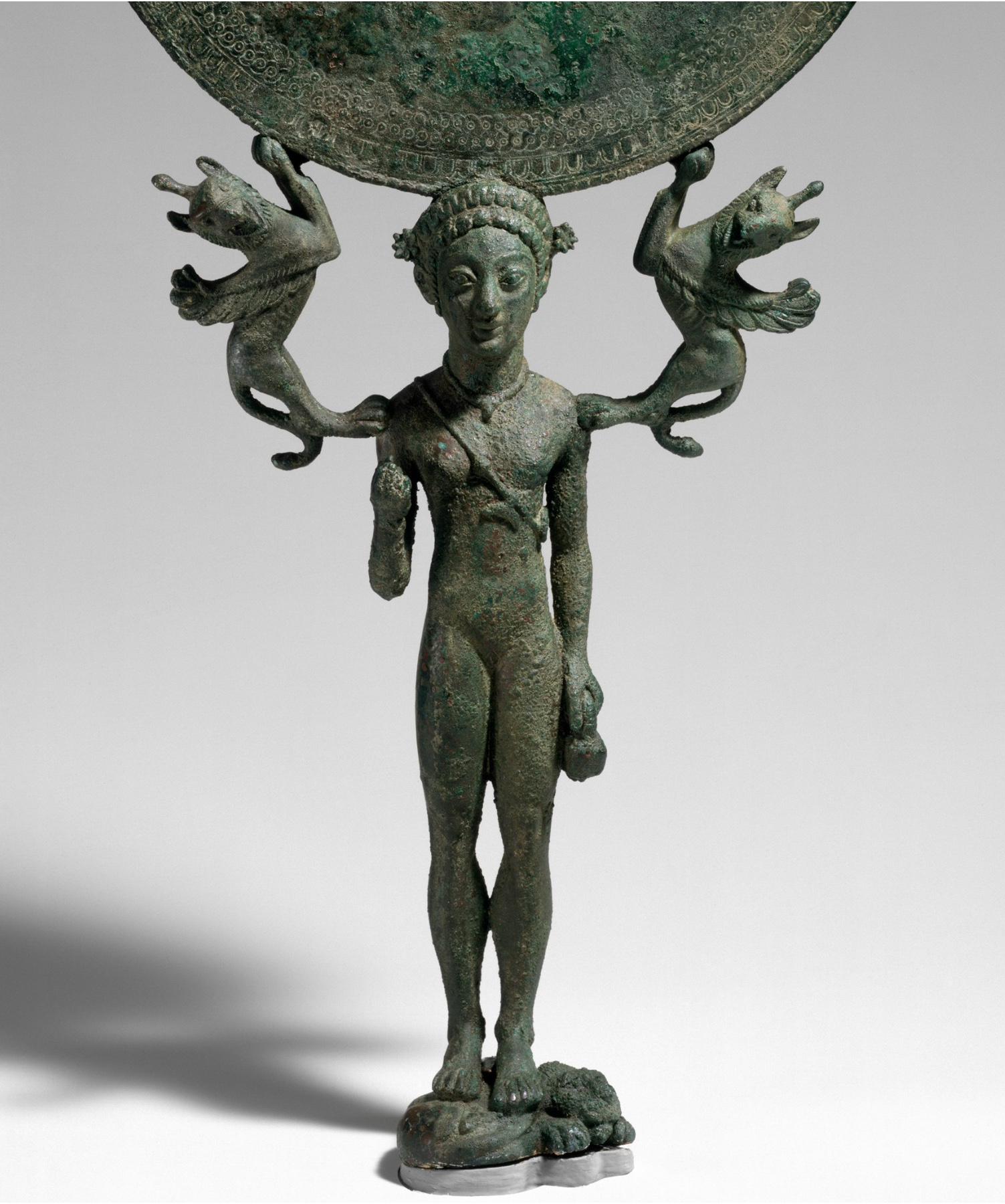
Jeune fille nue. Support de miroir. Bronze, Laconie, Sparte? 550-500. The Met
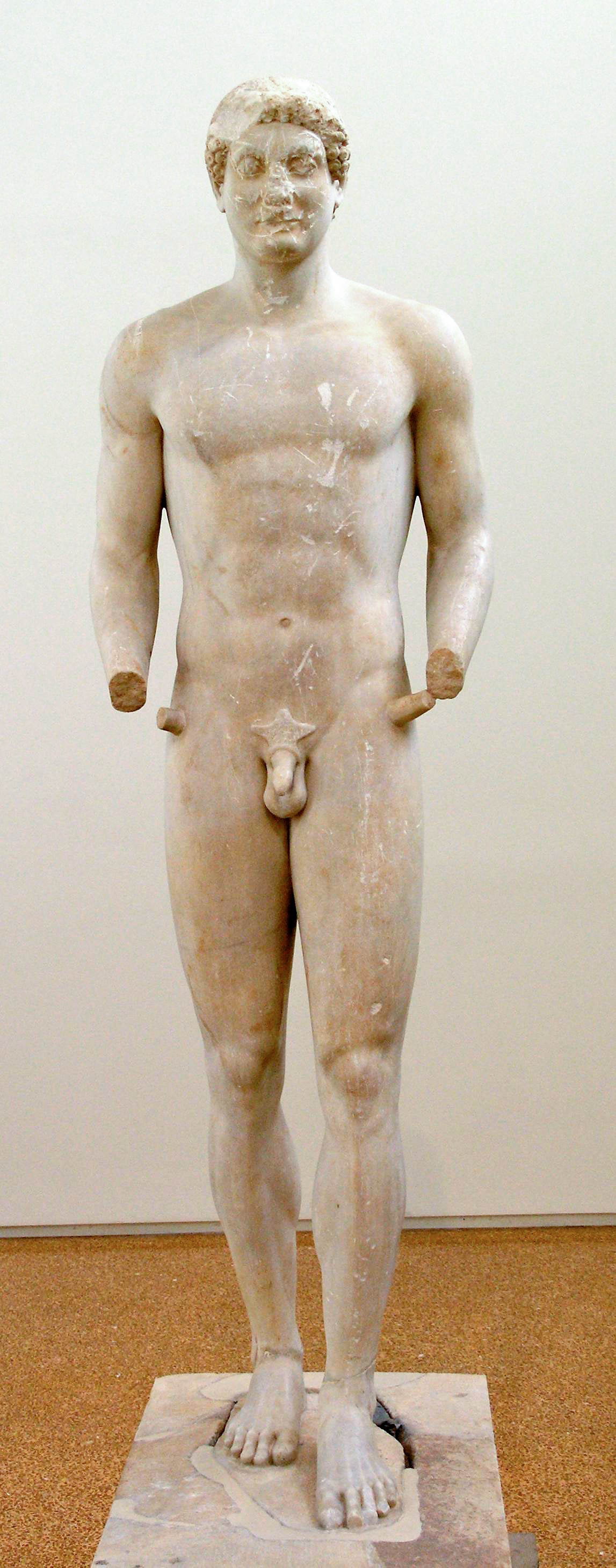
Statue funéraire d'Aristodicos. H. 1,96 m. Marbre, v. 510. Athènes, MNArch

Le kouros : l'image idéale de l'homme dans la Grèce aristocratique à la période archaïque. Il peut avoir trois fonctions, représenter un défunt, un athlète ou être une offrande au dieu. Les statues et statuettes votives de kouroï du VIe siècle obéissent à de strictes conventions qui sont le fruit d'un conservatisme religieux dû à la fonction de ces objets : elles montrent chaque fois un jeune homme nu présenté de face, les bras le long du corps, la jambe gauche légèrement avancée. Ces kouroï, dont le groupe de « Cléobis et Biton », affichent, par le choix de certains indices, leur appartenance à une communauté civique, et portent les marques identitaires de leur cité (par ce que nous appelons « le style », par exemple celui d'Argos). Les sculpteurs représentent aussi nus — comme c'était la coutume dans les gymnases (du grec γυμνός / gumnos, « nu ») — des athlètes qui se sont illustrés à Olympie ou ailleurs et dont leur cité tient à célébrer la mémoire dans un lieu public renommé. Enfin, selon Claude Rolley, les ex-voto élevés par les cités dans les grands sanctuaires, un remerciement au dieu, s'avèrent proclamer, aussi, la gloire du donateur ou de la cité donatrice.
Au cours du VIIe siècle les élites grecques avaient commencé à placer sur leurs tombes des sculptures, statues ou stèles de grand format, pour honorer la mémoire des morts. Une manière de conserver d'eux une présence, parmi les vivants, en leur donnant la forme la plus vivante possible. « Il s'agit de jeunes gens et de jeunes filles morts, en qui la famille avait placé ses espoirs mais qui, contrairement à l'ordre naturel, n'ont pas atteint la plénitude de la vie ». Ces monuments expriment aussi une profonde mélancolie. Parmi d'autres inscriptions semblables, sur la base d'une statue on a inscrit : « Qu'il était beau, et pourtant il a fallu qu'il meure ! ».
Pour ces statues de kouroï (jeunes hommes) et korai (jeunes femmes), au départ colossales, les sculpteurs de l'art grec archaïque se réfèrent, au début du VIe siècle, aux sculpteurs égyptiens, avec le désir de rivaliser avec eux. Ils se distinguent précisément par l'introduction de corps jeunes, vigoureux et, pour les hommes, nus — ils ne sont pas nus en Égypte — et réalisent la prouesse de les maintenir en équilibre sans le recours à un étai dorsal, comme cela se faisait en Égypte. Les kouroï sont donc plus vivants, prêts à bouger. On constate que les sculpteurs grecs multiplient les solutions nouvelles afin de donner toujours plus de vie à leurs kouroï, avec le risque du déséquilibre. En cela les petites statuettes de bonze, initialement en cire malléable, s'avèrent essentielles.
Du point de vue artistique, une statuette de ce type, fondue à Argos et conservée au Louvre, est un élément-clé de l'art occidental dans lequel les sculpteurs grecs empruntent le code de la marche apparente de l'Égypte et l'adaptent au nu – sans doute lié ici à l'idéal aristocratique de la pratique du sport au VIe siècle – mais surtout traitent le modelé dans une approche plus nuancée de l'anatomie qu'on ne savait le faire dans la grande statuaire. Ces statuettes, d'abord modelées dans la cire, leur permettent de s'essayer à une transcription plus fidèle et mieux maîtrisée de la musculature et des traits du visage.
Jeunes filles spartiates. En Laconie, donc aussi à Sparte, les jeunes filles avant leur mariage pratiquaient des exercices athlétiques. Par ailleurs on sait que des femmes spartiates "devenaient Doriennes" à l'occasion, en s'entrainant, en chantant et en dansant nues. Des bronzes, la plupart des manches de miroirs et des plats (paterai), présentent des jeunes filles intégralement nues ou seulement la poitrine et sont associés à ces pratiques. Des statuettes pouvaient tenir debout, comme des offrandes dédicacées dans des sanctuaires. Comme les miroirs, c'étaient exclusivement des objets de jeunes filles et de femmes. Majoritairement ce sont des jeunes filles dont les seins ne sont pas développés et aucune vulve n'est figurée. Elles ont toutes des traits physiques caractéristiques, épaules larges, biceps marqués, pectoraux et muscles abdominaux bien définis. Les louches à figures, paterai, étaient employées dans les rituels de purification avant un sacrifice et leur manche était, en général, un homme nu. La forme initiale de ces figures nues est égyptienne, et elles apparaissent en quantité sur des poteries de la colonie de Naucratis, dans le Delta au début du sixième siècle.

#### Céramiques

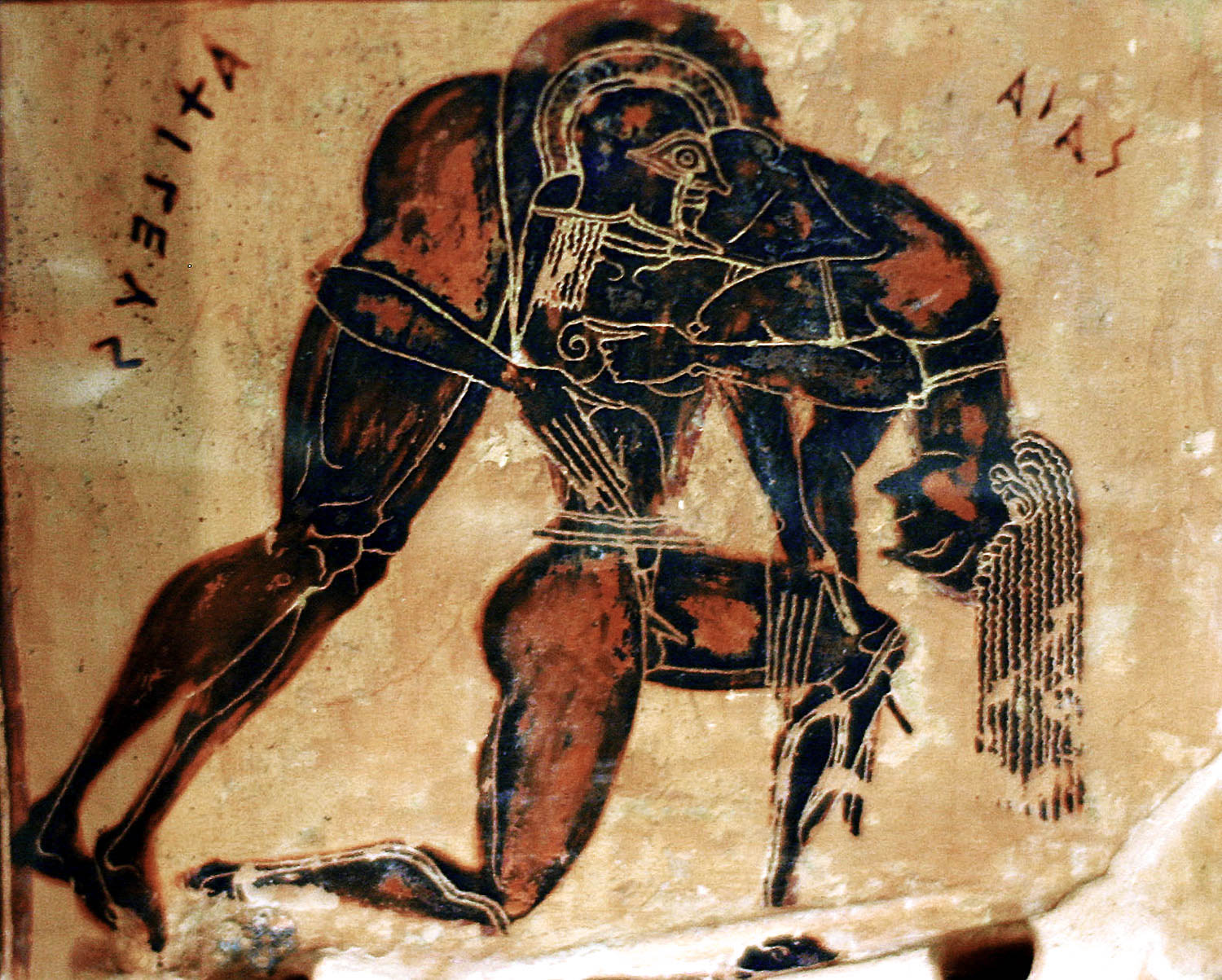
Ajax transportant le corps d'Achille. Vase François, anse, cratère à volutes attique, à figures noires, 570-560. Florence MNArch.
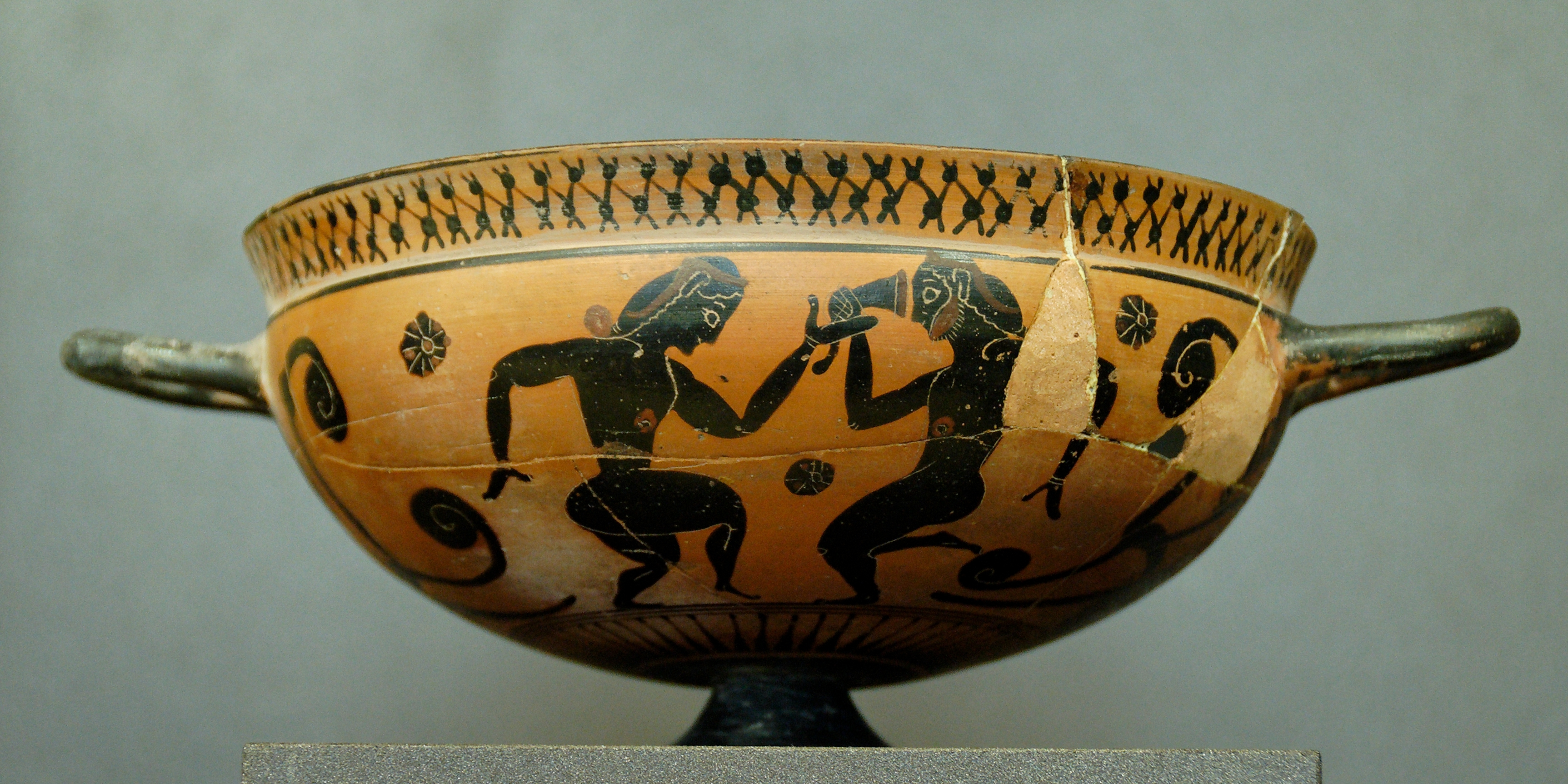
Scène de komos, procession rituelle festive. Danseurs nus, jeune homme et homme mûr. Coupe attique à figures noires v. 560. D. 16,2 cm. Louvre
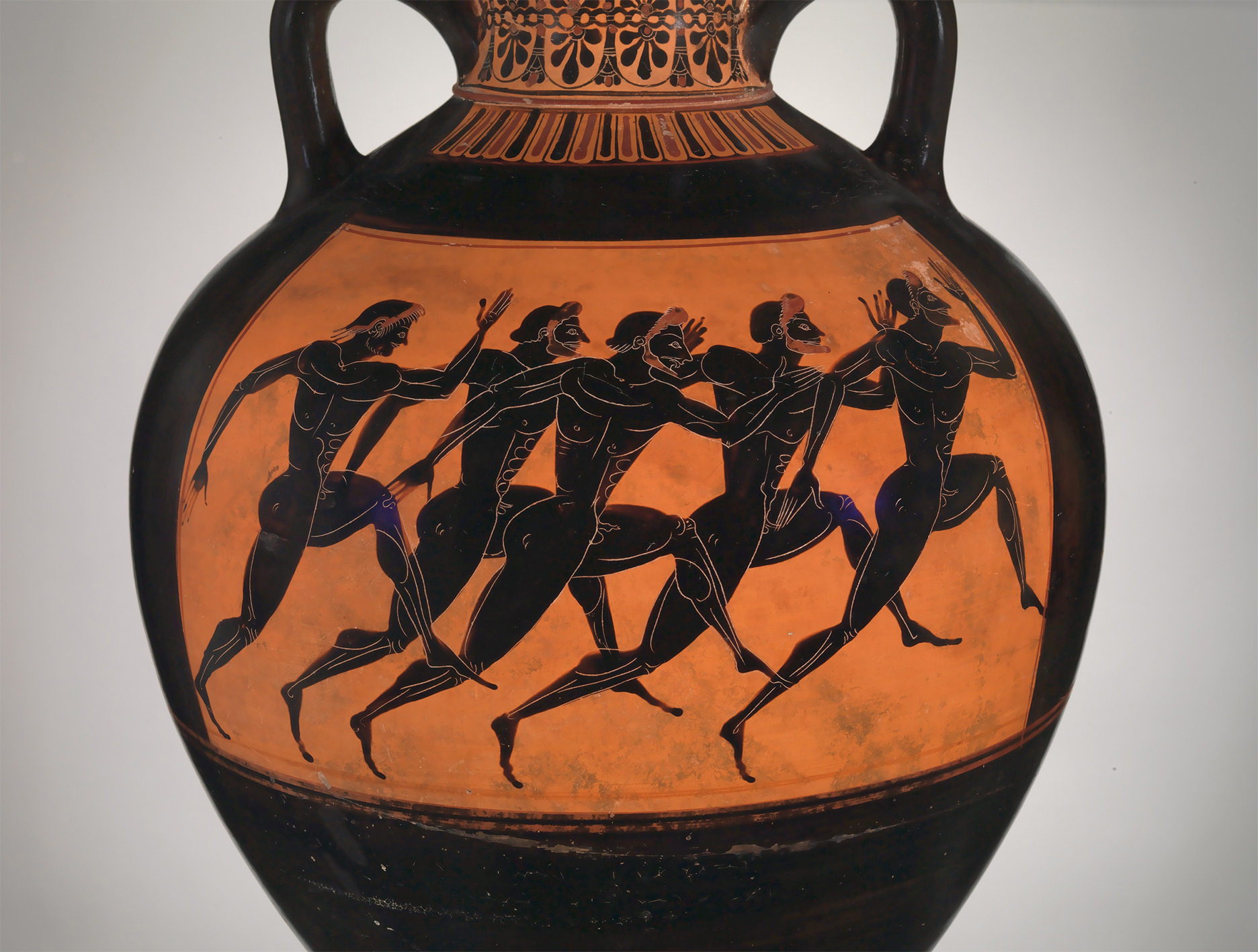
Course à pied. Amphore panathénaïque à figures noires, v. 530. H. de la scène env. 22 cm. The Met
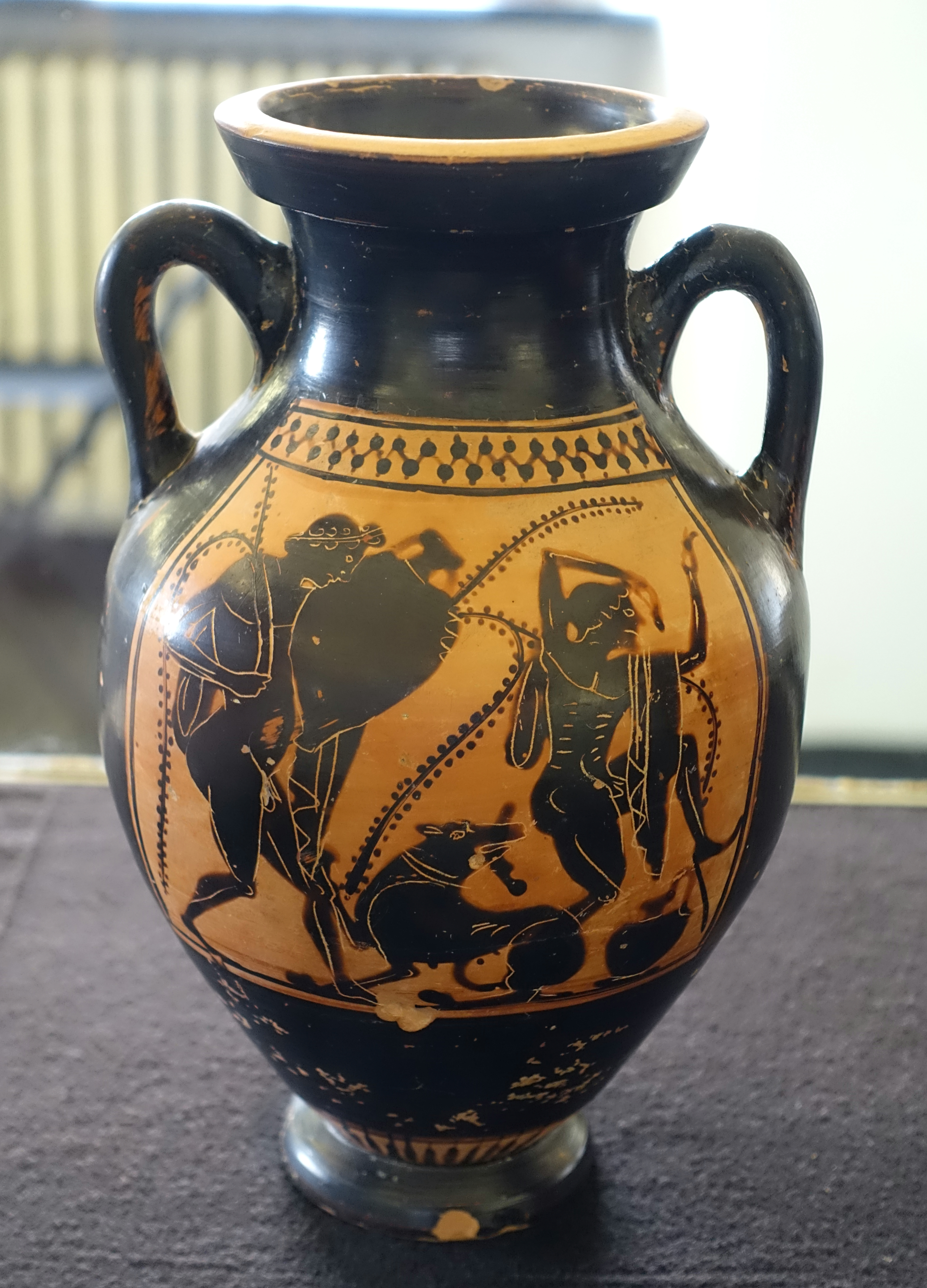
Des hommes ivres quittent un symposion. Amphore attique à figures noires. 500-490. Martin von Wagner Museum

Les images sur vases peints, vases de banquets ou de funérailles, offraient de multiples sujets de conversation. Avec un propos léger, ou sérieux, sur tous les comportements en société, ou sur le destin. Les scènes avec des héros incitaient d'autant plus à la réflexion que ceux-ci sont toujours à deux pas de la perte du sens commun ou de la mort. Achille en est l'exemple même.
Dans l'art grec archaïque (du VIIe au VIe siècle av. J.-C.) les coupes utilisées dans les banquets (le plus souvent des kylix) portent, comme à Corinthe vers 580, sur une face (entre les anses), des hommes prenant le repas collectif (symposion), confortablement allongés et appuyés sur le coude gauche. Des éphèbes les accompagnent souvent. Tandis que l'autre face présente la danse qui suit, et les danseurs nus. La peinture, détachée des problèmes d'équilibre que rencontre la sculpture en Grèce, permet de faire vivre les corps avec bien plus de naturel que la sculpture.
Ajax porte le corps d'Achille sur le vase François. Le mort, dépouillé de son équipement, est un héros, nu. Sa chevelure qui pend en lignes soigneusement parallèles et ordonnées n'a rien de naturellement hirsute, rien de « réaliste ». Elle marque la beauté du mort et sa valeur héroïque. Comme on le voit, l'image ne reproduit pas le réel, elle construit une représentation épique de la mort guerrière. Le nom du héros étant inscrit à côté du corps nu, permet de l'identifier et fait de l'image un récit, qui attend un commentaire.

## DuVeauIIesiècle: époque classique

### Faits de culture et de société (finVIe–Vesiècle)
Cet idéal qui fonde la représentation du corps nu en Grèce antique trouve sa source à la confluence de plusieurs faits de culture. Pour les Grecs de l'Antiquité le monde est beau, cosmos, semblable à l'un de ces objets précieux que sont les offrandes de grande valeur, peintures, vases peints, sculptures qui ne sont jamais trop beaux pour les dieux. Les Grecs portent une grande attention au corps, à son entretien et à sa beauté, car l'homme est englobé dans ce monde, beau. Pour l'aristocratie, le souvenir qu'on laisse se manifeste, en particulier par la vue, dans l'image qui le représente sur sa tombe, le kouros, ou dans les offrandes splendides qui seront attachées à son nom, monuments ornés de peintures ou sculptures. Le kouros exprime les plus hautes valeurs de cet aristocrate : « sa figure de beauté, de jeunesse, son courage viril, son excellence », qui se retrouvent dans son image partiellement dénudée ou nue. Les kouroï et les offrandes sont destinés au public, ils doivent être vus de tous. Dans la culture grecque, « voir a un statut sans égal, […] voir et savoir ne font qu'un. Voir et vivre, c'est aussi tout un ». Les offrandes qui se voient, dans les espaces publics, dans les temples ou au cimetière ont une grande importance. Car si à l'époque archaïque les statuettes-offrandes sont le signe de cultes populaires, avec le temps et surtout à époque classique (Ve – IVe siècle) elles sont devenues des signes ostentatoires. L'important n'est plus la divinité mais l'admiration des passants, devant ces objets inamovibles et indestructibles. Et dans cet esprit les artisans, peintres, bronziers…, tous font de cette étude du nu l'occasion de donner une plus grande valeur artistique à leurs images avec la représentation du mouvement, qui reste ainsi éternellement suspendu. Et la renommée des sculpteurs et céramistes s'est accrue avec le temps, dans un esprit de rivalité ou de concurrence assumée. Au service de l'élite, ces artisans renommés conquirent leur place dans la société dès l'époque archaïque (VIe siècle).

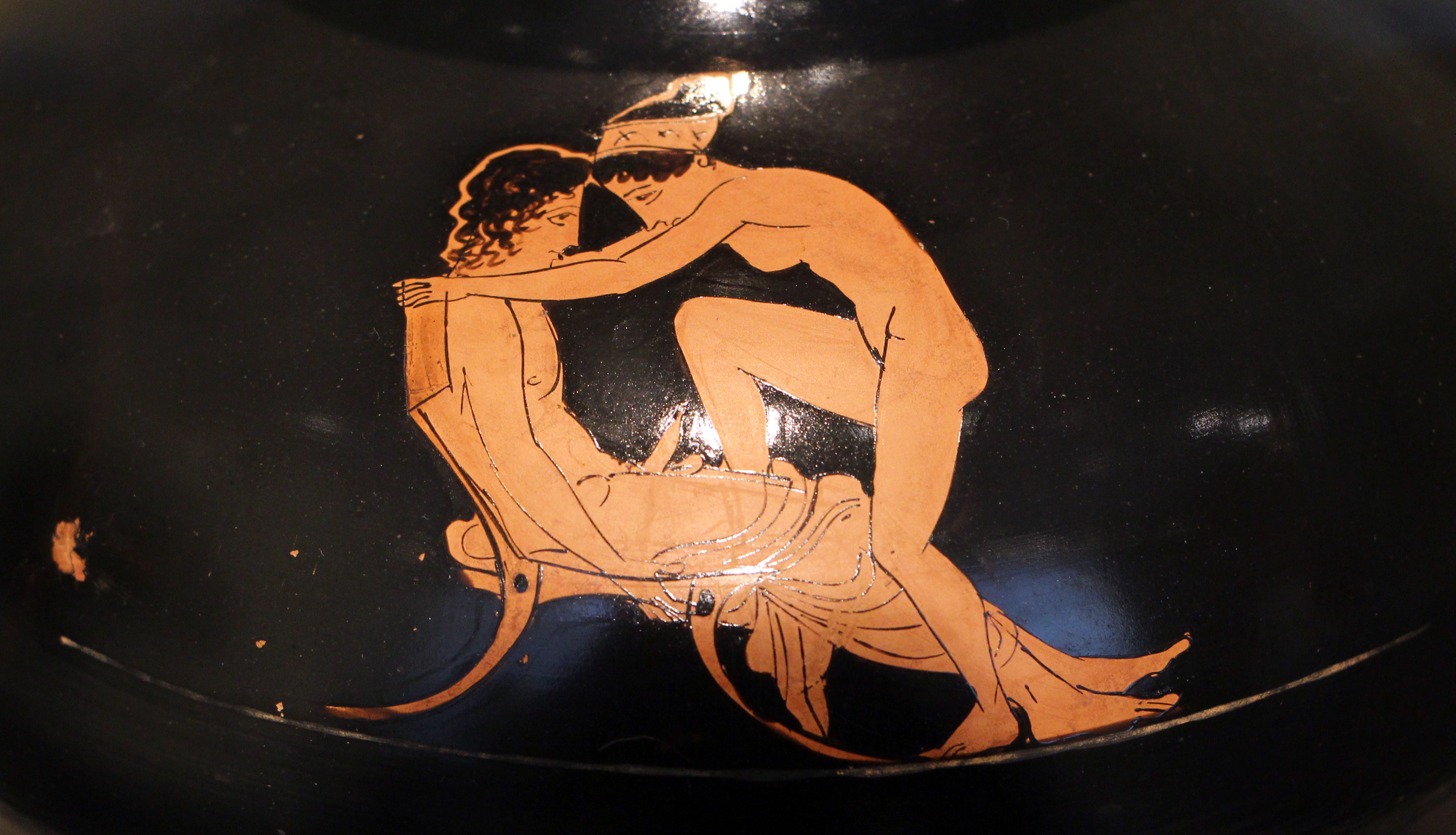
Pichet à vin (œnochoé) à figures rouges du peintre de Shuvalov, v. 440-410. Antikensammlung, Altes Museum, Berlin[85].

La gymnastique (ou pratique du sport nu) distingue, dans le monde grec, le citoyen libre et constitue une partie de sa formation de soldat. Les femmes en sont exclues sauf à Sparte. Selon Thucydide la nudité athlétique serait une « invention », d'abord des Crétois puis des Spartiates, ou plus tardive, peut être vers la fin du VIe siècle. En tout cas il s'agit d'un progrès de la civilisation qui distingue ces Grecs des « Barbares » et, en tant que soldats ou futurs soldats, manifeste cette distinction dans la cité par opposition à ceux qui n'ont pas le statut de citoyen (femmes, métèques, artisans, esclaves…). Pierre Brulé relève aussi que « Thucydide établit un rapport entre une série de progrès comme l’abandon du port des armes dans la vie civile, le port de vêtements légers, le caractère plus urbain des citoyens, plus policé des mœurs et la nudité athlétique ». Par ailleurs, « la nudité ainsi affichée « incarne », « symbolise » la virilité, sa représentation ayant alors une signification rituelle ». Rituel d'initiation à la société des hommes, par l'institution de la paiderastia, initiation à l'âge adulte par la relation amoureuse entre l'homme adulte et l'adolescent imberbe. Restait à bien distinguer, par le contexte, la nudité positive du jeune citoyen d'avec celle, dégradante, de l'esclave. Mais leur représentation artistique, dans la céramique en particulier, ne montre aucune différence dans le traitement esthétique tandis que la scène ne présente aucune ambiguïté sur le statut de chacun.

### Peinture
La céramique à figures noires avait comme sujet principal le corps humain. Le passage à la céramique à figures rouges a favorisé la reproduction de la nudité. En effet, les potiers et peintres sur céramique athéniens dominent alors le marché. L'argile de l'Attique, travaillée à Athènes est riche en oxyde de fer (Fe2O3), à la cuisson, elle prend une belle couleur rouge orangé. La céramique à figures rouges utilise donc intelligemment cette couleur naturelle de la terre cuite, à l'aspect mat, pour la couleur des corps. Ceux-ci sont tracés au pinceau, parfois sur une esquisse légèrement incisée avec un outil pointu, et se détachent sur le fond peint en noir. La couleur noire est étalée au pinceau, ou plus exactement avec une brosse pour les traits les plus fins qui présentent un léger relief. Les indications de musculature sont portées d'un trait de ce « vernis » noir dilué. En fait de « vernis » il s'agit d'une barbotine d'un noir absolu à l'aspect doucement brillant à la cuisson. La maîtrise de ces trois composantes, la qualité de la terre, la beauté du revêtement et la perfection du dessin ont fait le succès de la céramique athénienne dans tout le bassin méditerranéen, à cette époque. C'était aussi la principale exportation d'Athènes, qui devait s'acheter ses métaux et son blé avec cet argent.
Dans la céramique grecque antique le nu apparaît souvent dans des scènes à nombreux personnages, comme peuvent en offrir les mythes (« Cratère des Niobides », v. 460-450) ou le gymnase, mais aussi dans le cadre des banquets (symposion) et de la vie amoureuse, voire sexuelle souvent associée au banquet. Sur les vases et coupes servant au banquet le jeune homme nu qui va remplir les coupes montre par sa nudité qu'il sert d'échanson dans un symposion.
Les différentes formes des céramiques, la coupe (kylix), le cratère, le stamnos…, offrent autant d'espaces courbes où les lignes souples et tendues du corps humain répondent aux courbes tendues des céramiques, le cercle et la ligne droite composant avec le cadre de l'espace, décoré de figures humaines. Les scènes mythologiques et autres scènes narratives peintes sur les vases se font souvent l'écho des grandes peintures murales, aujourd'hui disparues, qui étaient dans l'Antiquité les plus admirées de tous les arts.

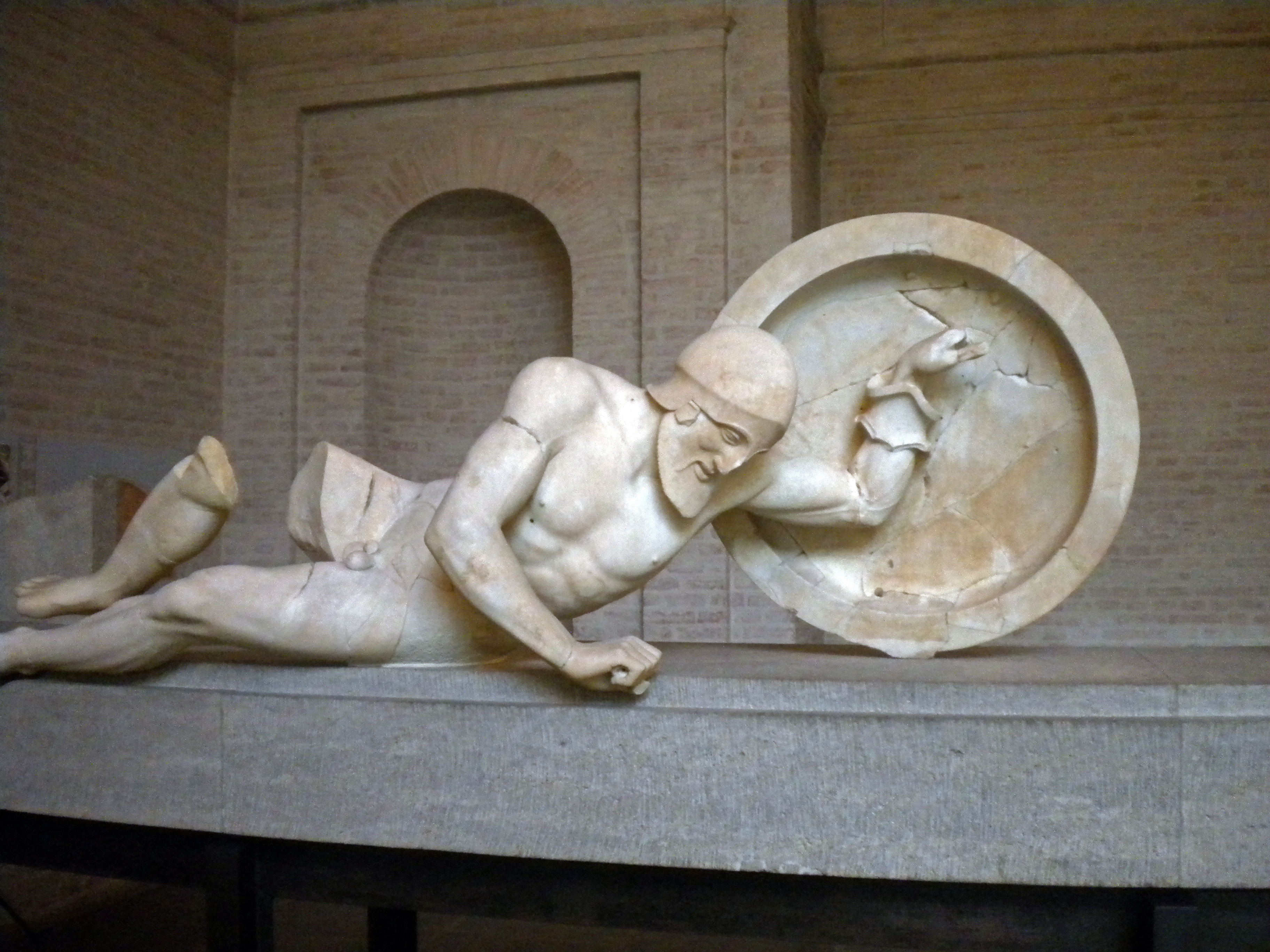
Guerrier mourant - Laomédon (?). Marbre, 490-480. Fronton Est du Temple d'Aphaïa à Égine. Glyptothèque de Munich.
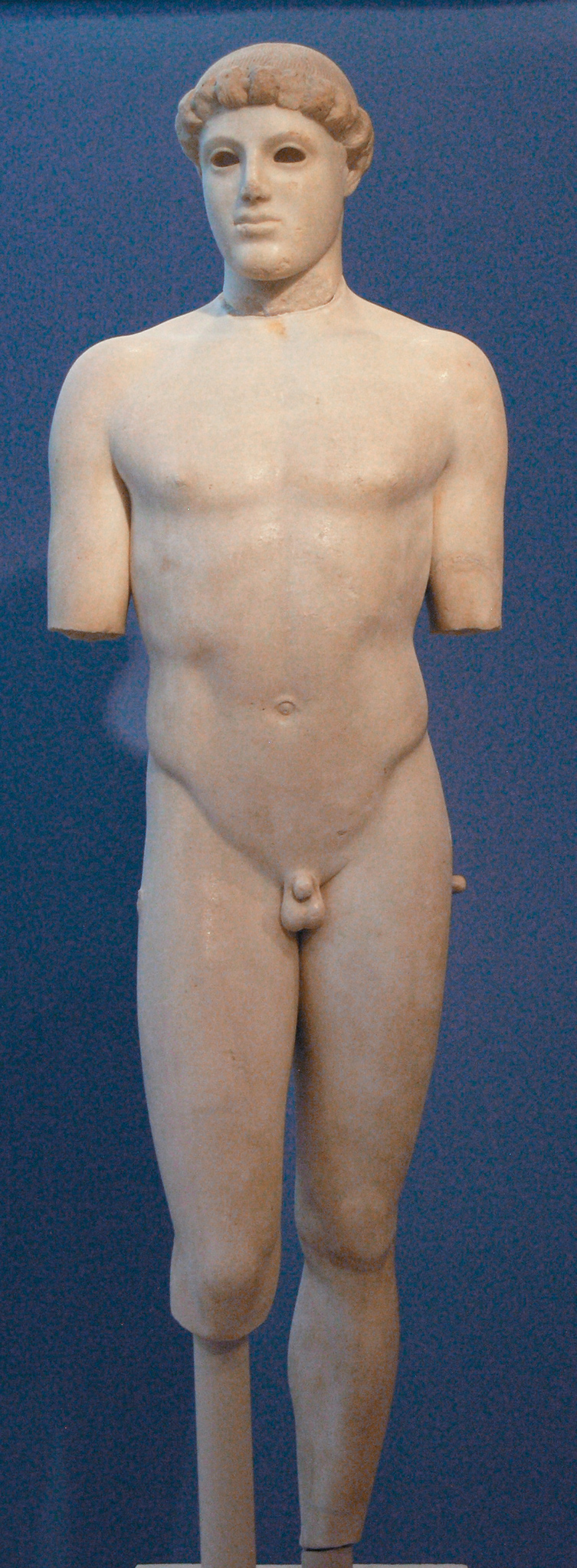
« Éphèbe de Critios ». Marbre de Paros, H. en l'état : 117 cm. v. 480. « Style  sévère ». Musée de l'Acropole d'Athènes.
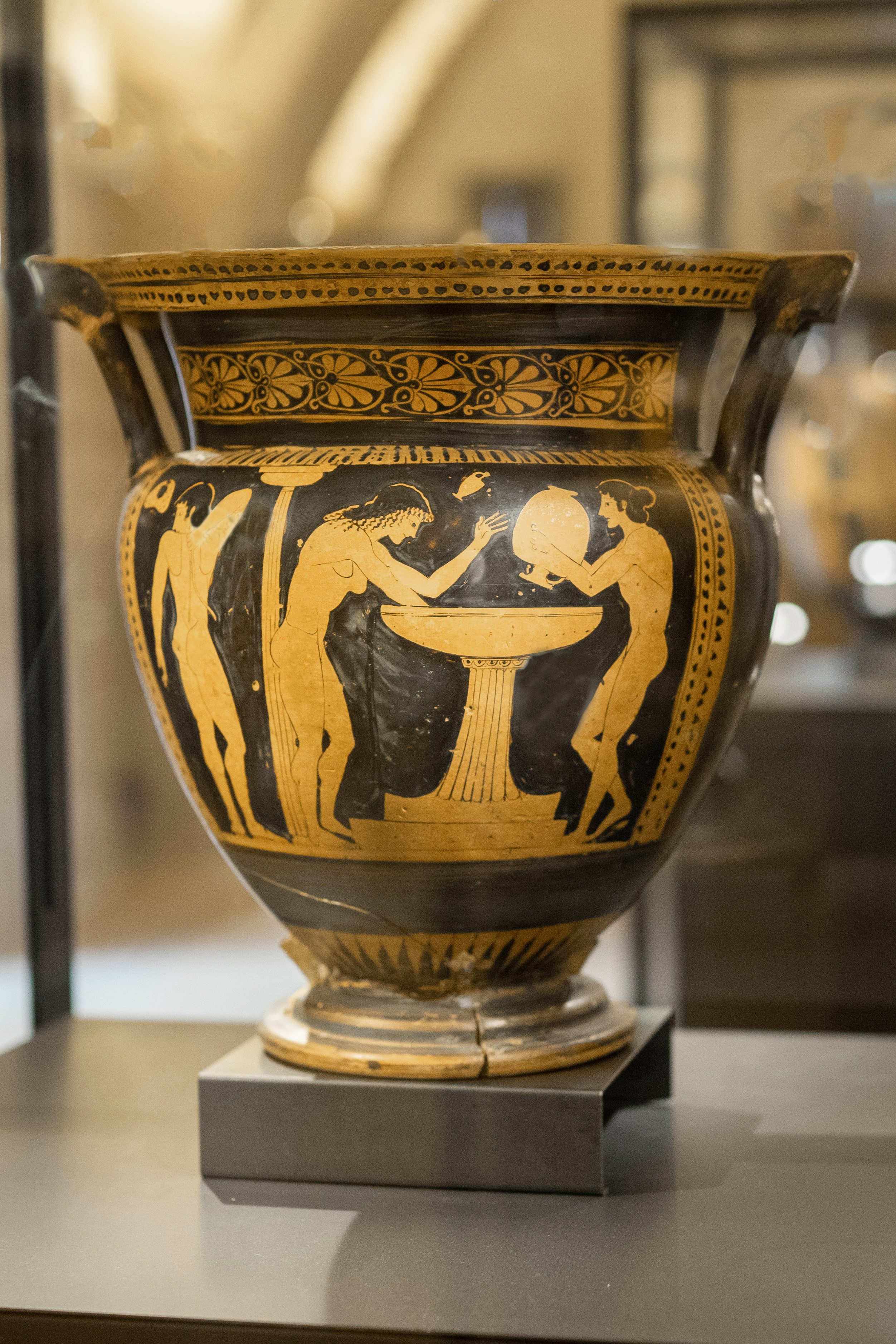
Jeunes femmes athlètes à la toilette. Cratère attique à colonnettes. 500-450. MArch de Bari[94],[N 25]
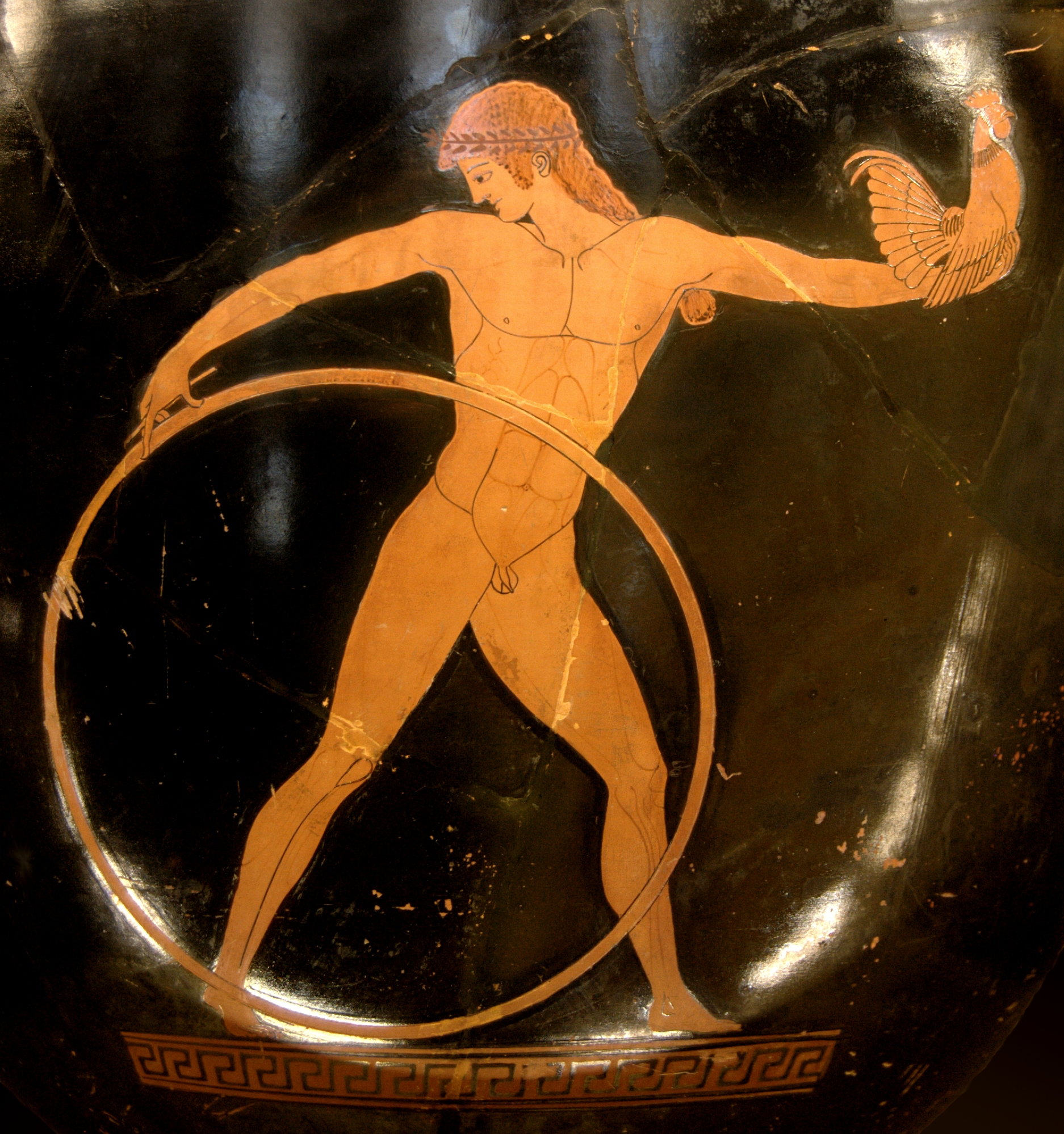
Ganymède. Peintre de Berlin, cratère attique à figures rouges, v. 480. Louvre.
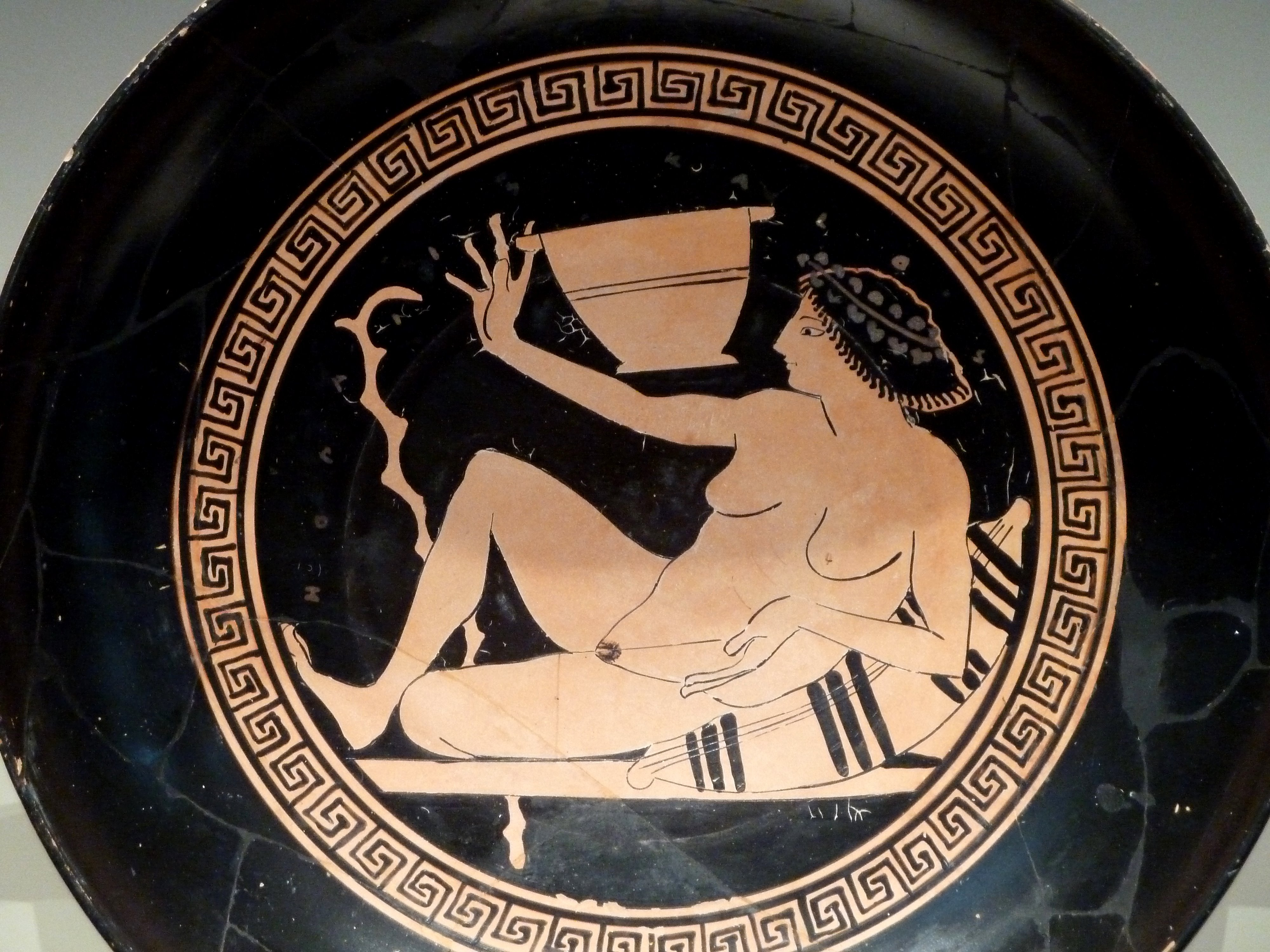
Hétaïre (?) jouant au cottabe. Médaillon[N 26] d'un kylix attique à figures rouges Athènes. Peintre : Onesimos[N 27], v. 500. Villa Getty.
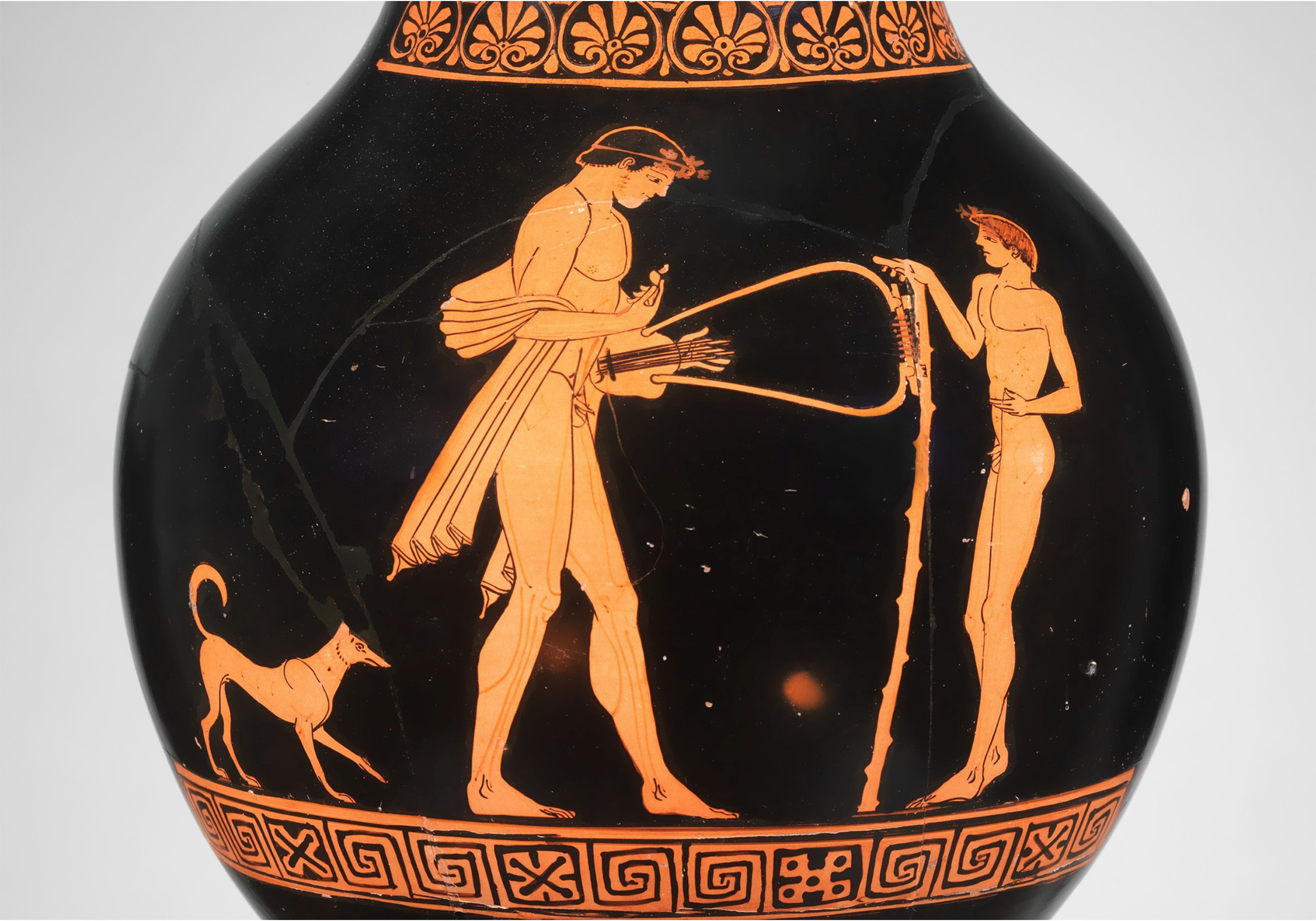
Jeune joueur de lyre et son auditeur. Œnochoé à figures rouges du Peintre de Berlin, v. 490-480. The Met
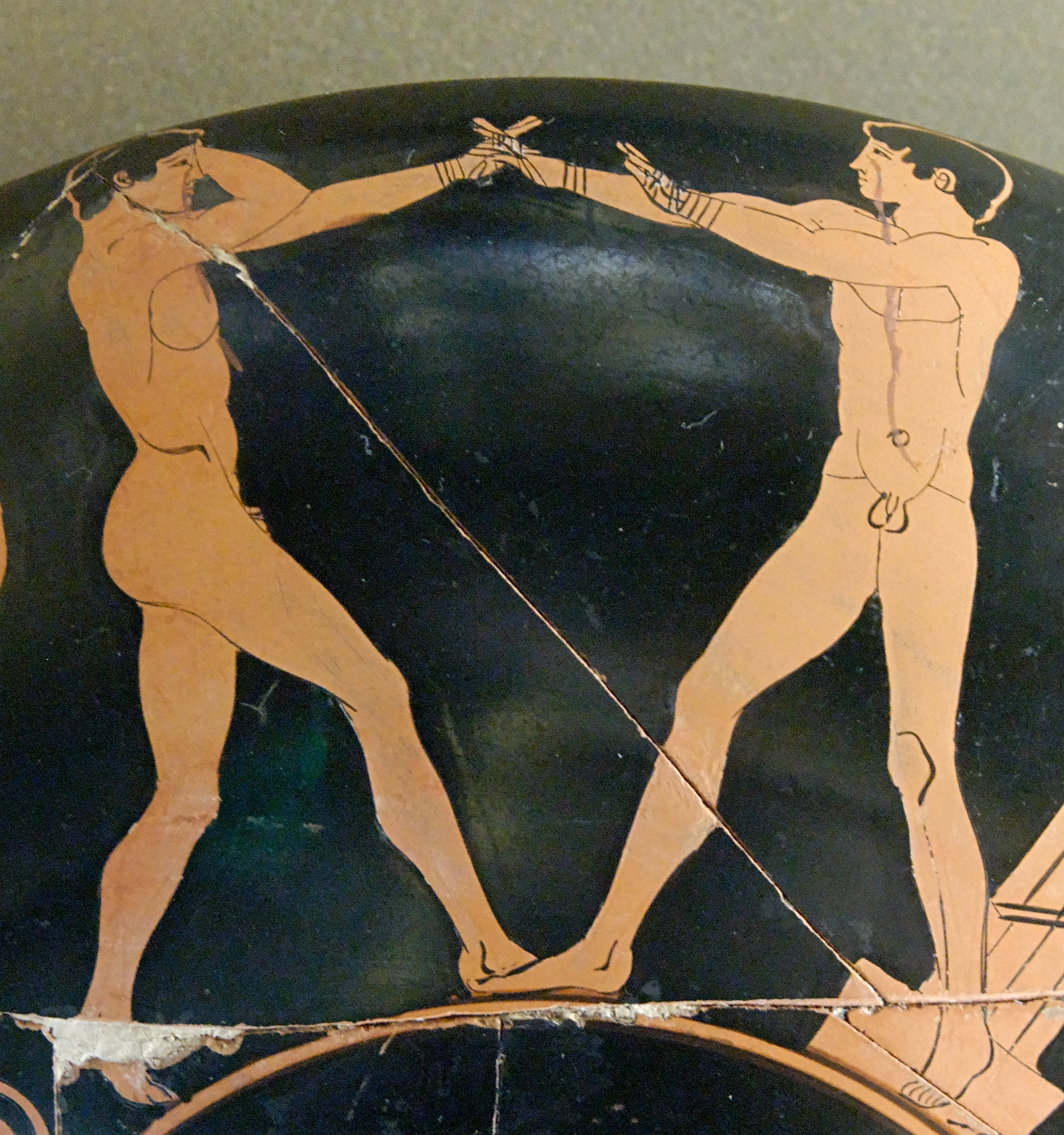
Scène de boxe. Adversaires en garde. Coupe (kylix) attique à figures rouges, v. 470. Louvre.
Sportifs au repos et leurs javelots. Médaillon d'un kylix attique à figures rouges, 480-460. Altes Museum, Berlin.
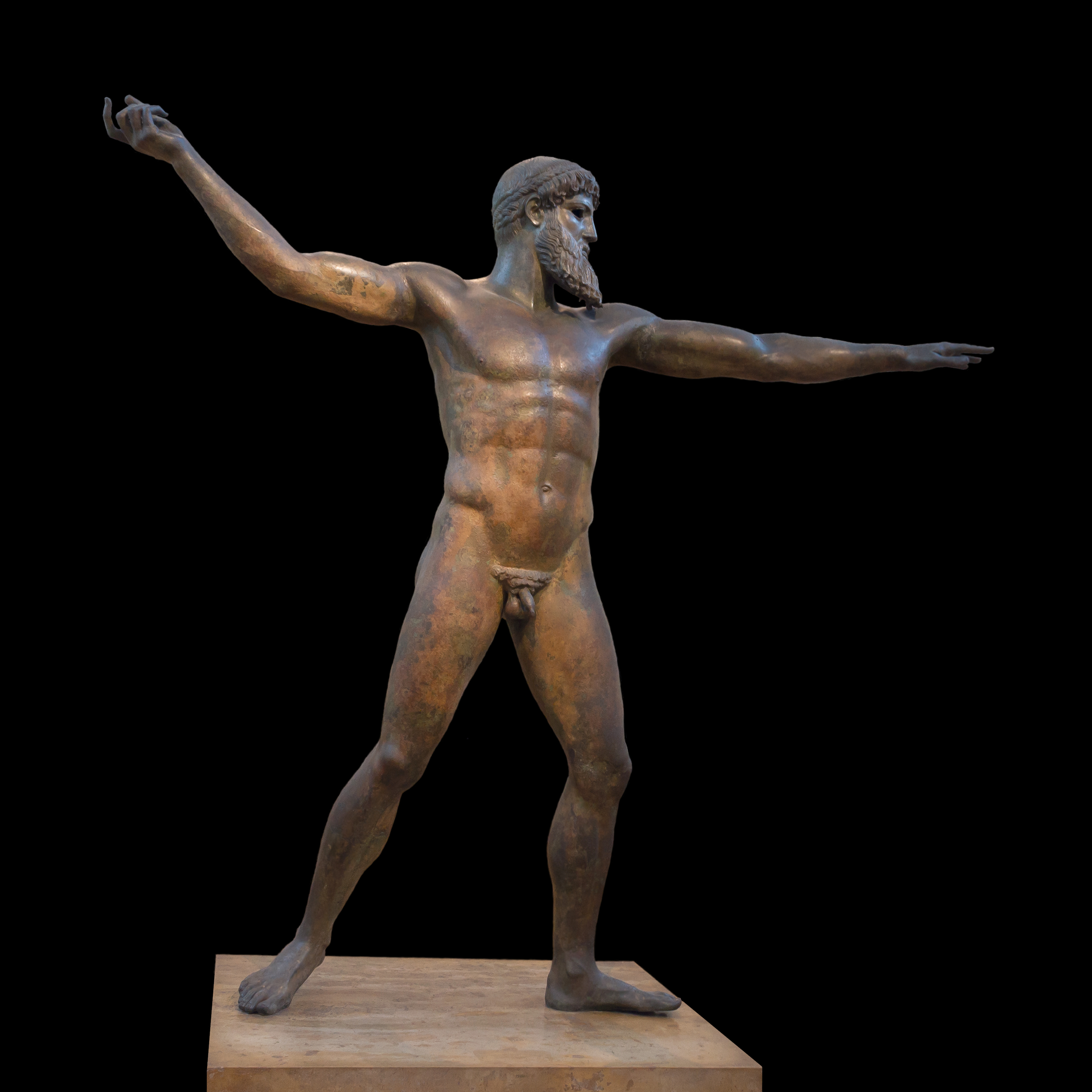
Ex-voto / victoire sur les Perses, dieu de l'Artémision [N 28]. H. 2,09 m. Bronze, v. 460. Musée national archéologique d'Athènes.
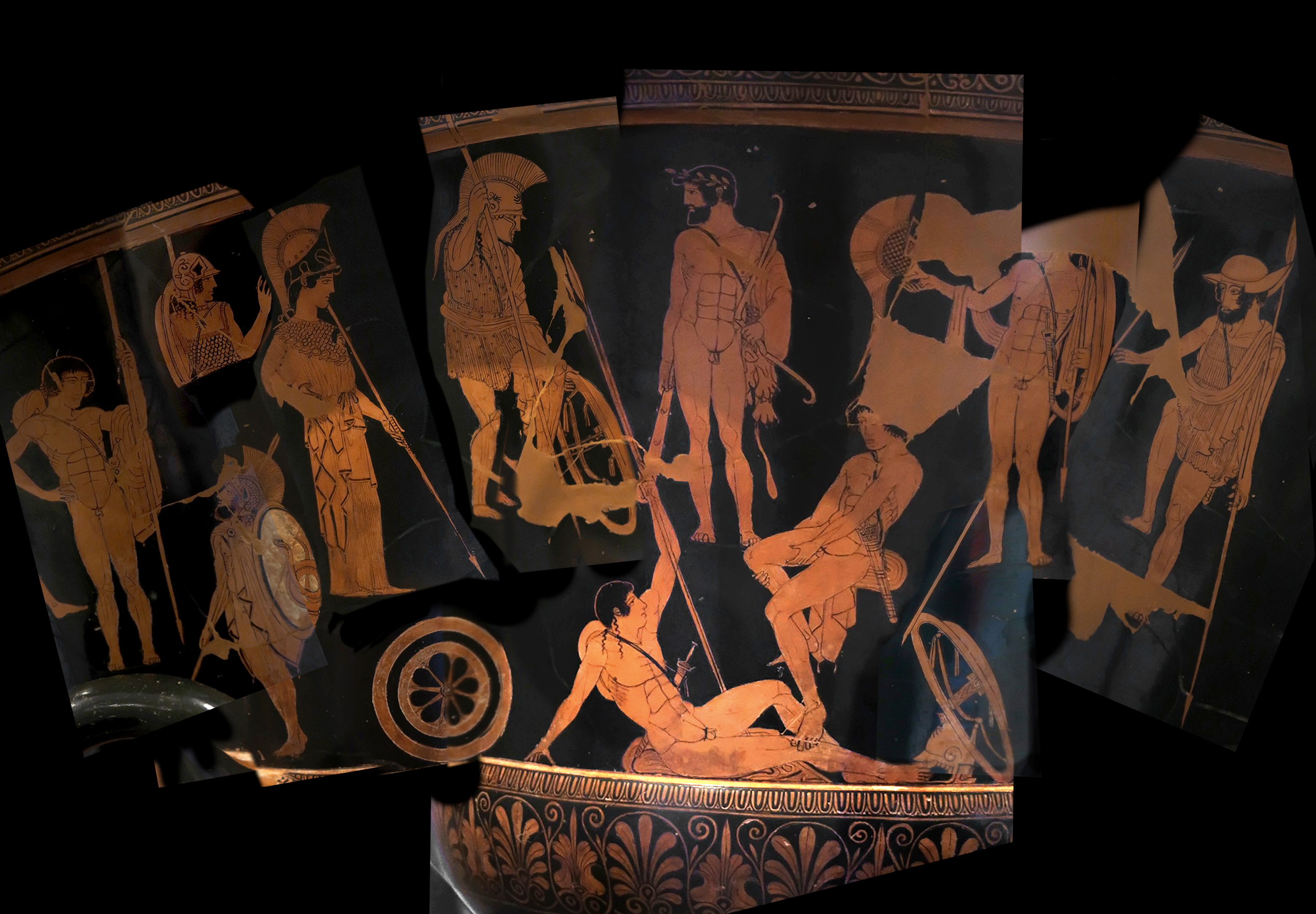
Cratère des Niobides : dieux et héros. Peintre des Niobides, Athènes v. 460-450. Louvre[96]. Photomontage

### Sculpture
Après 480, les corps adoptent des poses moins cérémoniales, moins rigides qu'auparavant, dissymétriques et saisies dans le mouvement par le jeu de la pondération, que les Italiens de la Renaissance ont appelée contrapposto. Leur anatomie est de mieux en mieux analysée et reproduite comme dans l'Éphèbe de Critios, vers 480, souple et au naturalisme manifeste. Ensuite, avec l'avènement du « classicisme », une nouvelle définition de l'art s'impose, centrée sur la fameuse mimesis. L'étude de l'anatomie et sa transposition dans l'expression de la vie en mouvement entraînent les Grecs dans une compétition où se crée le répertoire du nu masculin, et ensuite celui du nu féminin, par des représentations naturalistes que la Grèce a léguées à l'art occidental.
La statuaire, de bronze ou de marbre a conservé ces images dans un cadre qui a, pour l'essentiel, disparu mais que l'on peut parfois restituer en croisant les connaissances actuelles. Les statues constituaient souvent des ensembles composés en fonction des espaces proposés par l'architecture, comme au fronton des temples, à moins qu'elles n'aient été conçues pour des points – et des points de vue – précis dans l'espace urbain comme le groupe des Tyrannoctones. Ces sculptures de grande taille sont d'ailleurs les premières à rendre un hommage à des concitoyens, à n'être ni statues dédiée à un sanctuaire, ni destinées à un tombeau. Les célèbres nus de Riaceauraient fait partie de deux ensembles différents, et l'on aurait remanié l'un d'eux pour en faire une paire à l'époque impériale. Mais leur contexte étant inconnu leur nature - ce qu'ils ou ceux qu'ils représentent - reste énigmatique. Plus tard, mais dès le VIe siècle, à côté de ces corps parfaits, le mythe ou la légende proposent des corps désarticulés, décomposés par la fatigue, le sommeil, la mort : le meilleur exemple pourrait être le guerrier mourant, probablement Laomédon, au temple d'Aphaïa à Égine. En déséquilibre sur le rebord du fronton, prêt à s'effondrer et chuter.
Il s'agit aussi parfois de statues commémoratives qui évoquent la personnalité d'un personnage disparu, gloire de la cité et modèle pour les citoyens. Une forme d'assemblage, celui d'un visage-type correspondant, avec l'expression du corps, à cette personnalité, assemblé à un corps athlétique, qui correspond à l'image, tout autant conventionnelle, d'une figure exemplaire, héroïque.
Le groupe des Tyrannoctones, placé dans un geste collectif politique des citoyens, sur l'Agora d'Athènes en 476, constitue le type même du nu héroïque, mort au combat. Ce sont deux héros à l'instant de leur attentat contre le tyran Hipparque, en 514. Ici l'action suggérée avec force par le mouvement dans l'espace des deux corps, côte à côte, contrastent avec les visages complètement inexpressifs ; un code qui qualifie le héros, maître de soi. Son contraire, l'expression de la violence, leur ferait perdre cette maîtrise de soi, les ferait basculer dans l'ivresse, la rage. Il s'agit d'une image construite à valeur symbolique et exemplaire. Aucun « réalisme » ici, pour ce premier monument à la démocratie à Athènes : les héros étaient certainement vêtus lors de l'attaque, leur nudité est celle des héros. Une nette différence d'âge, dans ce couple d'amis vainqueurs du tyran, distingue Aristogiton, l'homme mûr, rusé, aux muscles cernés et clairement définis, et Harmodios, plus jeune, à la musculature plus souple et atténuée, « en vainqueur rapide et foudroyant » comme Apollon. Si les athéniens ont choisi ce groupe exemplaire pour le placer sur l'agora, le lieu des assemblées démocratiques, c'est que, dans leur diversité, ils donnaient corps à la valeur essentielle de la démocratie : une participation égale et disciplinée des citoyens aux affaires de la cité.

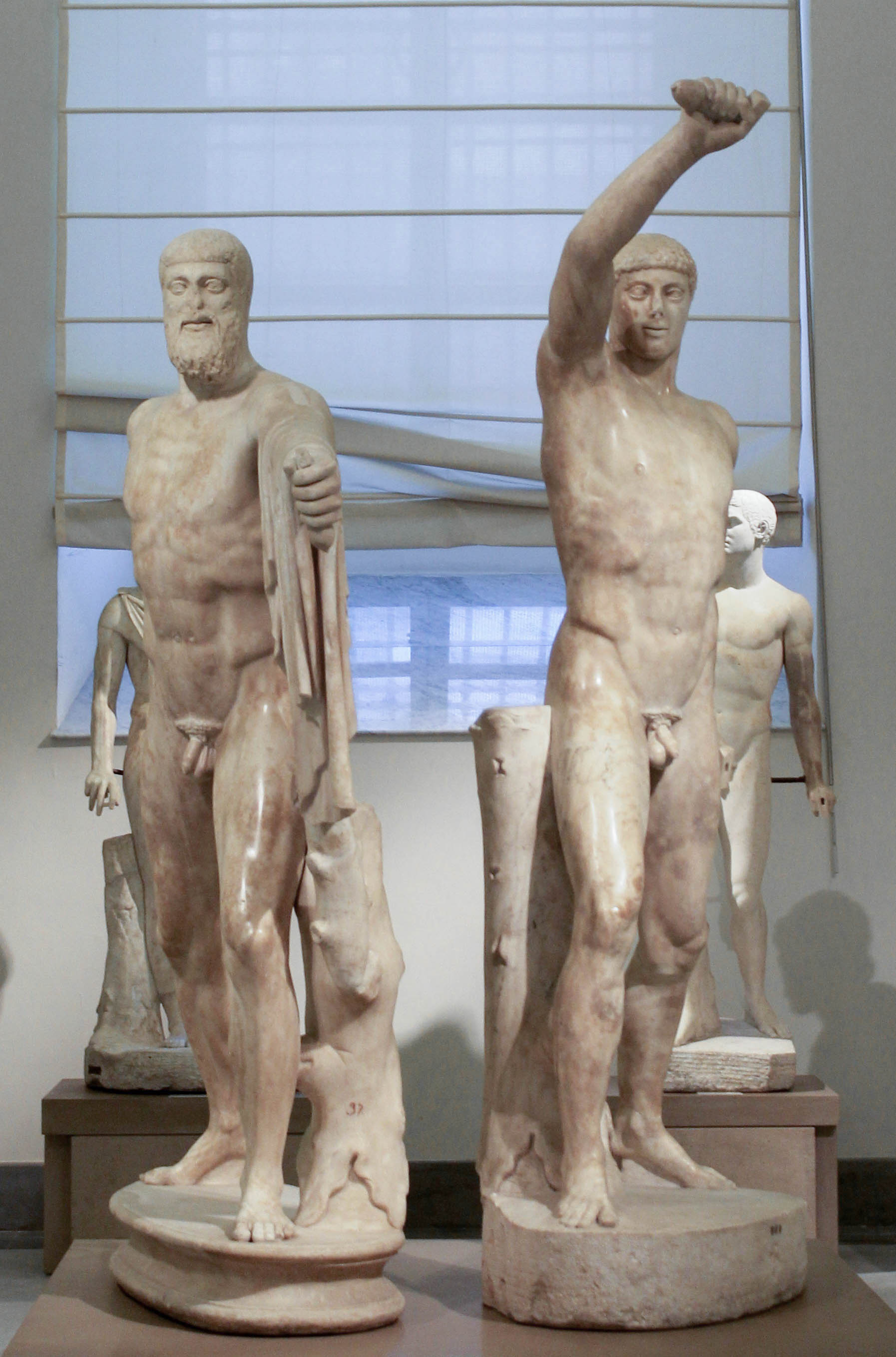
Les Tyrannoctones, copies, marbre. Groupe original en bronze par Critios et Nésiotès, 476. H. 1.83 m.
Naples, MNArch

### Corps parfaits: jeunes guerriers, athlètes, amants, héros (mythiques ou historiques), dieux et déesses

#### Le nu masculin
Depuis l'époque archaïque, le type masculin nu est le modèle par excellence de la statuaire grecque, et il présente le torse de face, entièrement découvert, même en pleine action.
Le dieu du cap Artémision, qui s'inscrit dans un carré, était probablement conçu pour être vu de face. Sa gestuelle simplifiée et emphatique, celle qu'affectionne le style sévère, rend d'autant plus clair l'instant suspendu avant le jet du trident et le changement de l'appui. En effet il ne repose que sur le talon gauche et la pointe du pied droit. Le Discobole pousse cette méthode à sa limite : le visage, dans les deux cas, semble déconnecté de l'action, d'une beauté impassible. On pourrait dire qu'à l'inverse le Doryphore de Polyclète, réalisé environ une vingtaine d'années après ces deux exemples, manifeste une parfaite unité. Tout en lui est calme et force tranquille, semblable à l'homme d'État, Périclès, qui contenait en public toute forme d'agitation émotionnelle, se posant en père responsable de ses citoyens. Le mouvement qui l'anime doucement se répercute dans les moindres détails, anatomiques et gestuels. À l'inclinaison du ventre correspond l'inclinaison inverse des épaules. À cela s'ajoute la jambe fléchie, rejetée en arrière qui allège la figure, introduit de la souplesse. Ce nu exemplaire met en branle une dynamique qui se manifeste autant en sculpture que dans la peinture, et sur les céramiques peintes en particulier : le « style libre ». La pondération, ce hanchement qui évoque la marche, a ainsi mis fin, définitivement, au type du kouros, remplacé par des effets de poses déclinés à l'infini dans des scènes moins mouvementées qu'auparavant. Le Diadumène, réalisé par le même sculpteur vingt ans plus tard, participe d'une nouvelle sensibilité : il introduit « d'agréables vues obliques » avec l'adoucissement de la musculature et des traits du visage dans une attitude gracieuse.

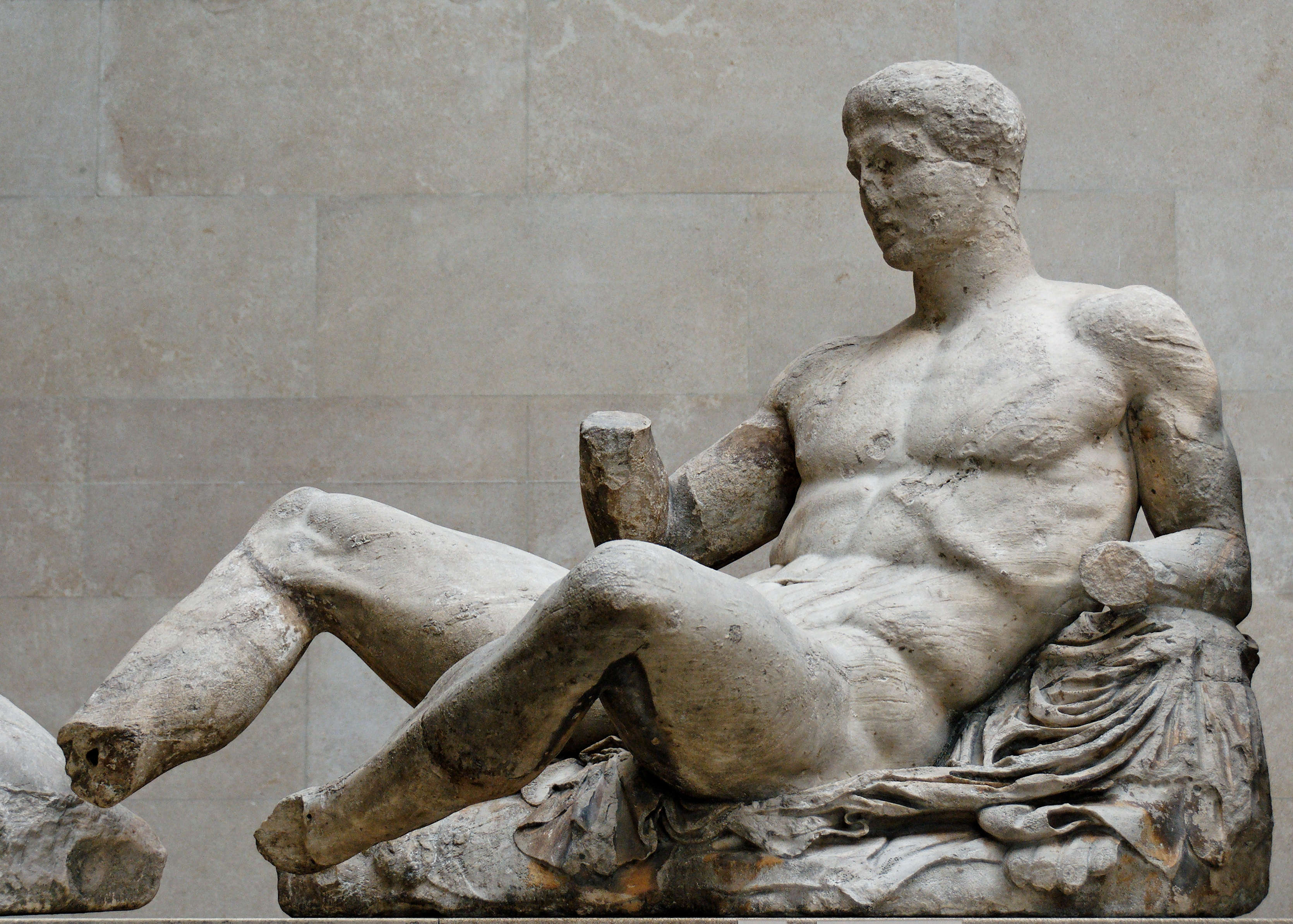
Dionysos allongé. L. en l'état 130 cm. Fronton Est du Parthénon, vers 447-433. British Museum.
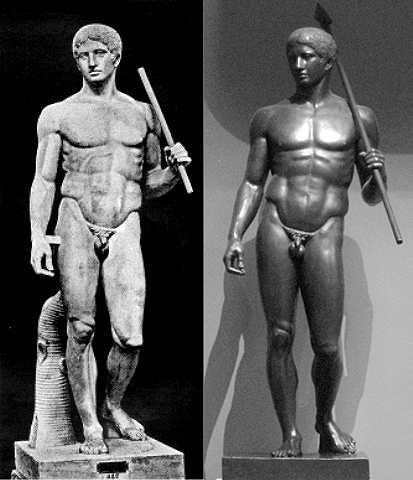
Deux copies d'après le Doryphore de Polyclète, v. 445-440. À gauche : provenant du Musée archéologique national de Naples. H. 2,00 m.
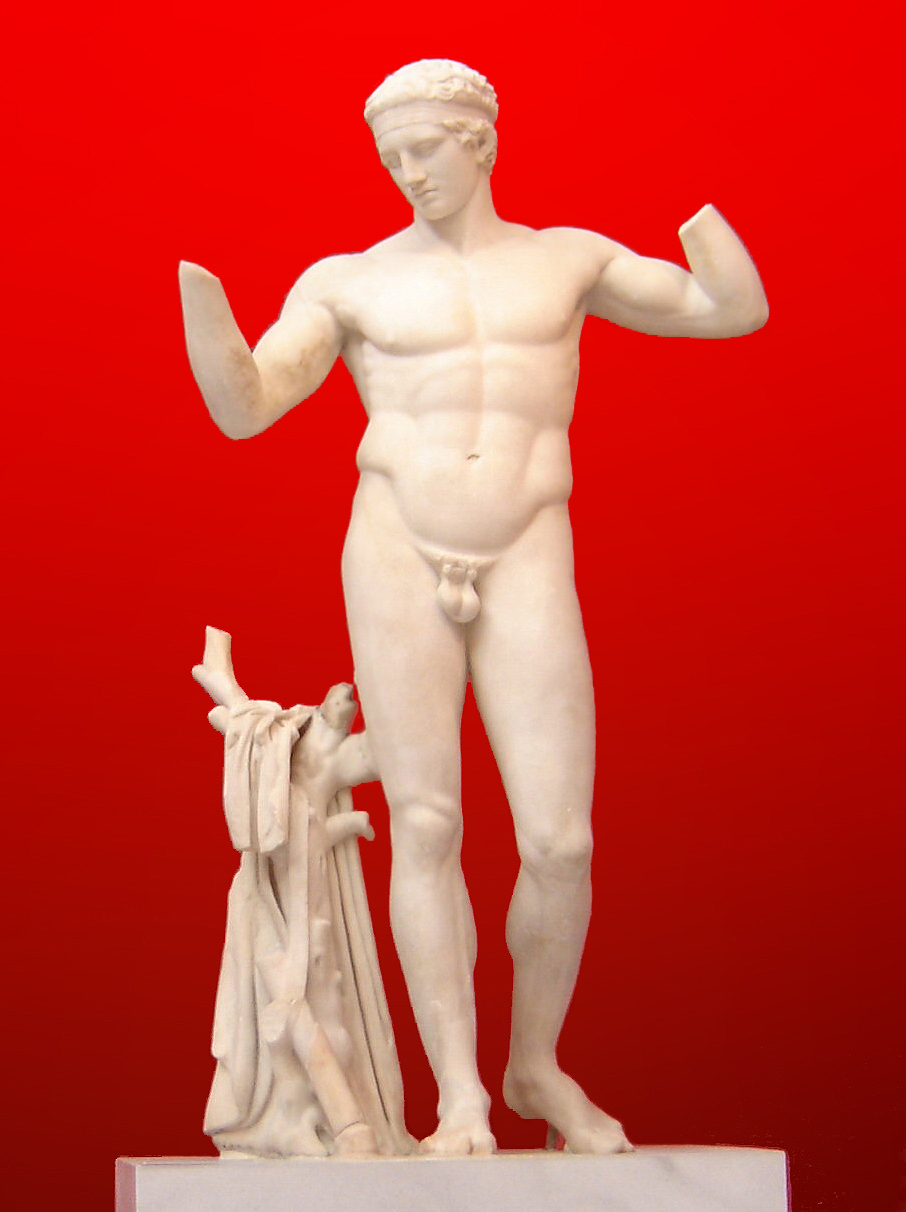
Le Diadumène de Polyclète. H. 186 cm. Bronze original v. 420, copie en marbre vers 100. MNA Athènes.
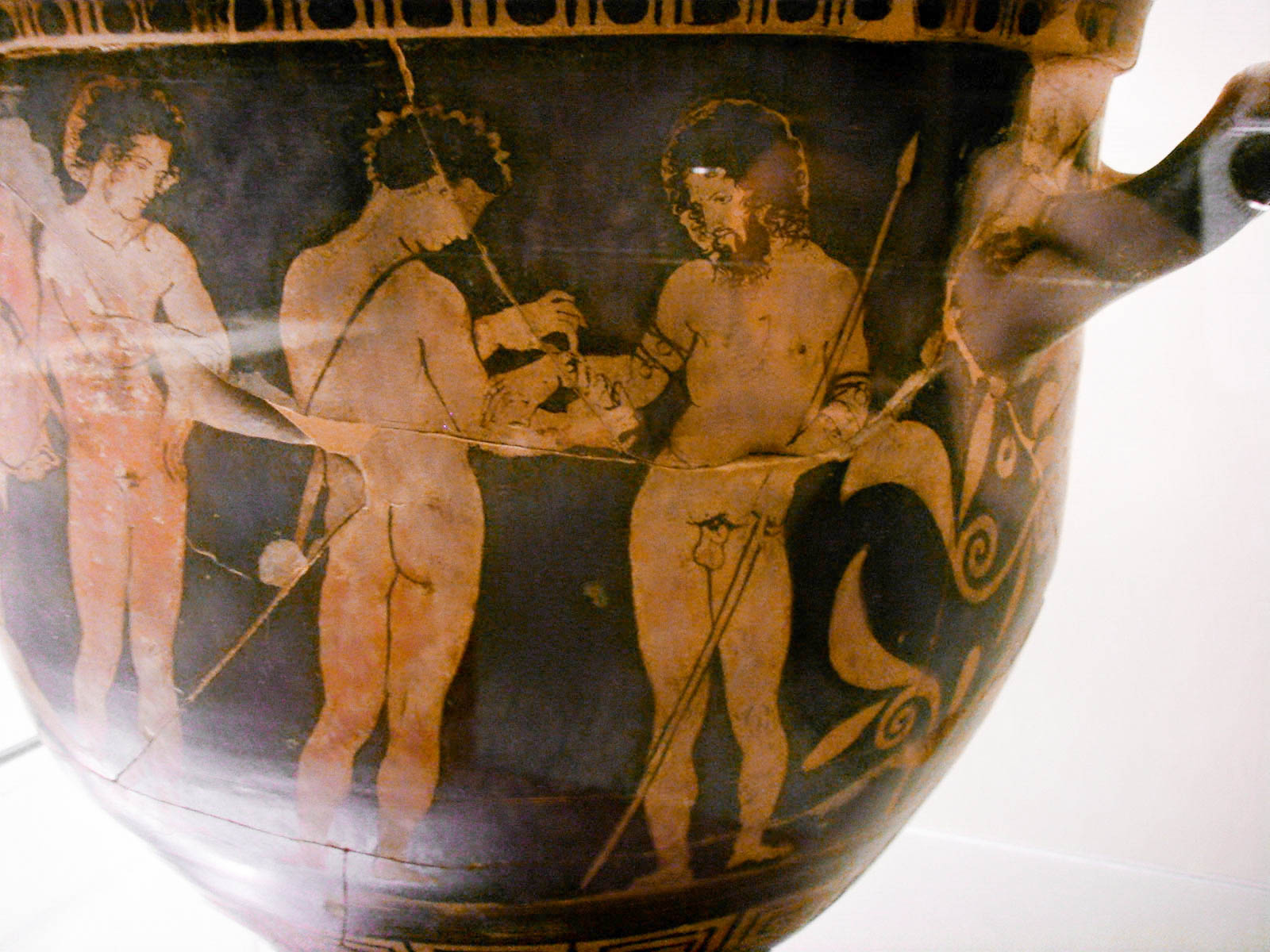
Les Argonautes : les soins au blessé. Céramique apulienne, cratère en cloche. Peintre des Argonautes, 425-400. Musée archéologique, Florence.
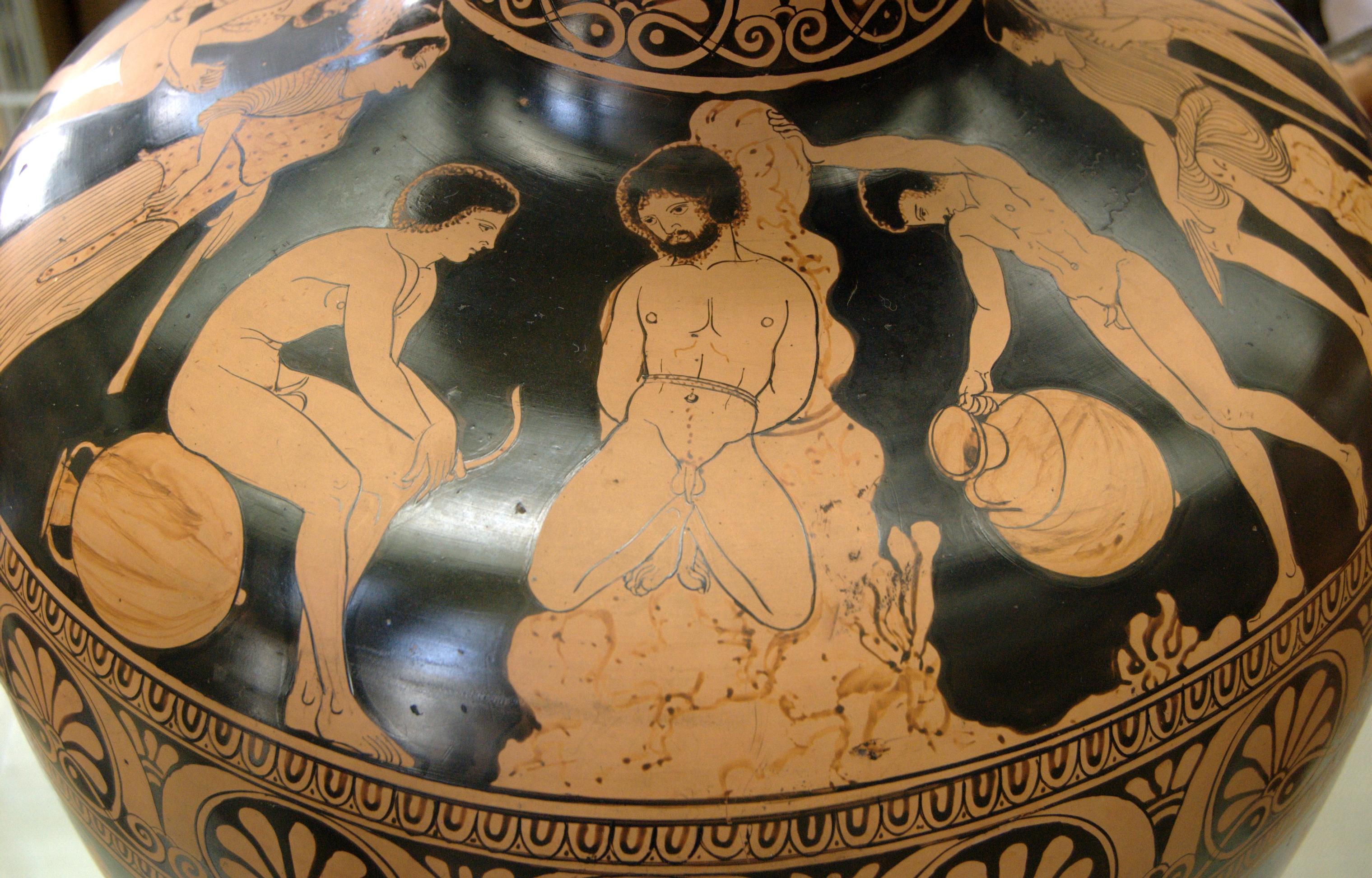
Amycos enchaîné par les Argonautes. Hydrie lucanienne à figures rouges. 425-400. BNF, Médailles et Antiques.
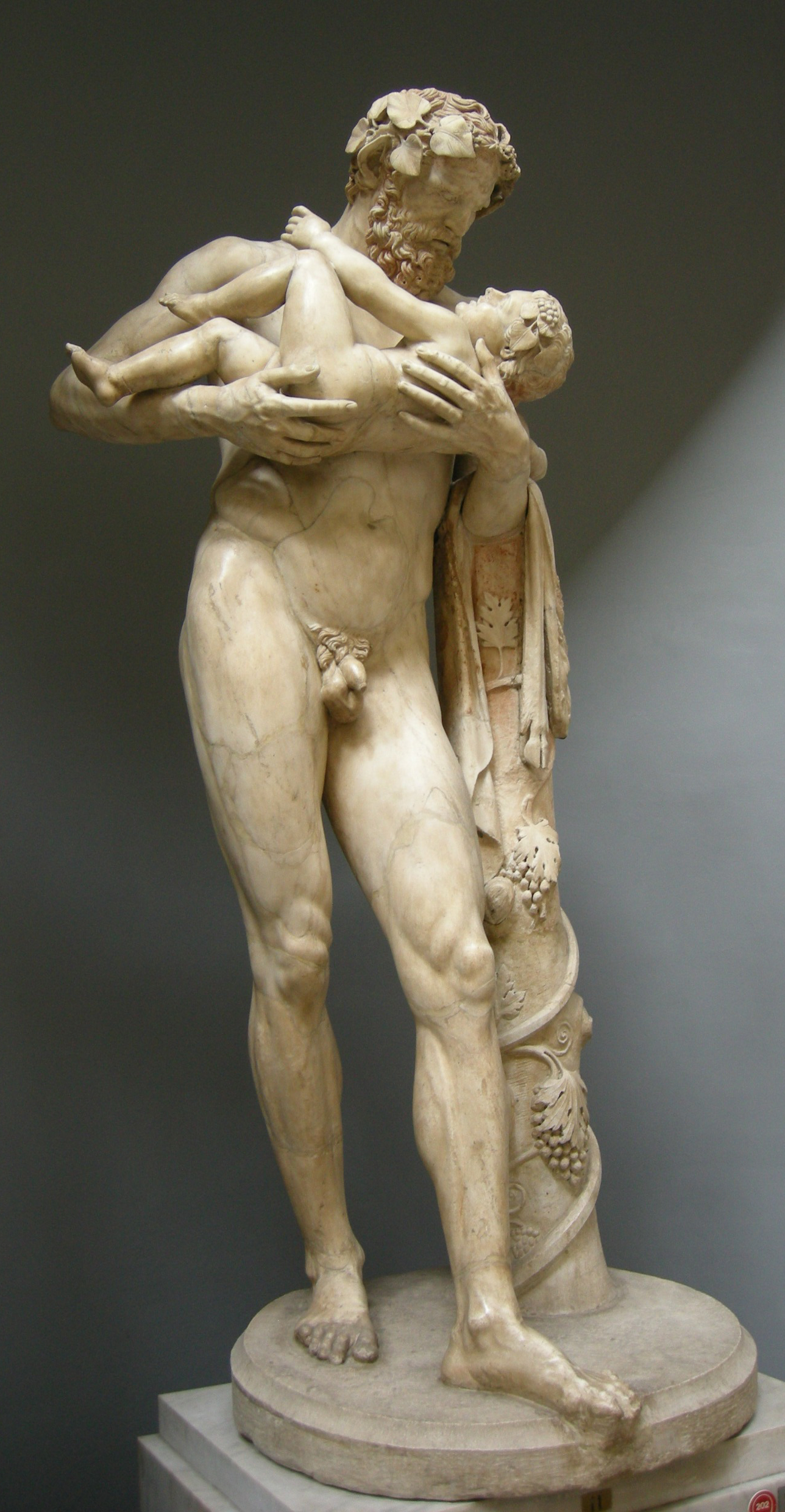
Silène tenant dans ses bras le petit Dionysos. Copie antique / Lysippe (v. -395 - v. -305). Musée Chiaramonti- Braccio Nuovo.
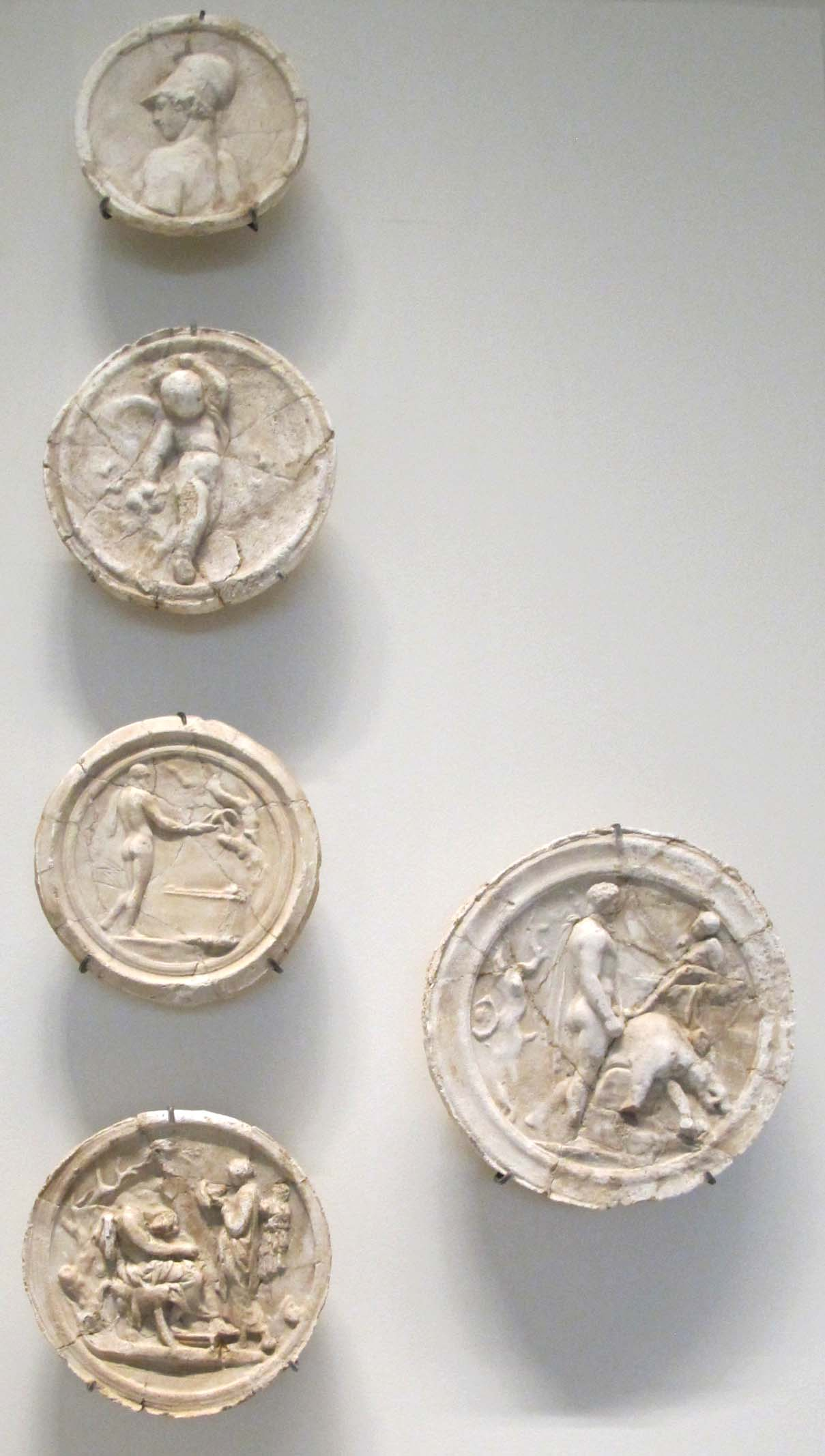
Emblemata de plâtre. Médaillons en relief à thèmes hellénistiques, Ier siècle. Afghanistan, région du Kâpîssâ. Trésor de Begram[N 31]. Musée Guimet.

Avec la virtuosité qui s'était déployée dans le décor sculpté du Parthénon on était entré dans une autre phase (430-370). Dionysos, en athlète qui se dresse nonchalamment sur un coude est l'esprit même de ce moment artistique. Les corps manifestent une sensualité nouvelle. Des peintres sur céramique, en Grande Grèce, le Peintre des Argonautes et le peintre d'Amycos, vers 425-400, se complaisent dans le nouveau goût des peintres à multiplier les points de vue sur des corps charnus, les raccourcis complexes et les gestes pleins de douceur. Car les vases commandés pour les défunts doivent s'accorder avec les sentiments de ceux qui restent, au cours et à la suite des terribles guerres du Péloponnèse dans lesquelles Athènes s'enfonce à la fin du Ve siècle.
Parmi les nombreuses formes nouvelles qui apparaissent à l'époque hellénistique les scènes dramatiques vont jusqu'au tragique et les corps suppliciés ou sensibles –comme Silène tenant dans ses bras le petit Dionysos, ou le jeune Apollon et le lézard – représentés avec une vérité rigoureuse, donnent lieu à des images sensibles, voire émouvantes et non plus héroïques. Tous ces motifs qui se transmettent au monde hellénistique et romain, et se propagent sur les routes commerciales, en particulier au moyen des emblemata, ces modèles de plâtre qui peuvent servir autant pour la sculpture en bas-relief que pour la frappe de monnaie, en répandent ces images très loin du bassin méditerranéen.

#### Le nu féminin

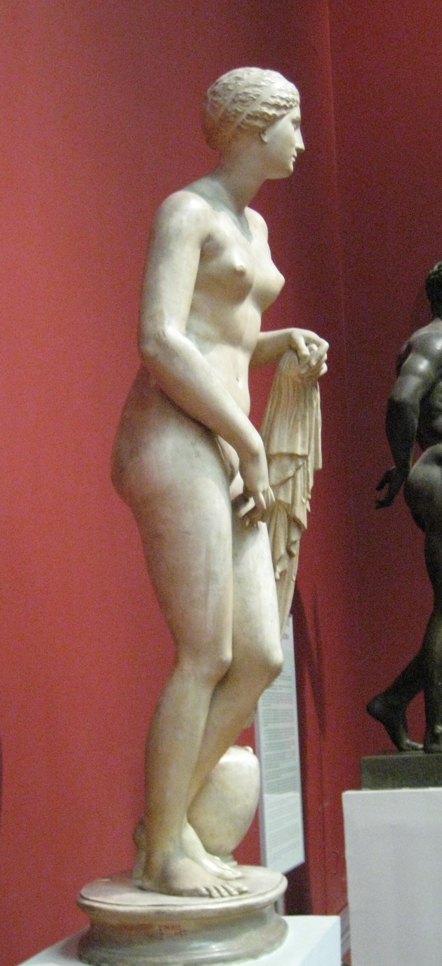
Plâtre : une[N 33] reconstitution du type de l'Aphrodite de Cnide de Praxitèle. H. env. 2 m. Musée Pouchkine, Moscou.
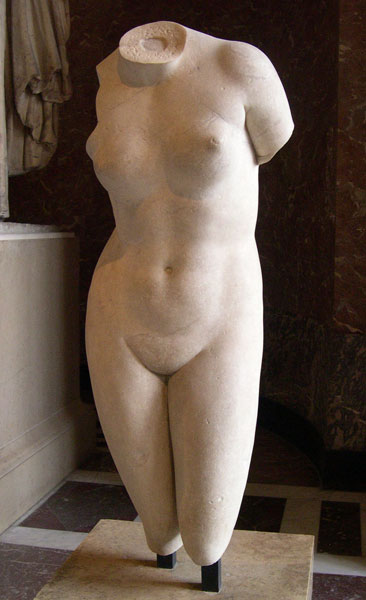
Torse du type de l'Aphrodite de Cnide. Copie romaine d'époque impériale, IIe siècle EC. Musée du Louvre. Original : 364-361
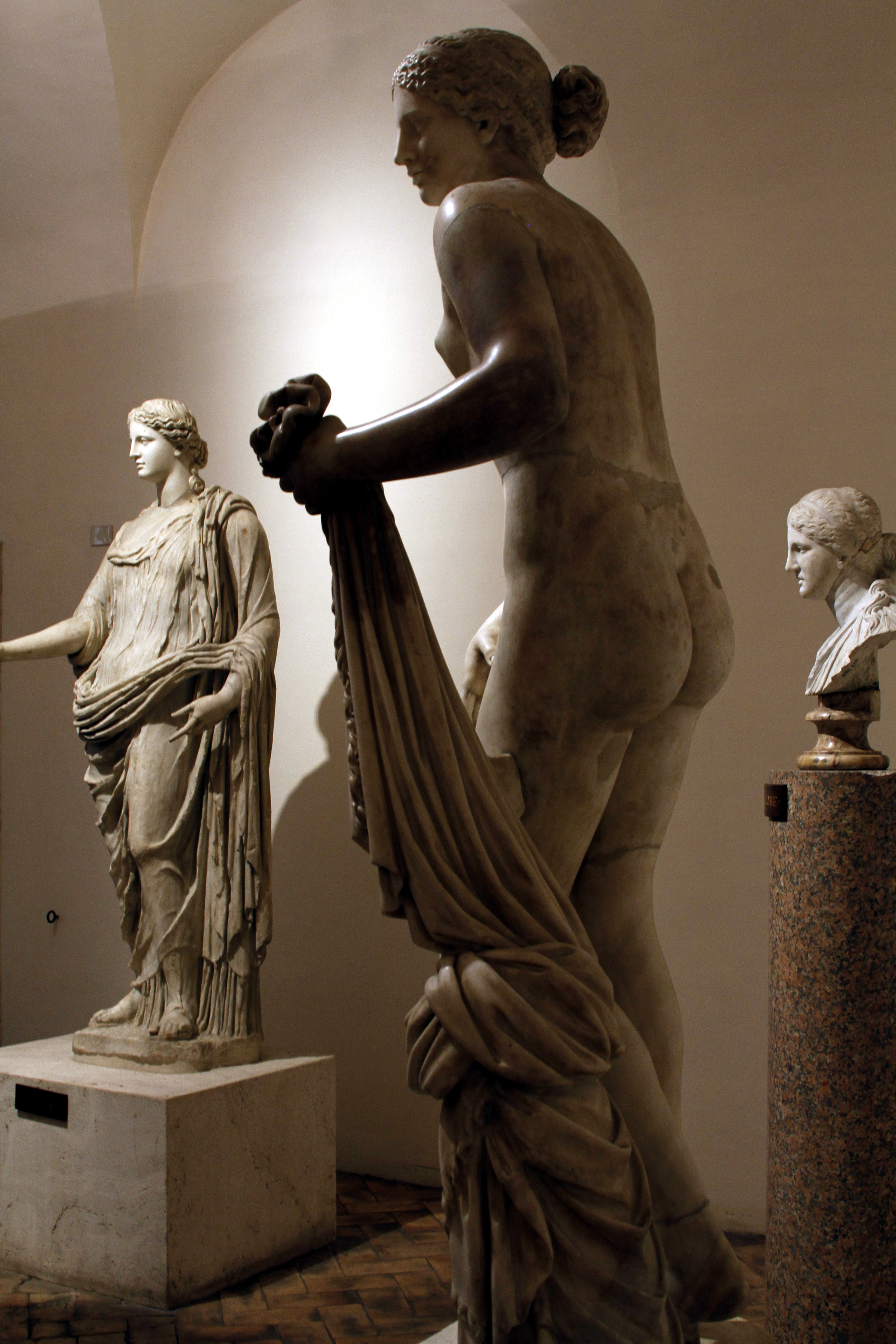
Copie romaine (Ier – IIe siècle, restaurée[111]) du type de l'Aphrodite de Cnide. Palais Massimo alle Terme, Rome.
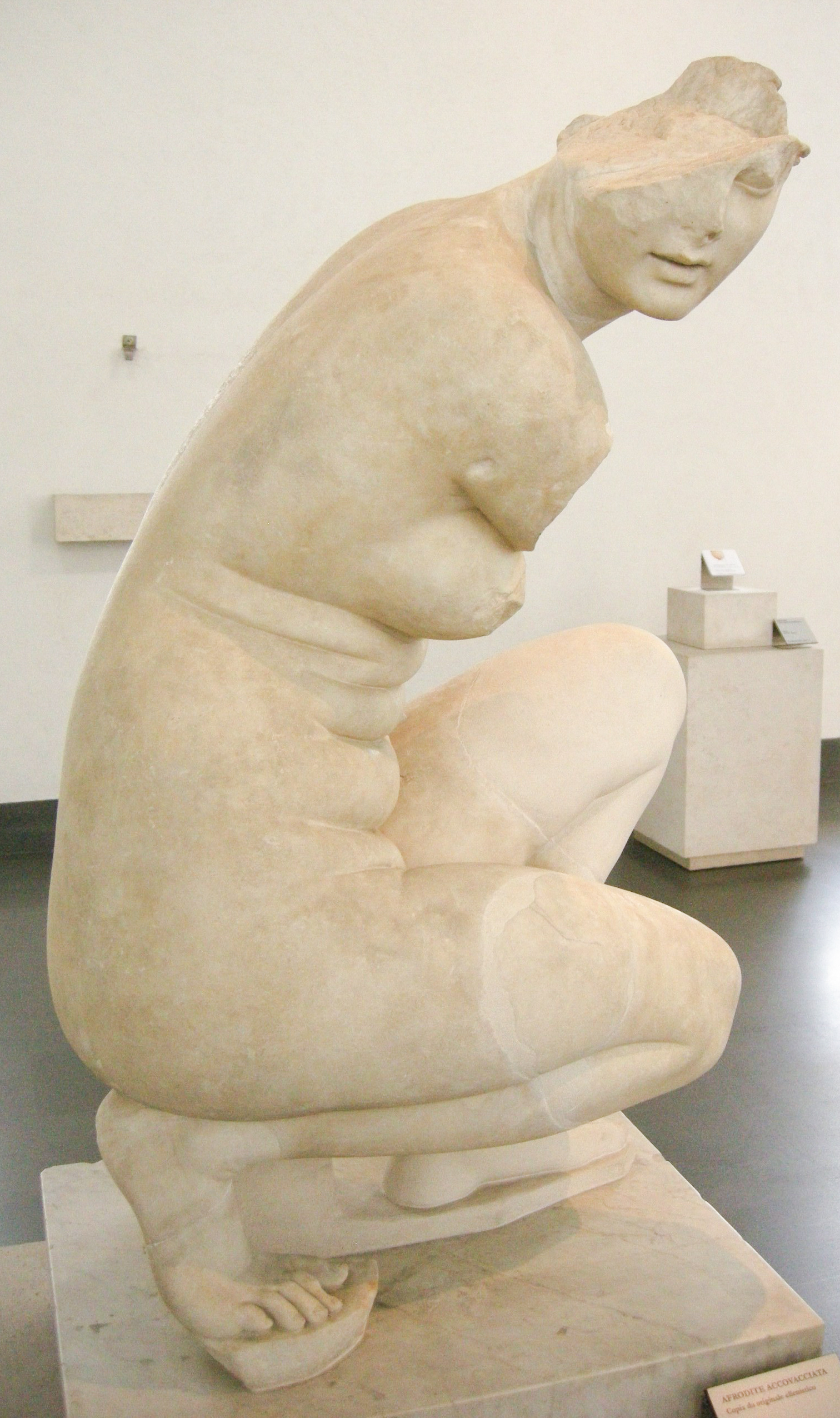
Aphrodite accroupie. H. 1,07 m. Copie, marbre découvert dans la Villa d'Hadrien / orig.IIIe siècle. Palais Massimo alle Terme, Rome.
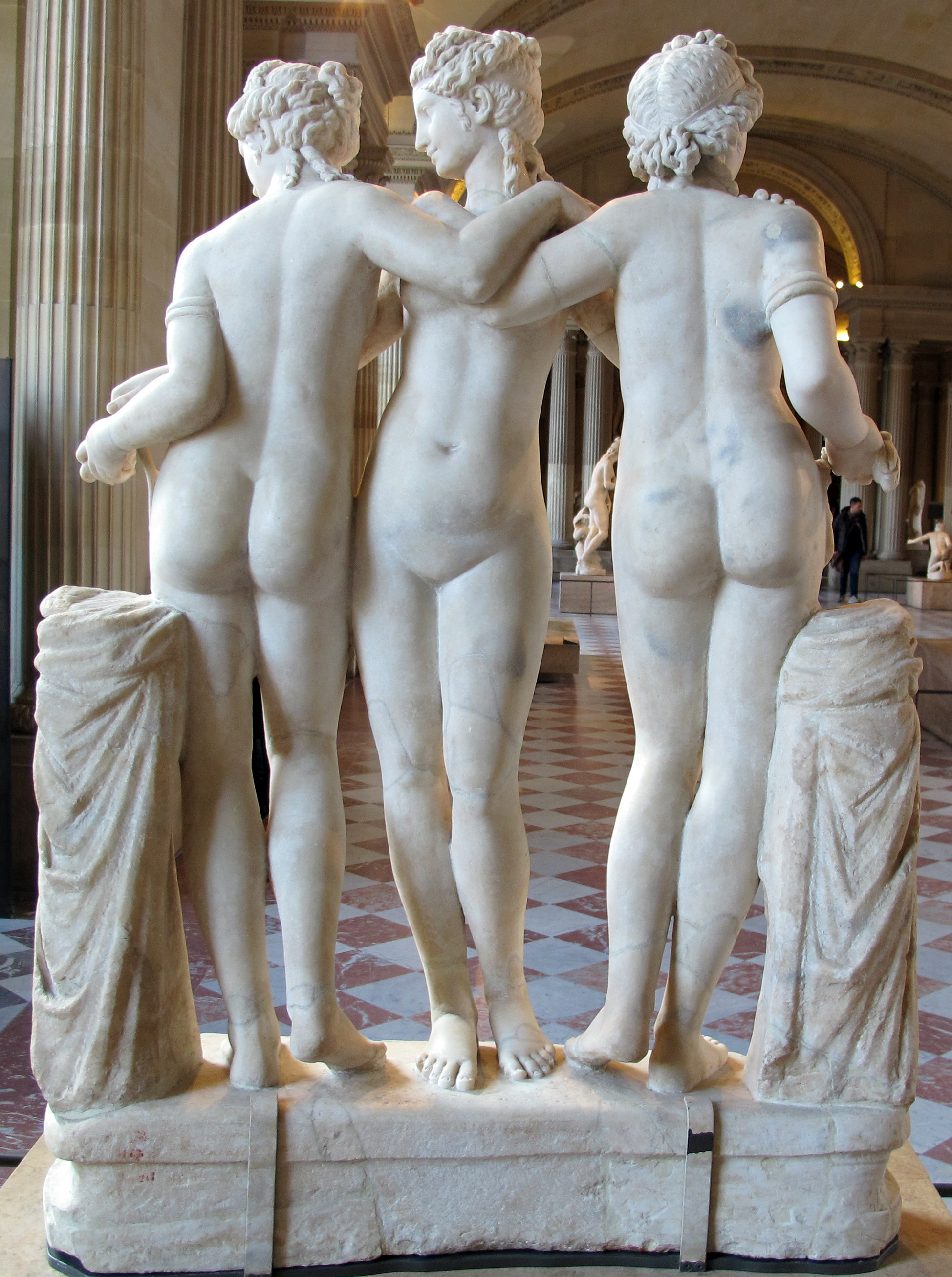
Les Trois Grâces, copie romaine / original grec IIe siècle AEC. En 1609: restauration, Nicolas Cordier. Musée du Louvre
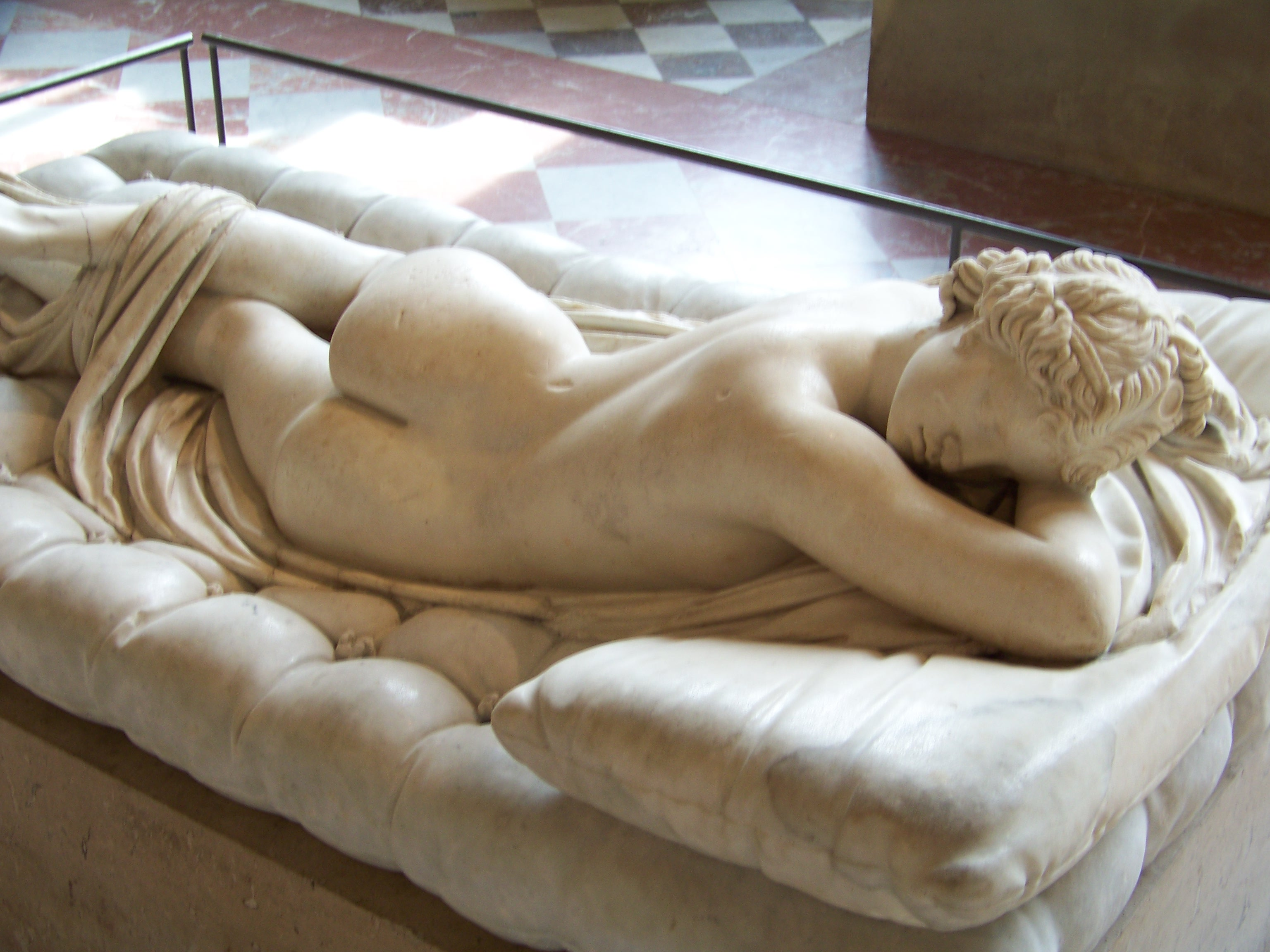
Hermaphrodite endormi. Copie romaine / original grec du IIe siècle AEC. En 1619: restauration, D. Larique, et ajout du matelas, Bernin. Musée du Louvre

Le nu féminin pour représenter les déesses et divinités féminines, se place sur un plan idéal, celui du naturalisme idéalisé, et bien plus tard que le nu masculin, à partir du IVe siècle av. J.-C..
Praxitèle réalisa le « premier » nu féminin véritable, l'Aphrodite de Cnide (364-361 ?), sous deux formes, l'une drapée, l'autre nue. Les gens de Cos, intéressés, choisirent l'image drapée. Les gens de Cnide acquirent la statue qui restait : celle que nous connaissons. Ils en tirèrent une immense célébrité et l'île devint un lieu incontournable pour les voyageurs de l'Antiquité. Ceux-ci venaient admirer la statue la plus renommée de l'Antiquité grecque et romaine avec le Zeus d'Olympie (lequel avait le bas du corps drapé dans un himation). Elle avait été placée dans une rotonde afin de pouvoir être admirée de tous côtés. L'œuvre aurait été peinte avec des effets particulièrement travaillés et un « regard mouillé », c'est-à-dire tendrement langoureux. L'expression de son attitude et de son geste — parce que l'on ne dispose que de copies, plus ou moins fragmentaires — pourrait avoir été calme, la déesse est invulnérable, et par son geste « désigne de la main la source principale de sa souveraineté », semblable en cela à l'image très ancienne d'Aphrodite (ou) Astarté. Dès Praxitèle et ensuite à l'époque hellénistique la représentation ne concerne donc plus uniquement la beauté idéale, mais aussi l'expression de l'image, voire son caractère pathétique. C'est le pathétique, celui que l'on trouve aux moments de plus vive tension dans certains mythes, comme celui de Niobé et les Niobides, ou ceux (masculins) d'Actéon, Marsyas et Laocoon. Dans ces moments dramatiques le corps est d'autant plus vulnérable qu'il est nu (Actéon, Laocoon) ou mis à nu (Marsyas), voire endormi (Hermaphrodite).

### Aux marges du nu. Corps dénudés: drapés transparents, mouillés, agités, qui glissent ou s'écartent
Hors le contexte cultuel et le commerce des sexes, le nu féminin n'est jamais habituel. Sur les vases, il véhicule souvent une énergie érotique. Comme l'Aphrodite nue, de Praxitèle, et ses dérivés dans la sculpture, ces corps féminins plus ou moins dévoilés, souvent à la toilette, placent le regardeur en position de voyeur, surprenant ce qu'il n'est pas autorisé à voir ou défiant son regard. Les peintres en céramique s'ingénient à trouver d'habiles solutions pour évoquer le corps sous le voile, par transparence. Les sculpteurs font preuve d'un brio extrême dans le même but, creusant plis après plis les infinies nuances d'un drapé plus ou moins collé au corps, « mouillé » ou plaqué par le vent.
Même sur les monuments funéraires, et si l'on prend l'exemple de l'Attique et particulièrement dans la seconde moitié du IVe siècle, c'est souvent la finesse du vêtement qui révèle le corps nu sous le voile, jusqu'à rendre visible la saillie conique d'un mamelon .
Cela a commencé aux frontons du Parthénon. L'expression nouvelle de la sensualité et des sentiments touchent alors aussi bien les corps masculins que les corps féminins, jusque dans les drapés qui révèlent plus qu'ils ne voilent les divinités féminines. Les plis, profondément creusés, attirent le regard, avec de puissants jeux de lumière. Une femme en mouvement au fronton Ouest du Parthénon (Iris ?, 438-432) annonce les drapés plaqués par le vent des Nikè et autres Victoires. Les bouillonnements de voiles ne sont plus ici véritablement réalistes, on parle de « maniérisme » dans ce tout nouveau dépassement de la logique. Il s'agit, dans ces œuvres-limites, d'exhaler la beauté du corps affranchie de toute contrainte terrestre.

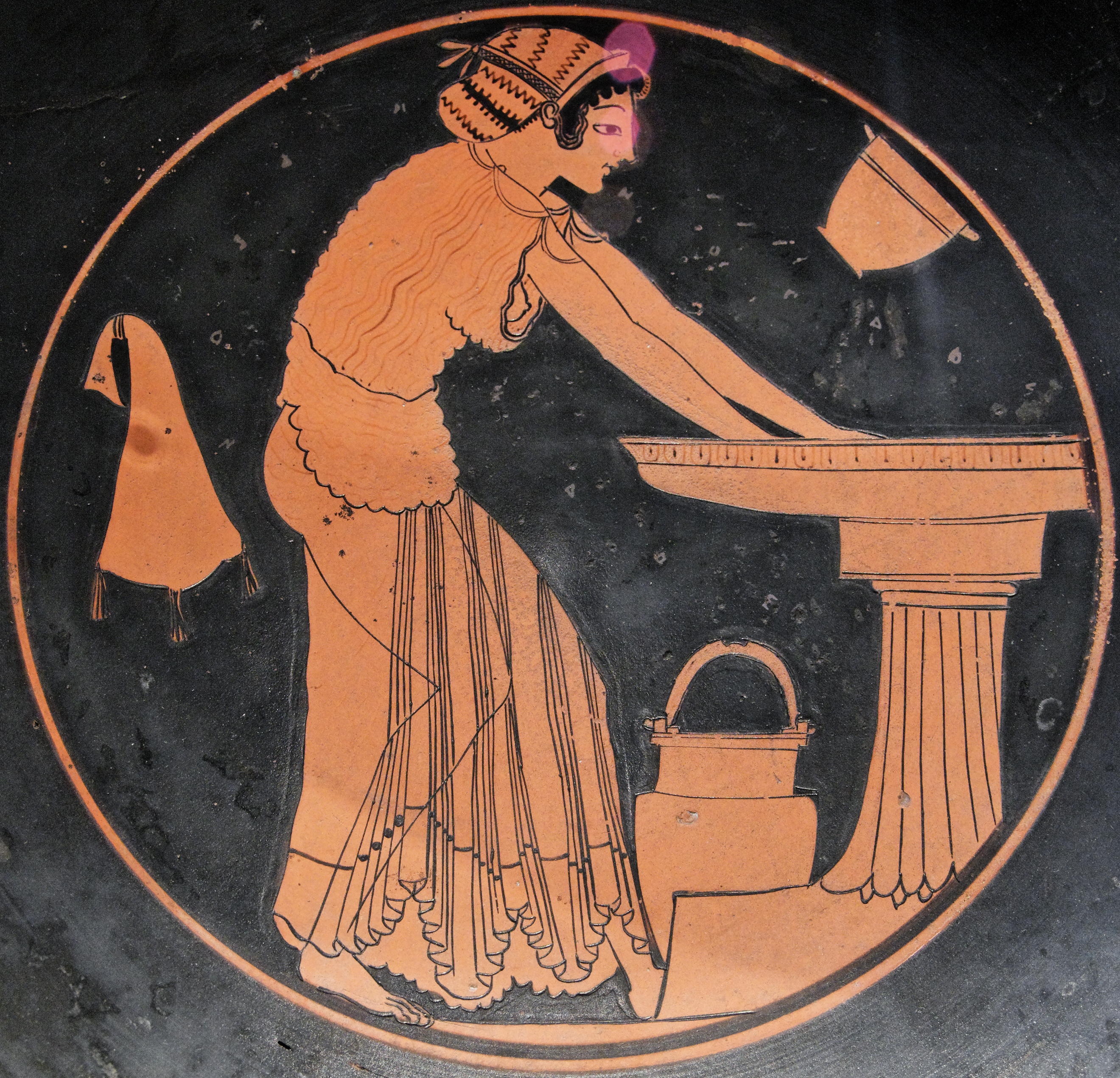
Femme à la toilette. Peintre : Douris, potier : Euphronios, v. 500. Médaillon d'un kylix attique à figures rouges, D. 26,9 cm. Met.
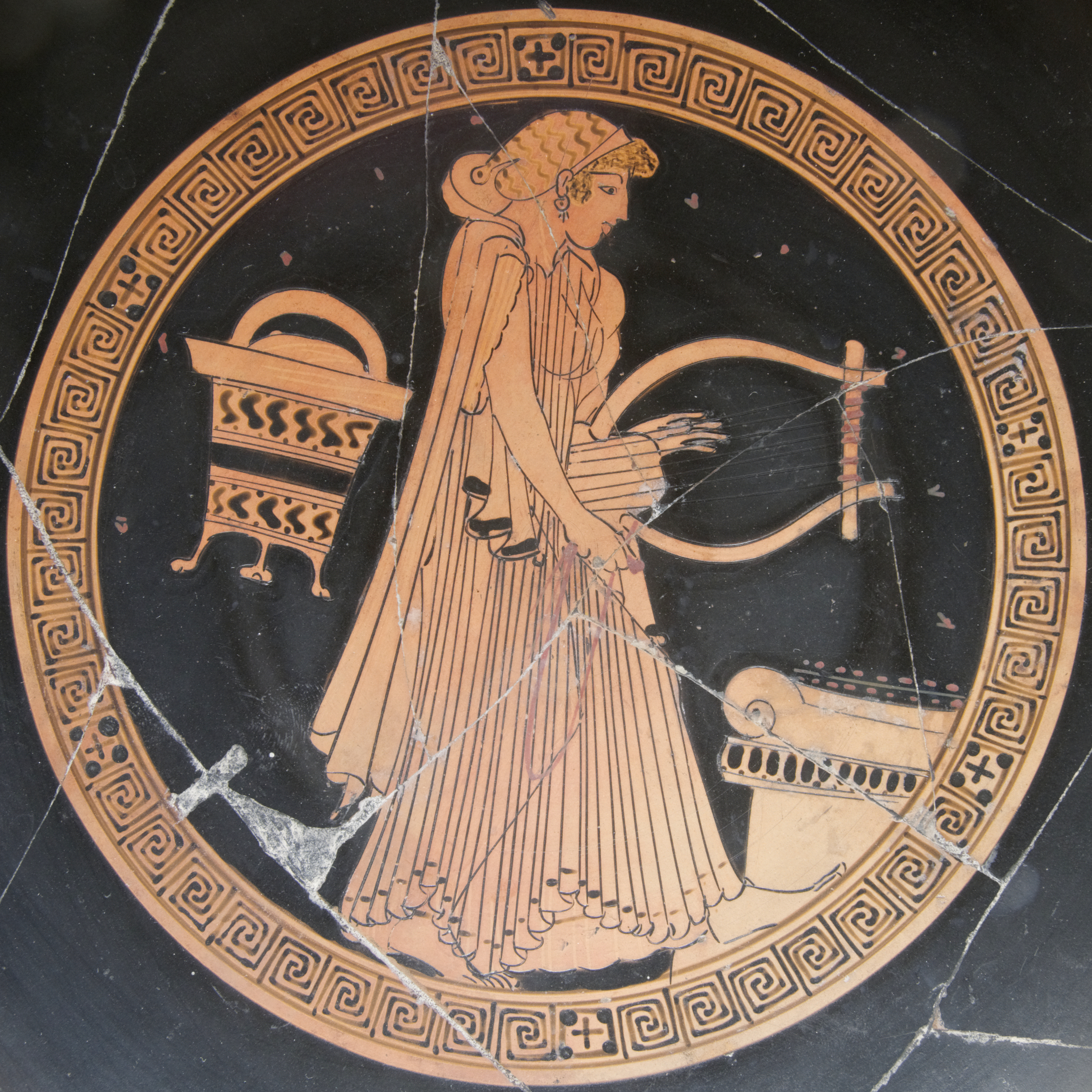
Femme à la cythare. Peintre de Brygos. Médaillon d'un kylix attique à figures rouges, v. 480. BNF, Monnaies, Médailles et Antiques.
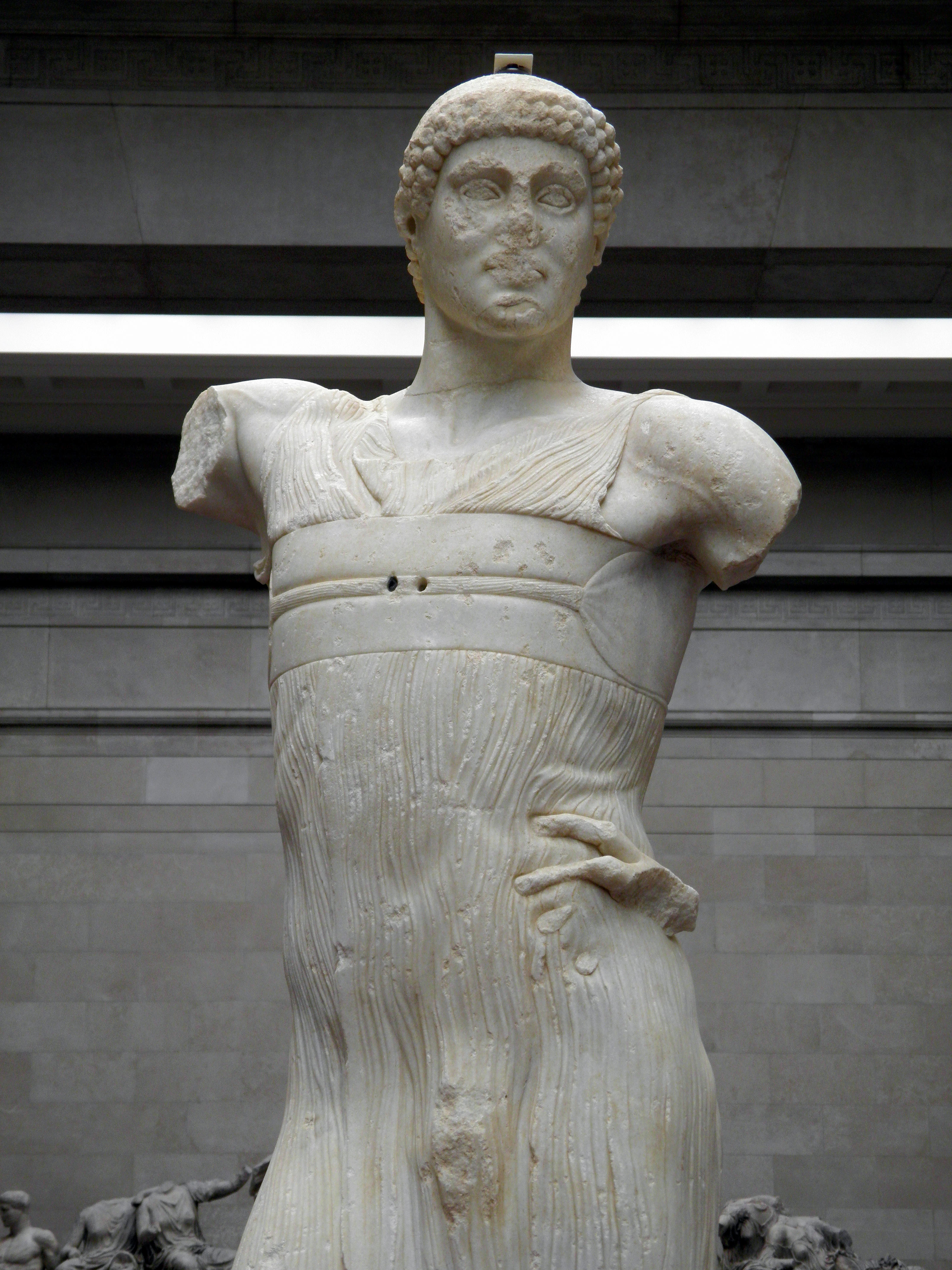
« Jeune homme de Mozia ». Marbre, H. 1,81 m. Paros, v. 470 (?)[N 35]. Musée archéologique, Mozia, Sicile.
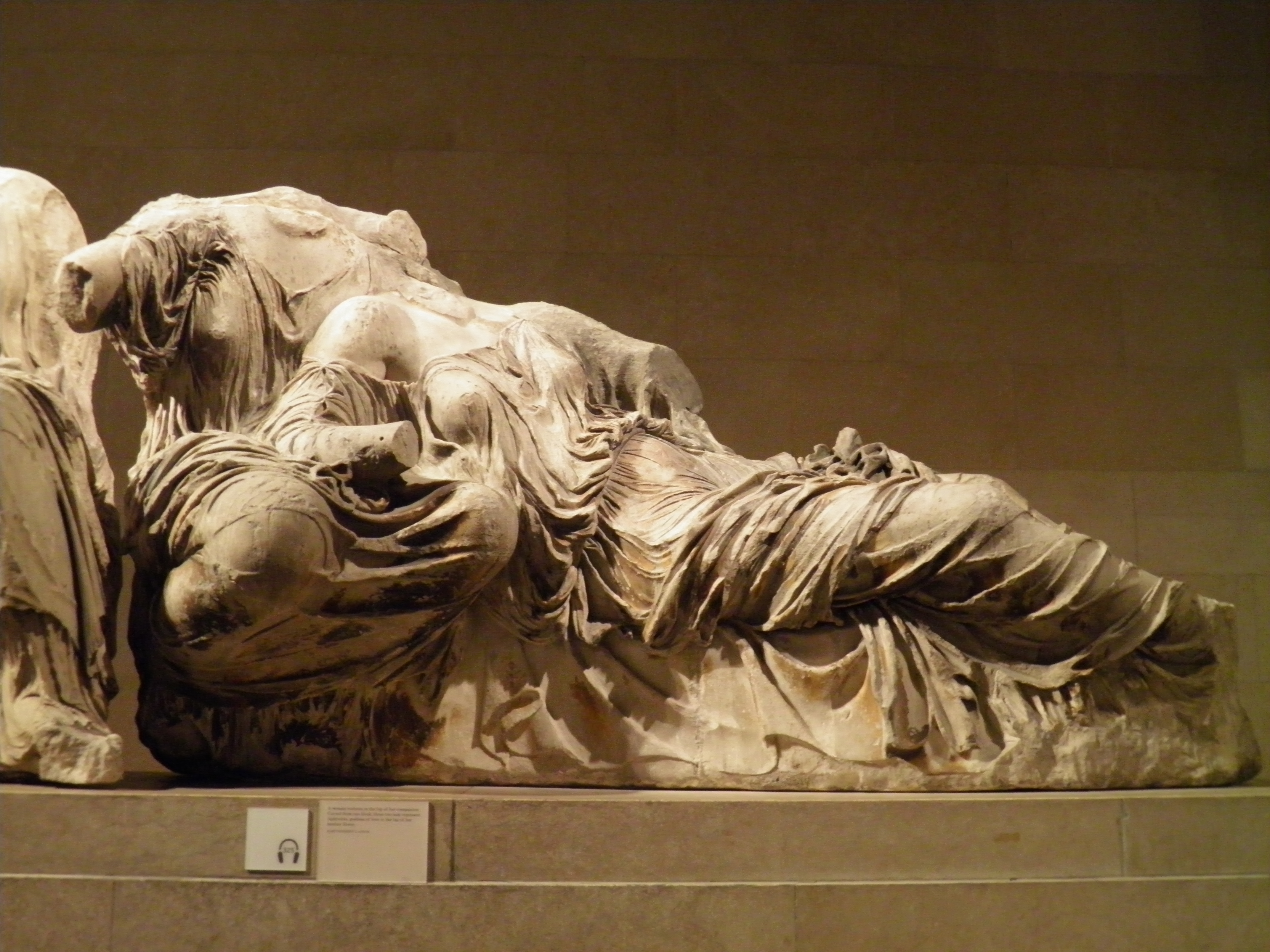
Aphrodite[N 36] allongée contre sa mère, Dionée (?). Parthénon, fronton Est, après 433. Marbre, L. 2,33 m. British Museum.
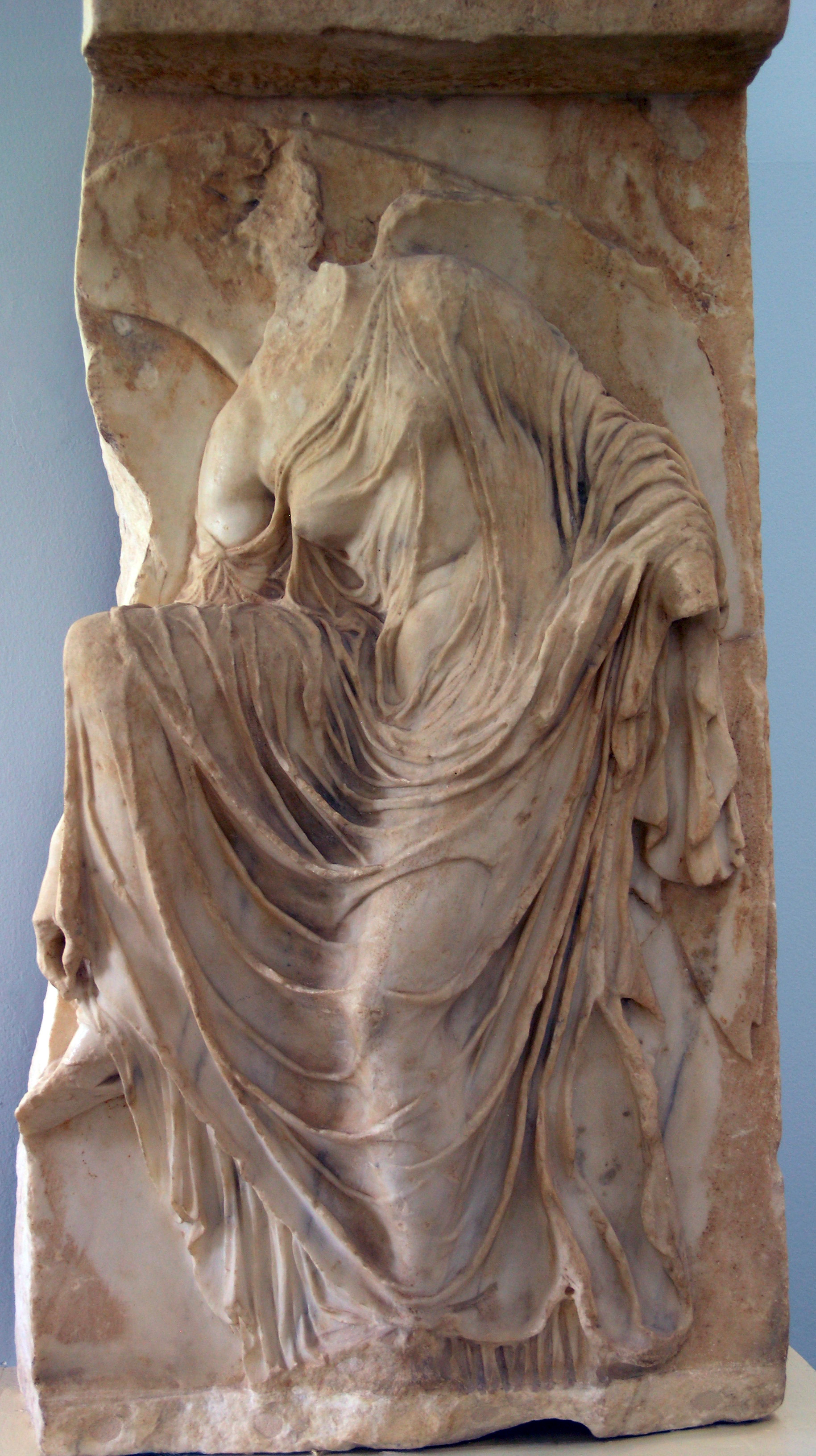
Nikè détachant sa sandale. Marbre, H. 1,01 m. Temple d'Athéna Nikè, 420-410. Musée de l'Acropole d'Athènes.
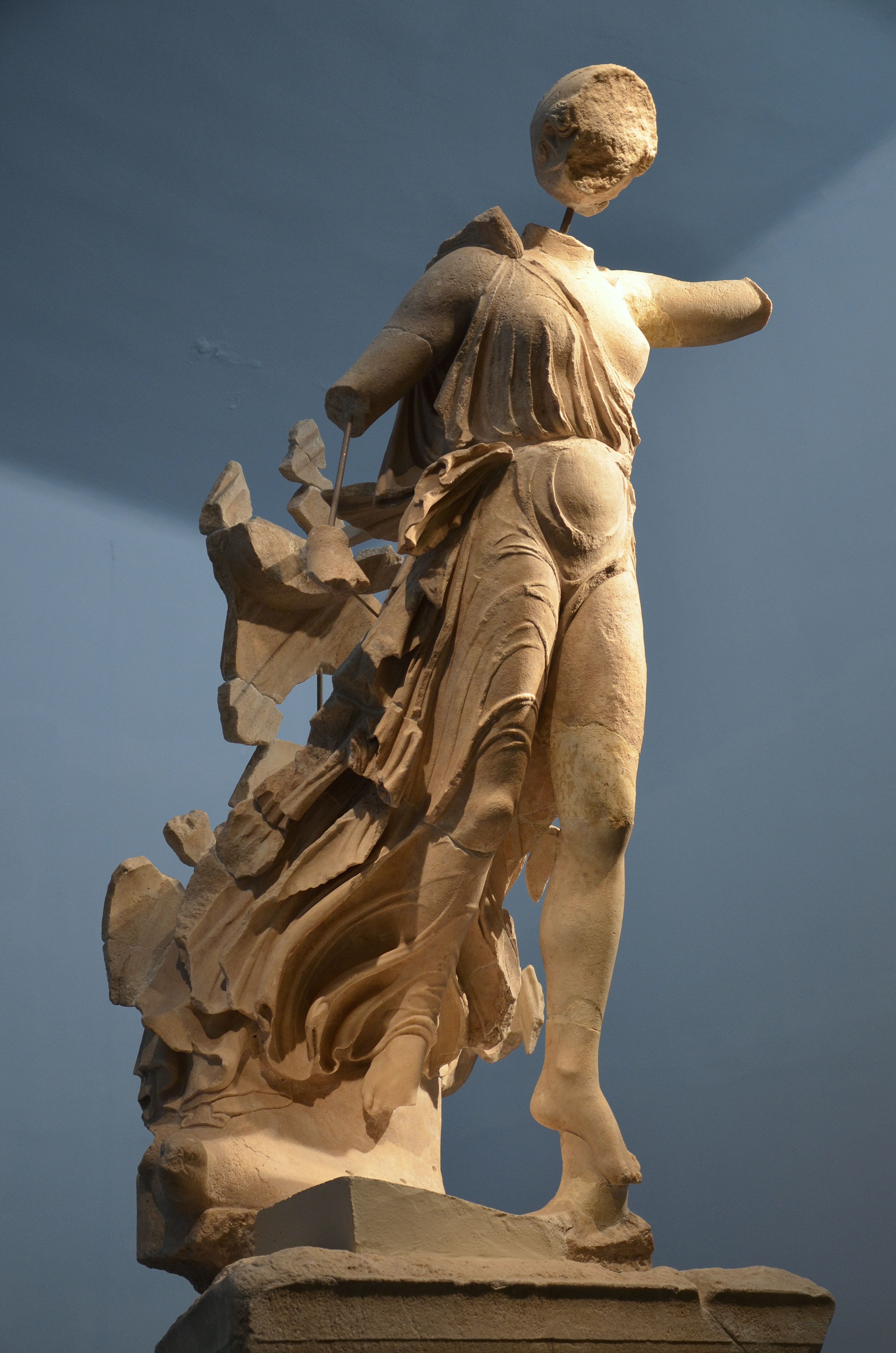
Victoire de Paionios de Mendè. Originellement, H. ensemble de 3 m. placé sur un pilier de 9 m. Vers 420. Olympie MArch.
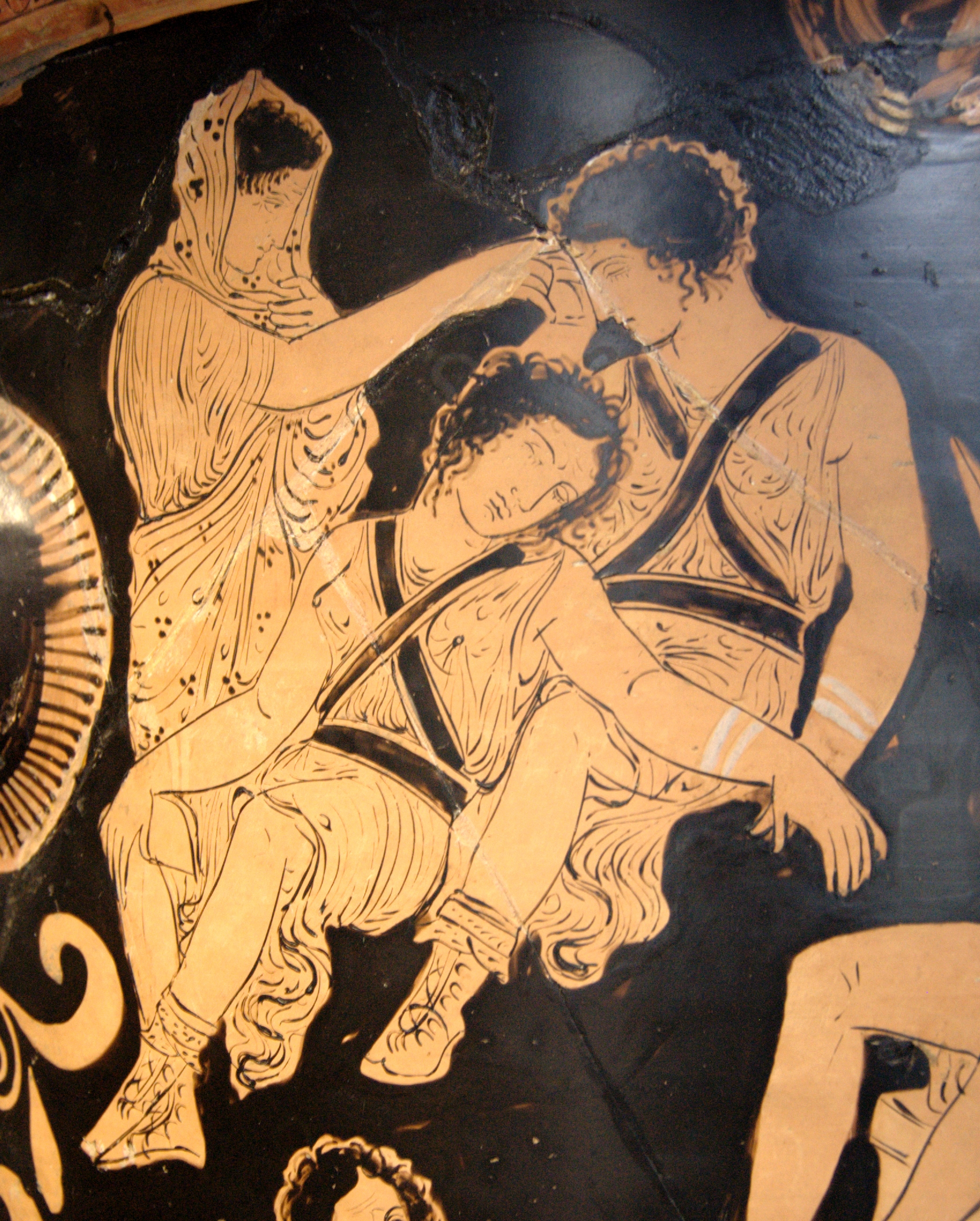
Clytemnestre essayant de réveiller les Érinyes endormies. Peintre des Euménides. Cratère en cloche apulien à figures rouges, 380-370. Louvre
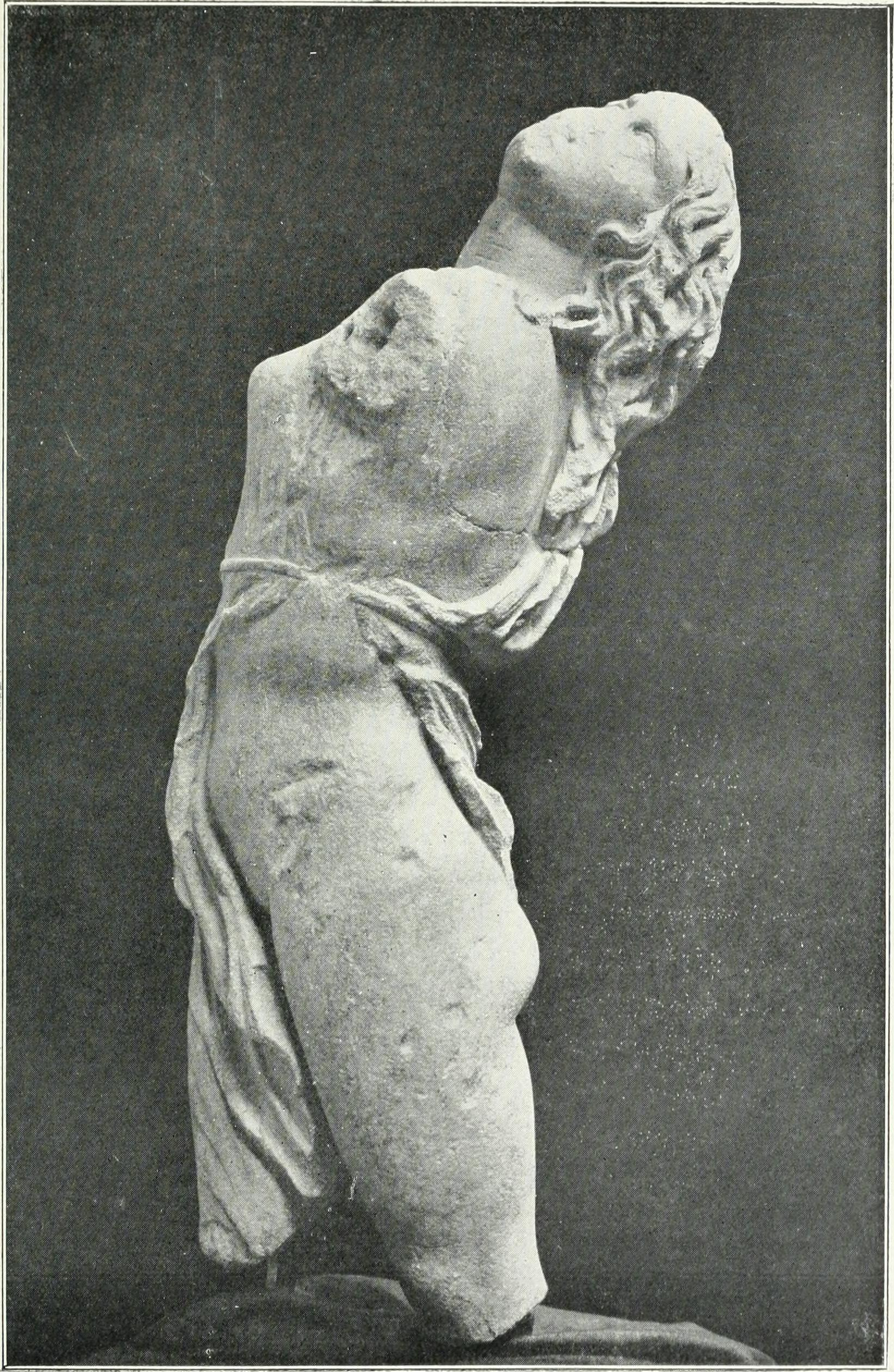
Ménade dansante. Copie d'un original de Scopas, marbre v. 340-330. Albertinum, Dresde
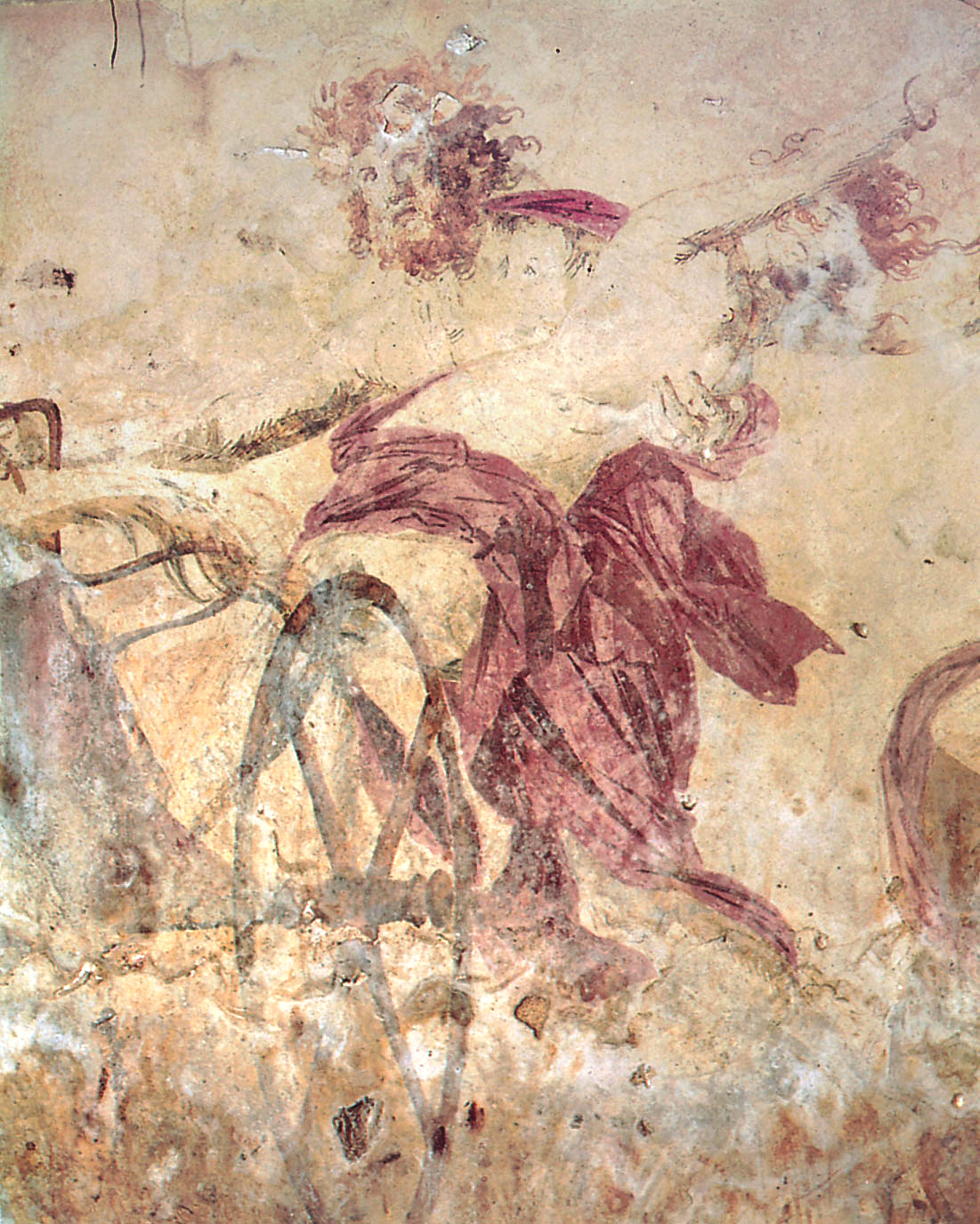
Le rapt de Perséphone par Hadès. Peinture murale, 350-200. Tombe macédonienne de Vergina.
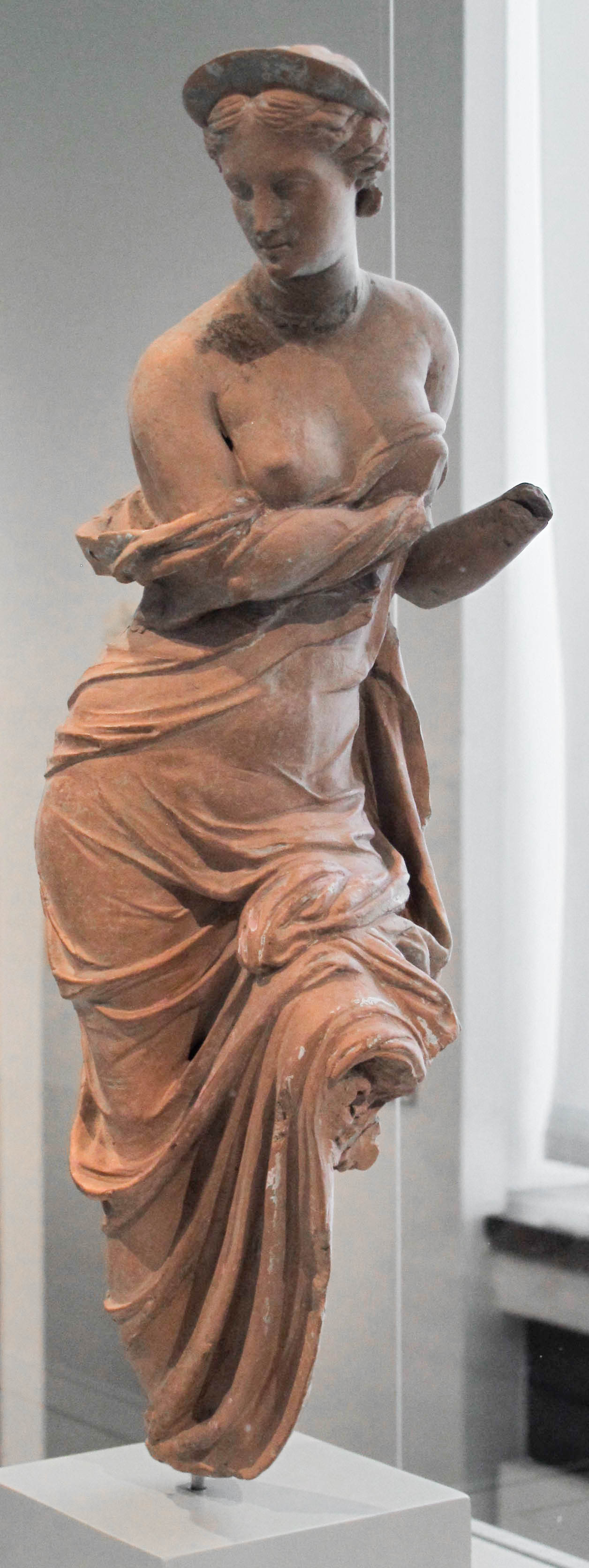
Aphrodite Heyl, torse nu. IIe siècle. Asie Mineure hellénistique, Myrina ? Terre cuite, H. 37,6 cm. Traces d'engobe / plis, bleu / diadème, rose / vêtement. Altes Museum.

## L'inversion des valeurs: figures nues de la laideur
À l'inverse de ces corps idéalement beaux, parfaits, apparaissent d'autres figures nues, dont on rit.
Les figures de Priape et des satyres sont les premières concernées. Les satyres apparaissent dans les deux cadres bien différents du mythe, d'une part, et du culte rendu par des hommes costumés, d'autre part, voire du théâtre. Le satyre étant la créature mythique du cortège dionysiaque, le thiase, ou son double humain impliqué dans une scène rituelle, notamment des cultes à mystères, mais aussi comme personnages de théâtre dans les « pièces satyriques ». Une culotte postiche masque le bas-ventre et les hanches des acteurs, mais figure la nudité velue des satyres. Ces figures, aux sexes démesurés, apparaissent nues afin d'exhiber leur laideur, car le sexe des dieux masculins, des héros, hommes soldats ou sportifs doit être de taille modeste. Le visage du satyre vu de face sur une peinture renforce son côté bestial : la vue de face du visage étant rare dans la l'art grec, mais c'est dès l'époque orientalisante un attribut caractéristique des Gorgones, figures monstrueuses et bestiales. L'image du satyre exhibe donc tous les attributs dégradants dont il est affublé, avec tristesse. Ailleurs, dans un vase préclassique, la gesticulation du satyre est là pour prêter à rire.
D'autres corps nus se voient aussi défigurés dans l'image qui en est donnée. Ainsi « depuis le VIIIe siècle les effigies des travailleurs manuels [souvent représentés plus ou moins nus] échappent en grande partie aux conventions de représentation de la figure humaine ». Leur pénis est mis en évidence de manière obscène, parfois surdimensionné. Les images de figures monstrueuses, de personnages de théâtre satirique, constituent aussi un groupe de représentations éloignées de tout idéalisme. De même, les scènes de banquets sur les coupes du VIIe siècle montrent des corps difformes. Ce sont des traits propres à leur iconographie, qui ne saurait être idéale. La possibilité du corps défait se matérialise à l'époque hellénistique dans un courant plus anti-idéaliste que réaliste : le « Faune Barberini » offre l'image d'un satyre affalé, offert aux regards, trouvé dans une zone qui avait fait partie des jardins impériaux où cette statue a pu servir de décor à une fontaine.
Il s'agit parfois, aussi, d'une inversion des motifs traditionnels. Ainsi la figure d'Héraclès au lac Stymphale se renverse en une figure de nain combattant des grues. La figure du "Pygmée" ou du nain se confond avec cette parodie d'Héraclès. Sa nudité le rapproche de l'enfant, pour en faire le type de ces êtres dont on rit, en réduisant ainsi le côté angoissant de leur singularité. Les Grecs ignoraient tout des Africains auxquels on a donné ce nom au XIXe siècle. Selon Véronique Dasen, le "Pygmée" représenterait ici le paysan qui se sent démuni devant les prédateurs de ses récoltes. Il s'agirait donc d'une parodie qui aurait pour fonction de mettre à distance l'angoisse, bien réelle, des paysans grecs face à la nature, symbolisée par les oiseaux.

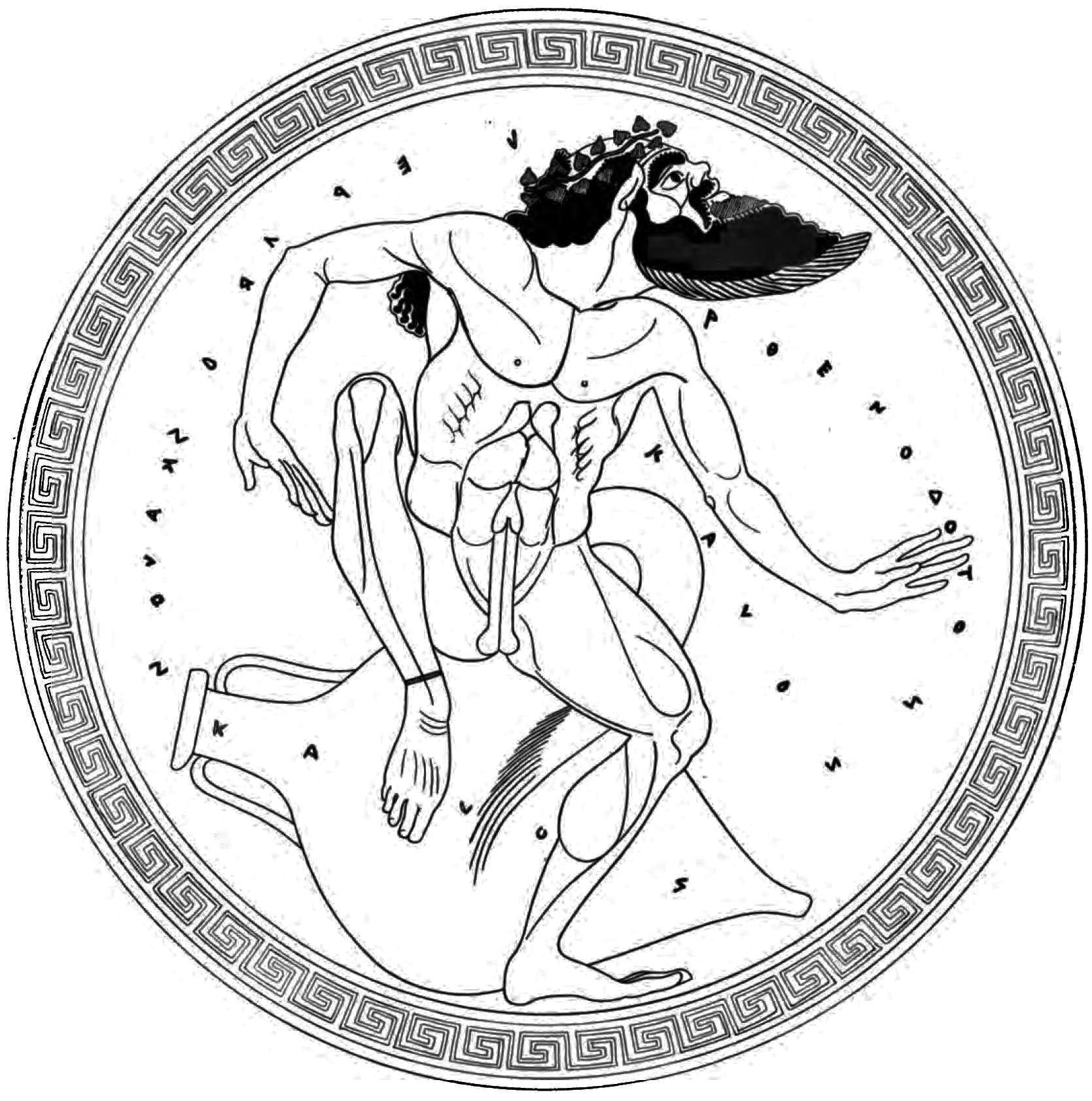
Satyre. Intérieur d'un kylix attique à figures rouges. Onesimos, v. 500. Museum of Fine Arts, Boston
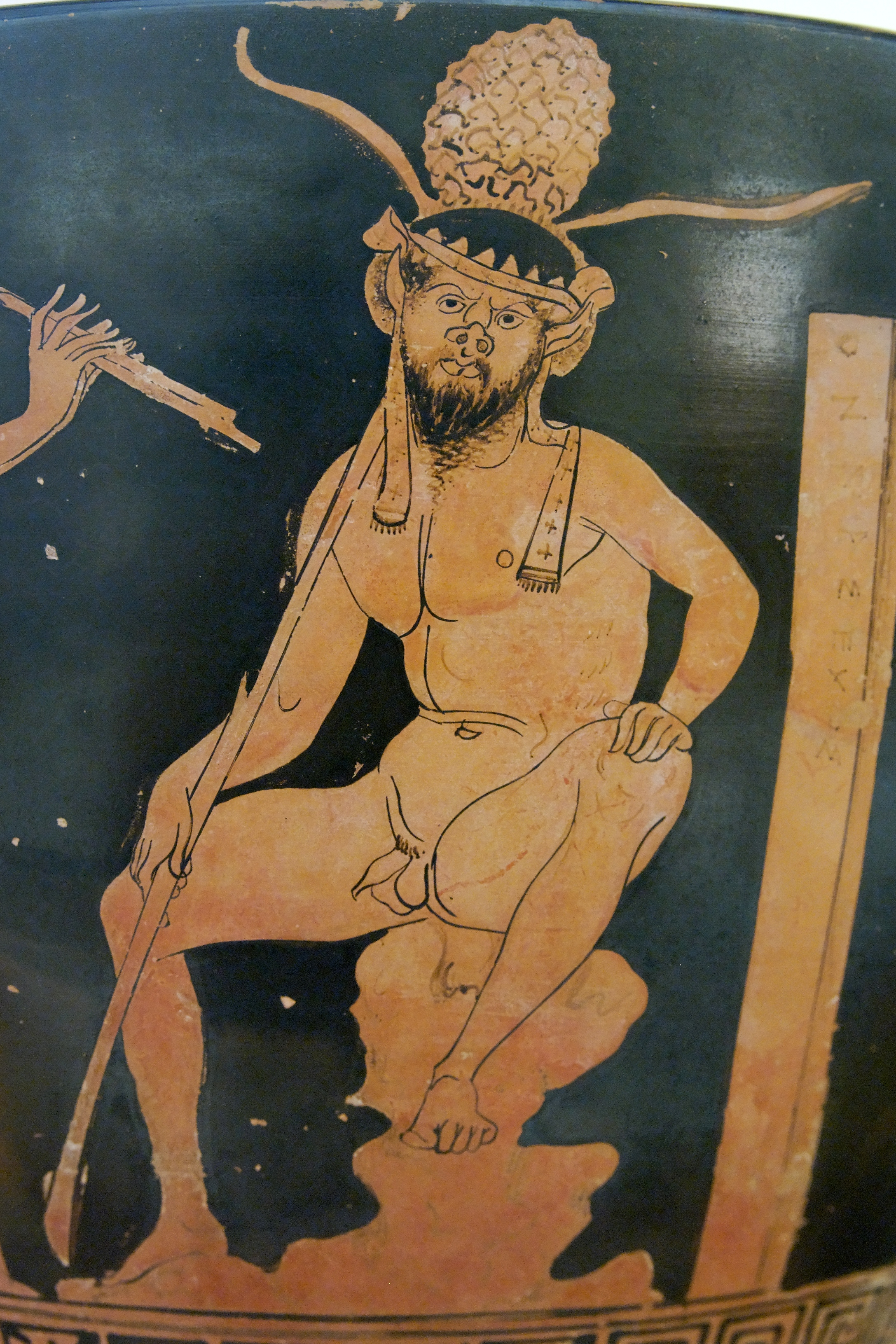
Satyre assis. Skyphos à figures rouges, Ve siècle. Musée archéologique régional Antonio-Salinas, Palerme
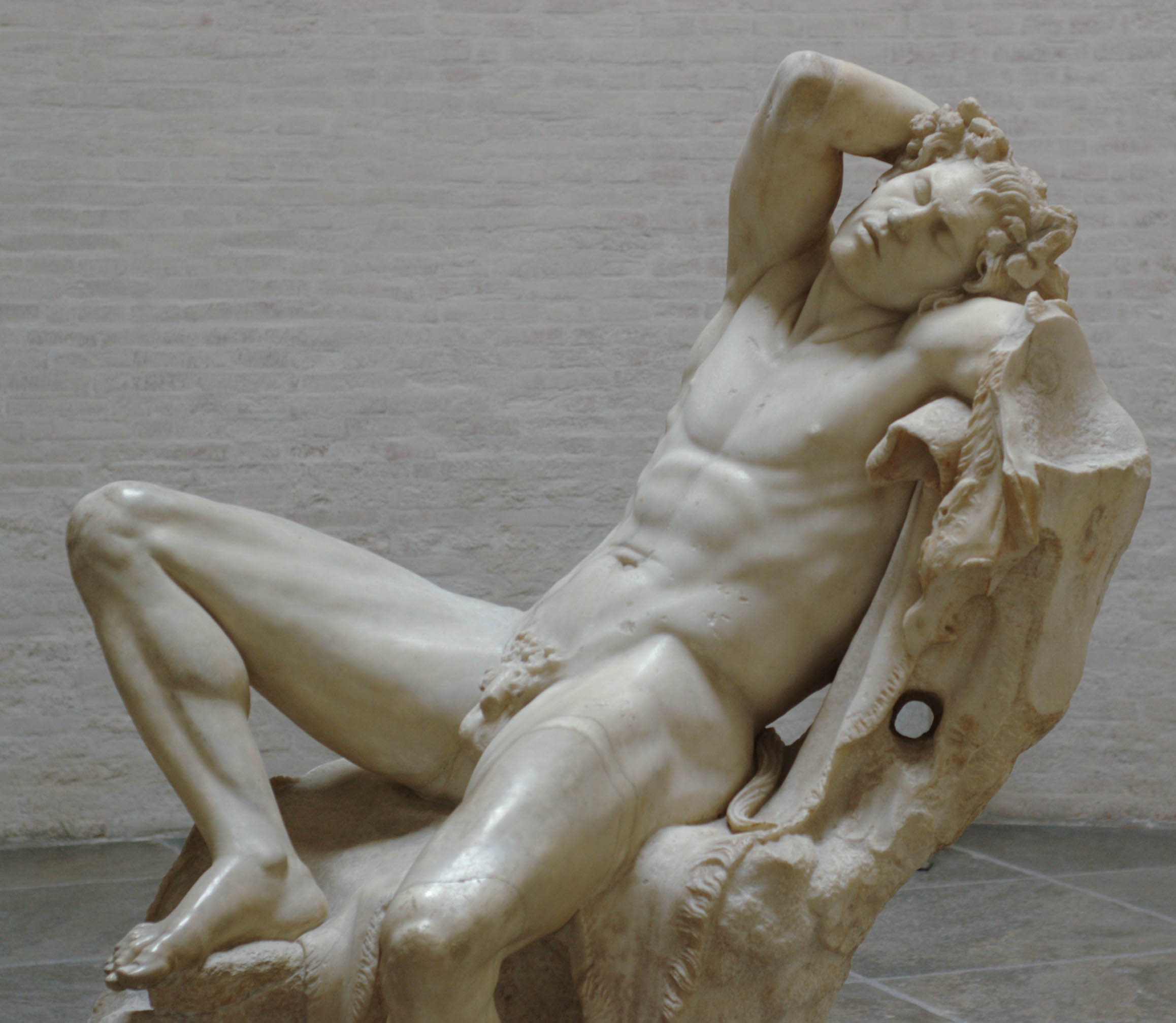
Satyre endormi[N 37], plus connu sous le nom de « Faune Barberini », v. 200. Copie en marbre, H. 2,15 m[126].Glyptothèque de Munich
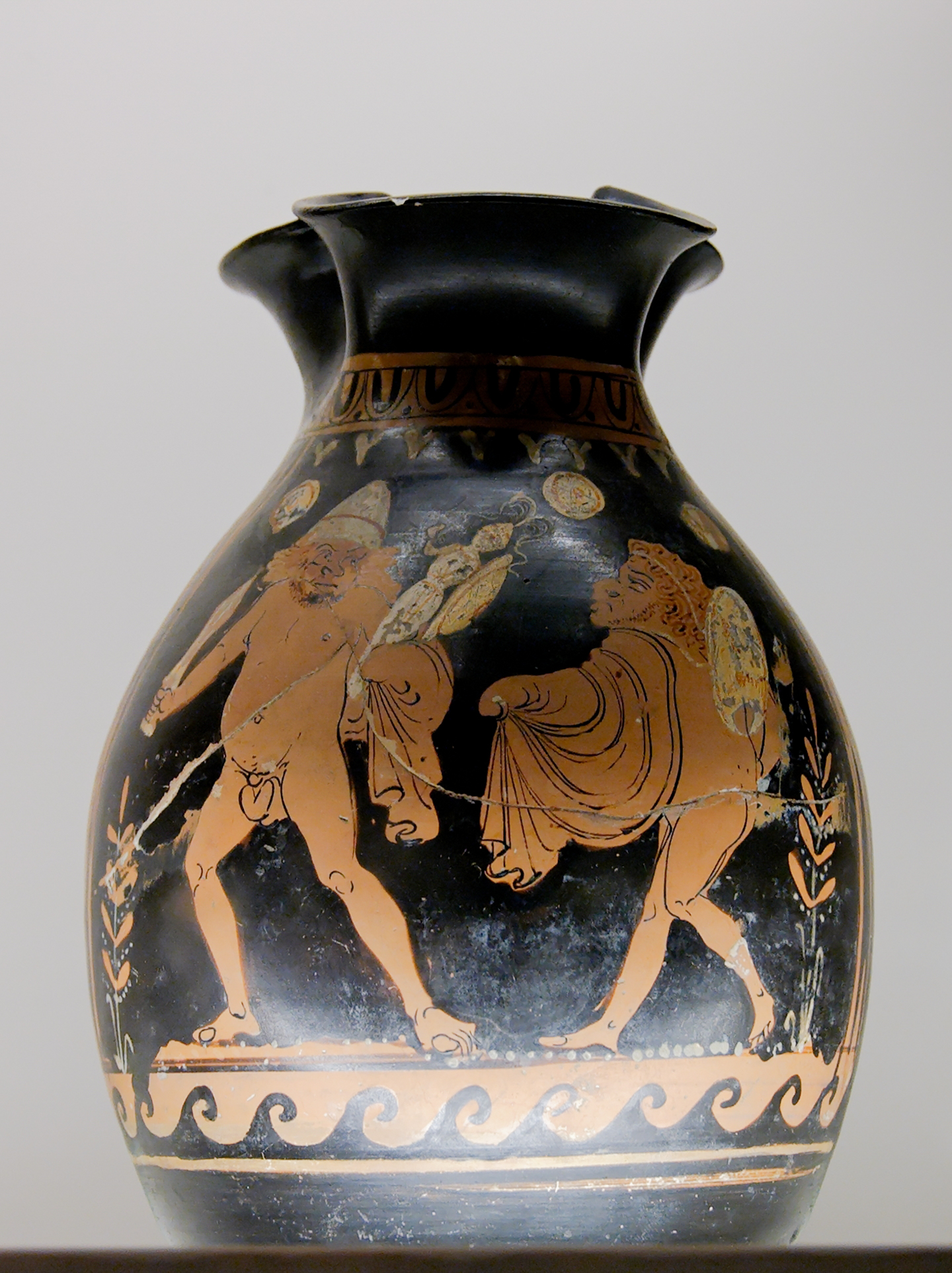
Scène de théâtre satirique. Œnochoé apulienne à figures rouges, vers 370-360. British Museum
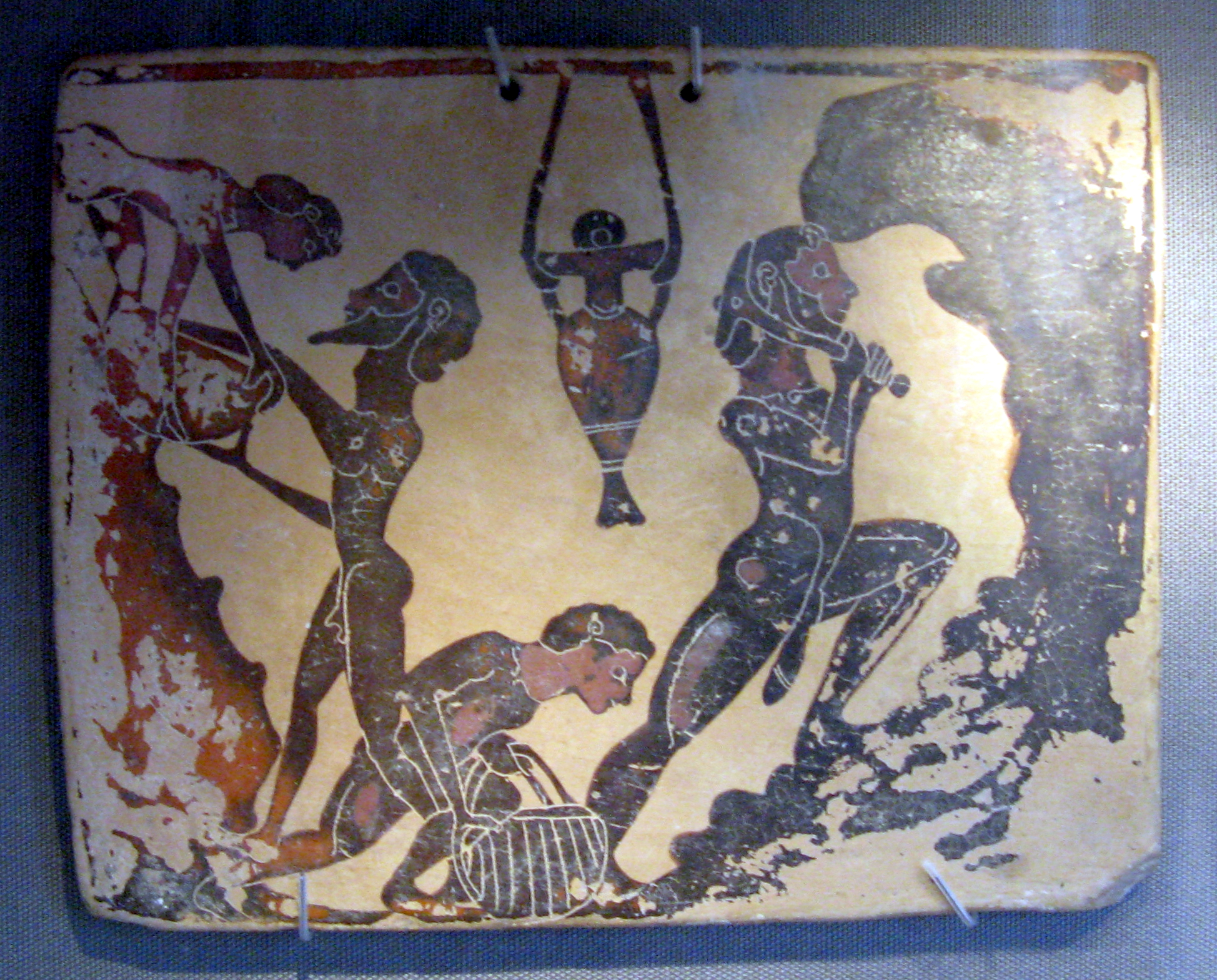
Travailleurs manuels (artisans ou esclaves) : extraction de la terre à potiers. Plaque votive à Poséidon, H. 10 cm. Altes Museum, Berlin
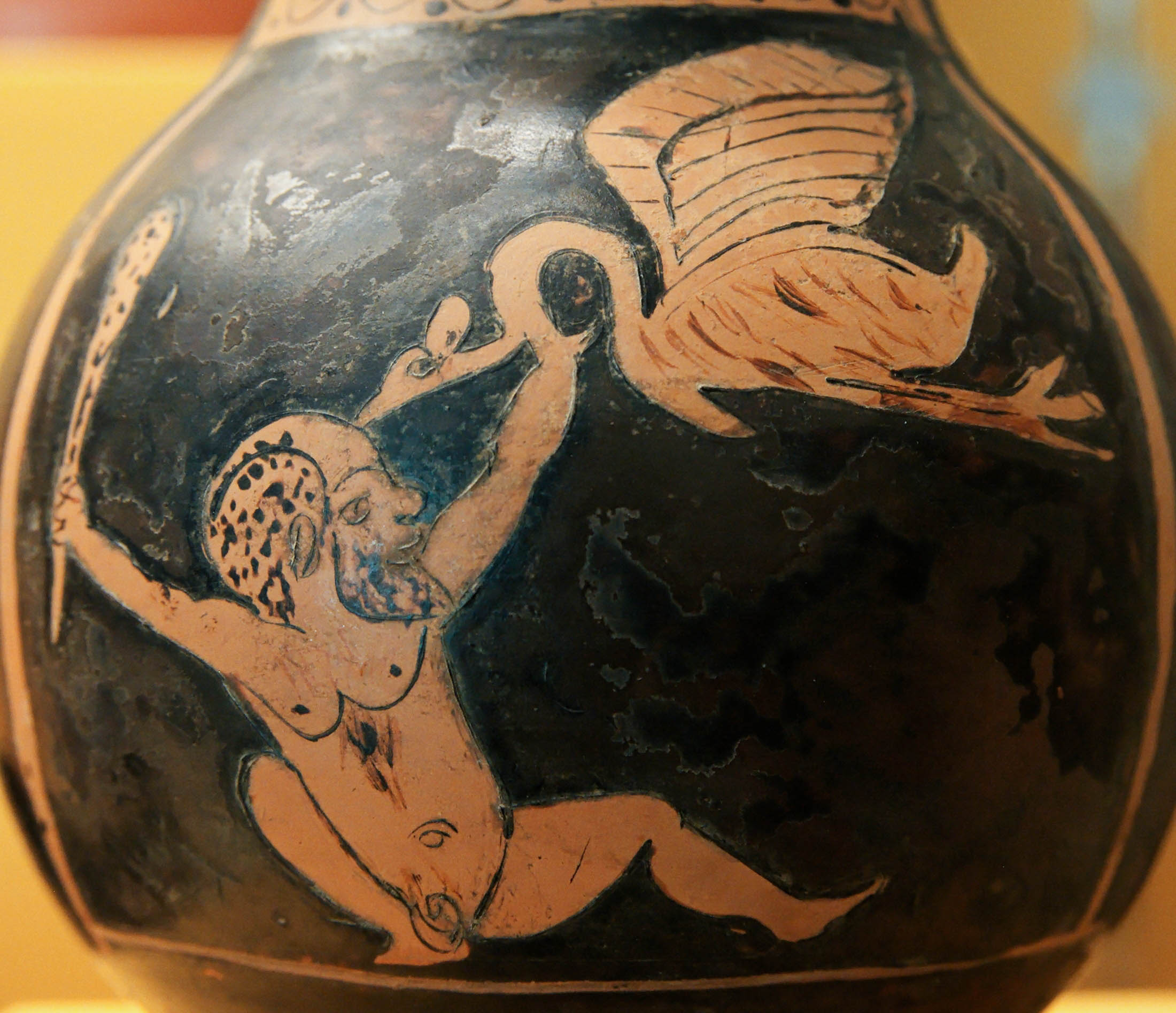
"Pygmée" combattant une grue. Chous (œnochoé de type 3) attique à figures rouges, 430-420. Musée archéologique national de Madrid

## Le nu dans les scènes de vie quotidienne
En dehors de scènes de la vie intime, comme la toilette, la vie quotidienne laisse peu de place à la représentation des corps nus, puisque ceux-ci sont habituellement vêtus. Les ateliers de bronziers et de céramistes sont des lieux tellement chauffés que la nudité y est légitime, au quotidien. Par contre, le fait de commander une céramique avec la représentation d'un atelier d'artisan bronzier est bien l'indice de la valeur que l'on reconnait dès le début du Ve siècle à la production de statues. Les artisans étant reconnus, à Athènes, comme citoyens. Et leur valeur semble se transmettre, dans les images d'ateliers, à ces artisans de la Grèce antique spécialisés, comme certains ateliers de céramique peinte, qui travaillaient en très grande partie pour l'exportation.

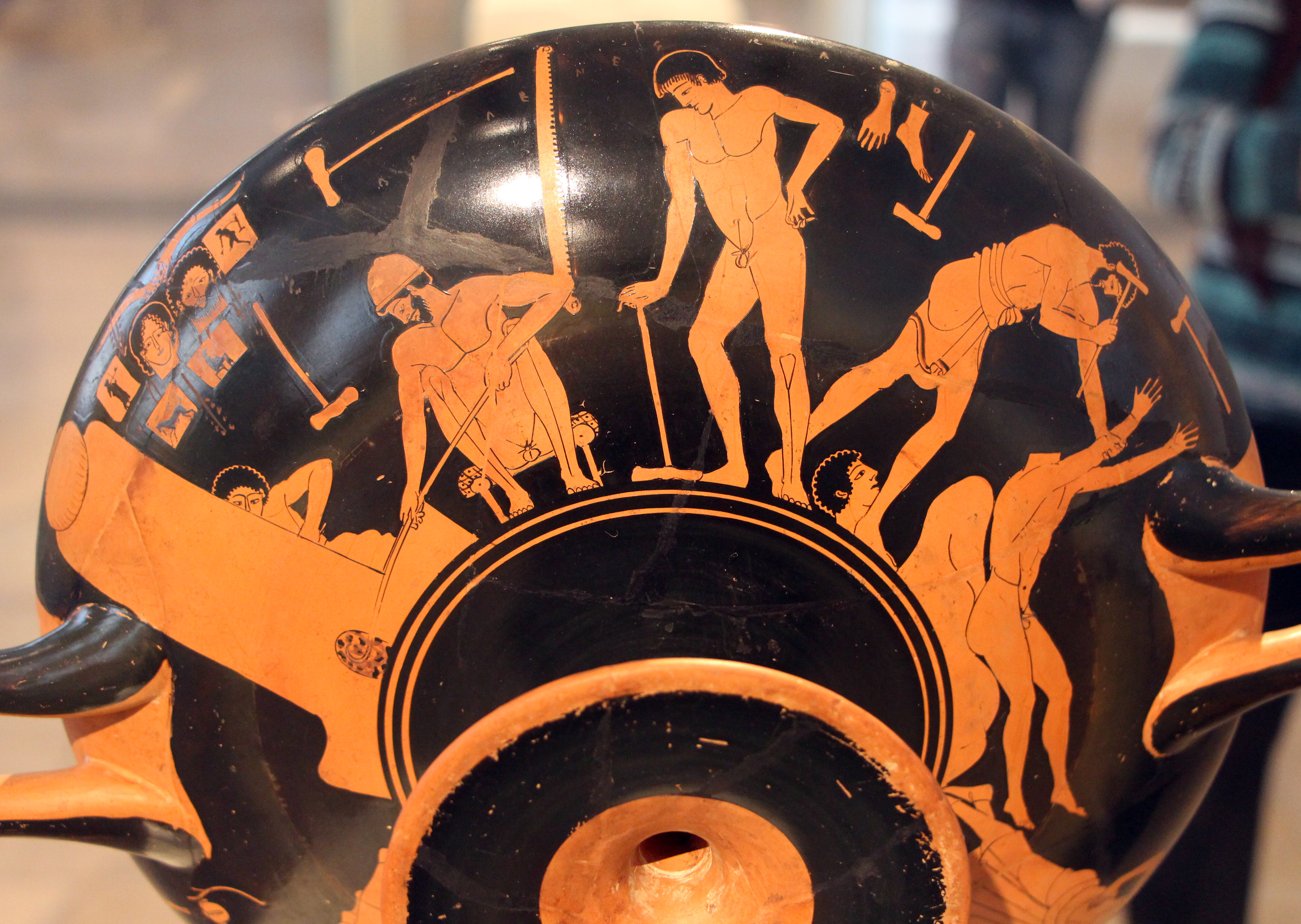
Peintre de la fonderie. Scène d'une fonderie de sculpteur. Kylix attique à figures rouges, 490-480. Altes Museum, Berlin
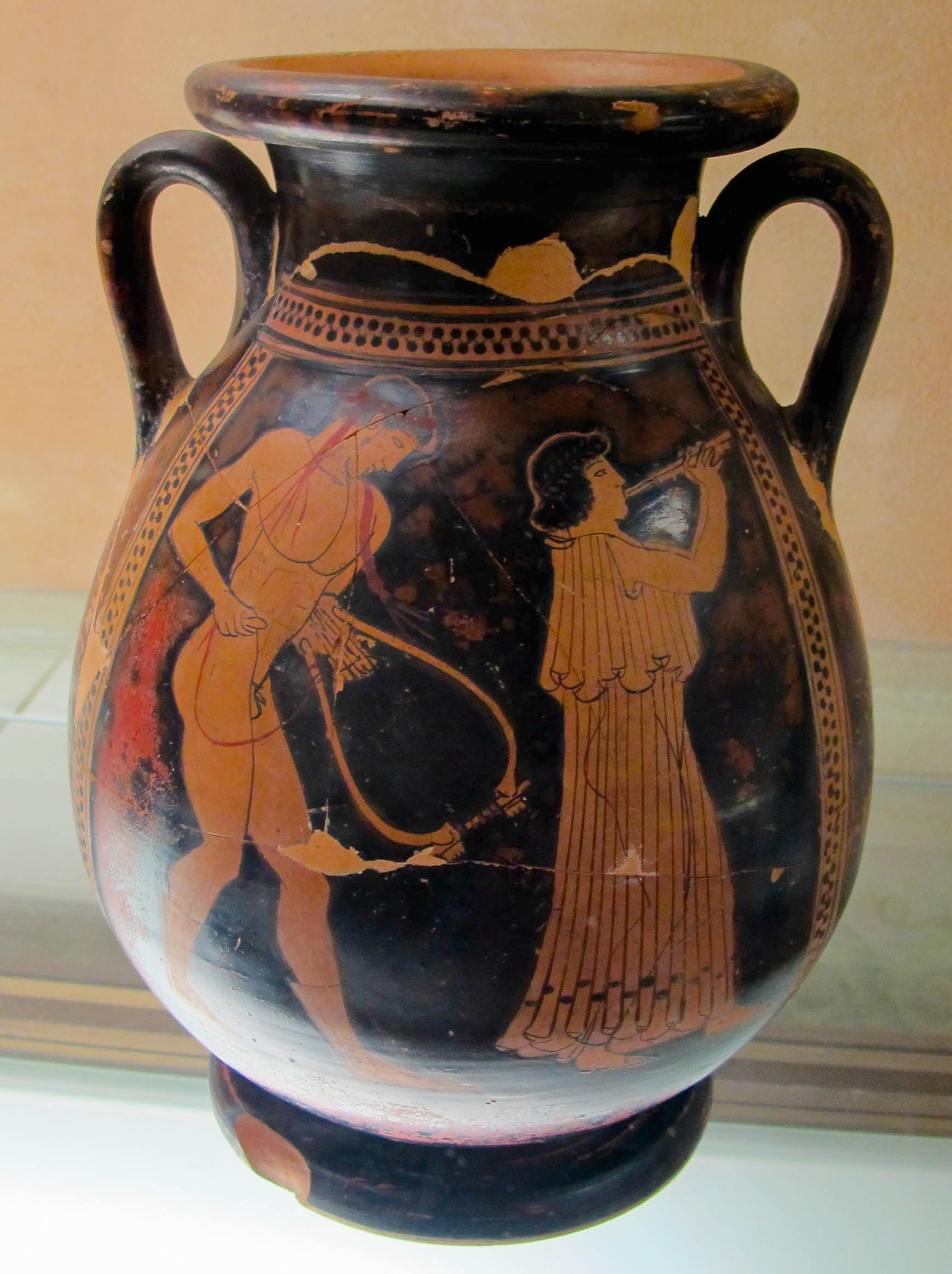
Éphèbe à la lyre et joueuse d'aulos. Pelike à figures rouges. Peintre de l'Ange volant[N 38], 490-480. Céramique apulienne, Musée archéologique national, Florence
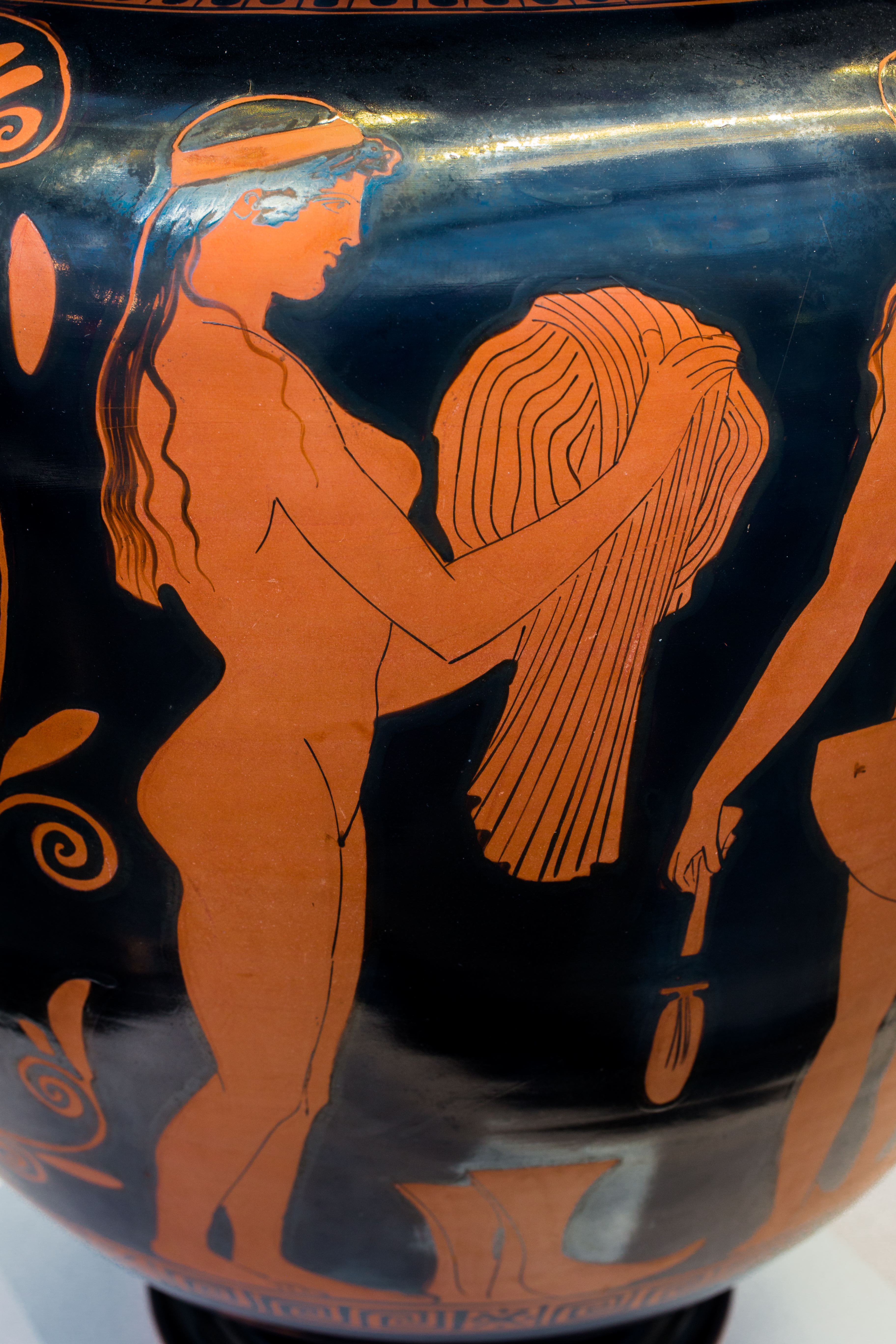
Détail de la vue suivante.
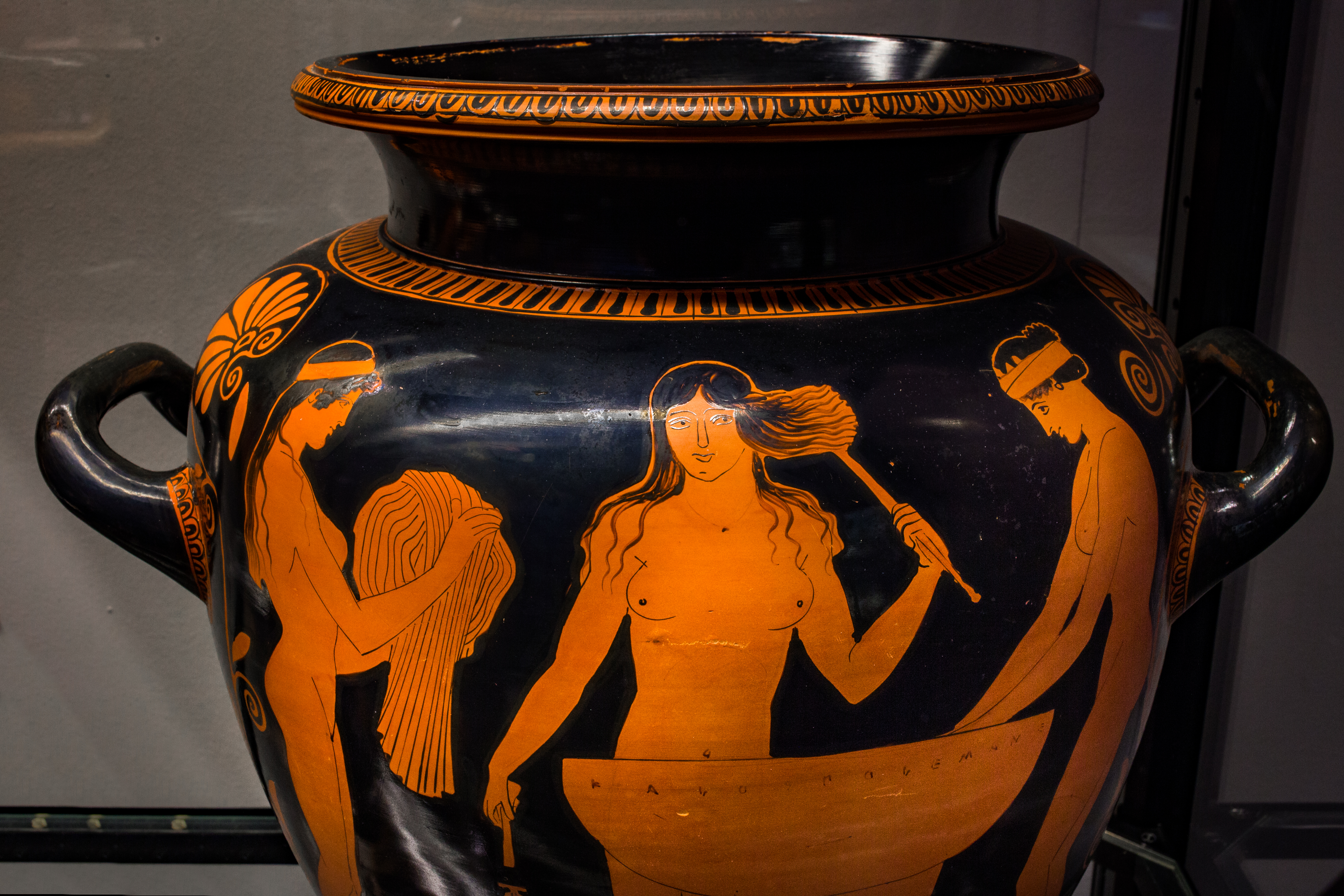
Femmes à leur toilette. Stamnos attique, v. 440. Groupe de Polygnote (peintre sur vase). Staatliche Antikensammlungen[N 39].
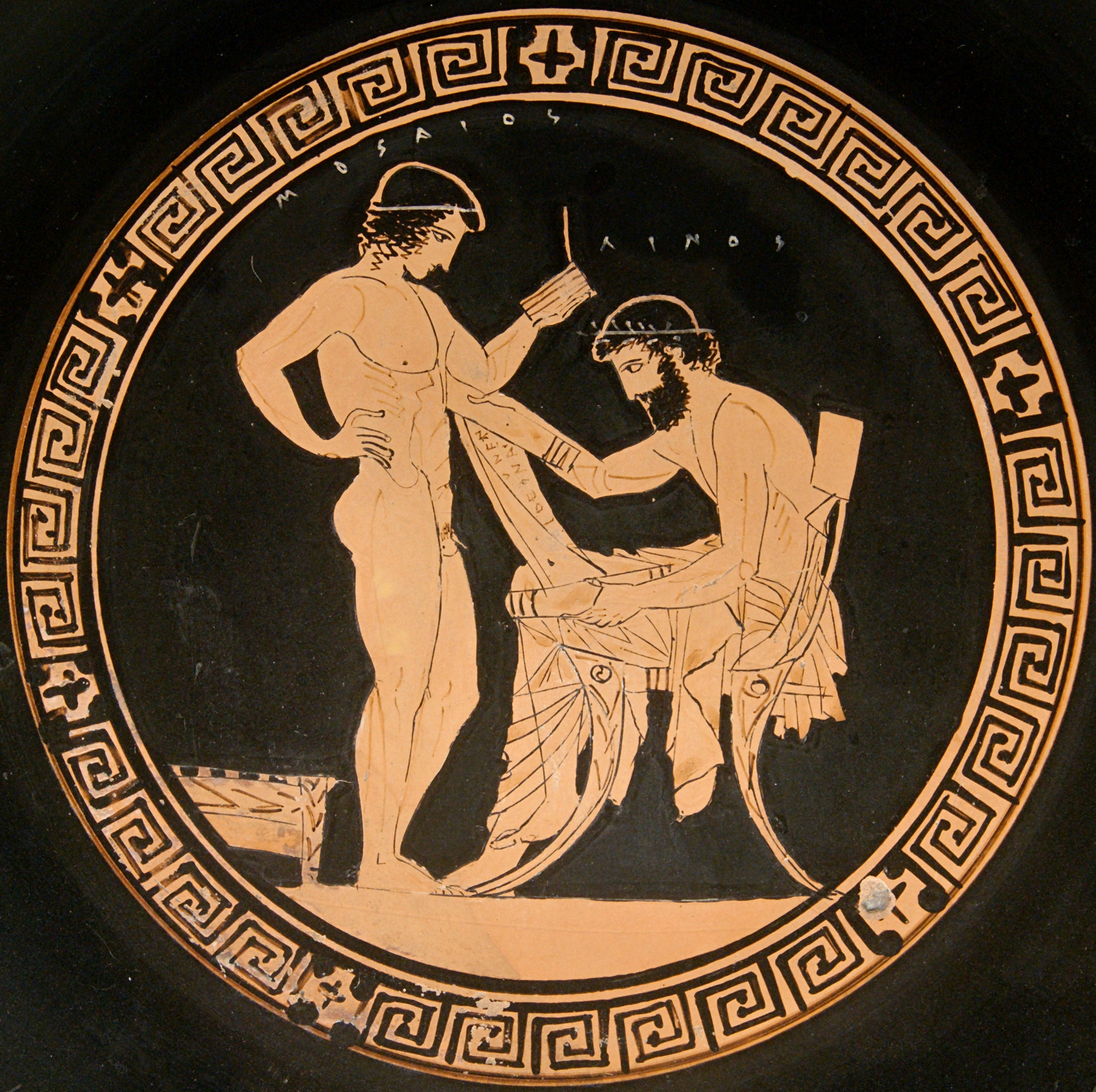
Le maitre déroule un livre, l'élève tient des tablettes de cire pour écrire. Scène de palestre. Attribué au peintre d'Érétrie, 430-420. Louvre
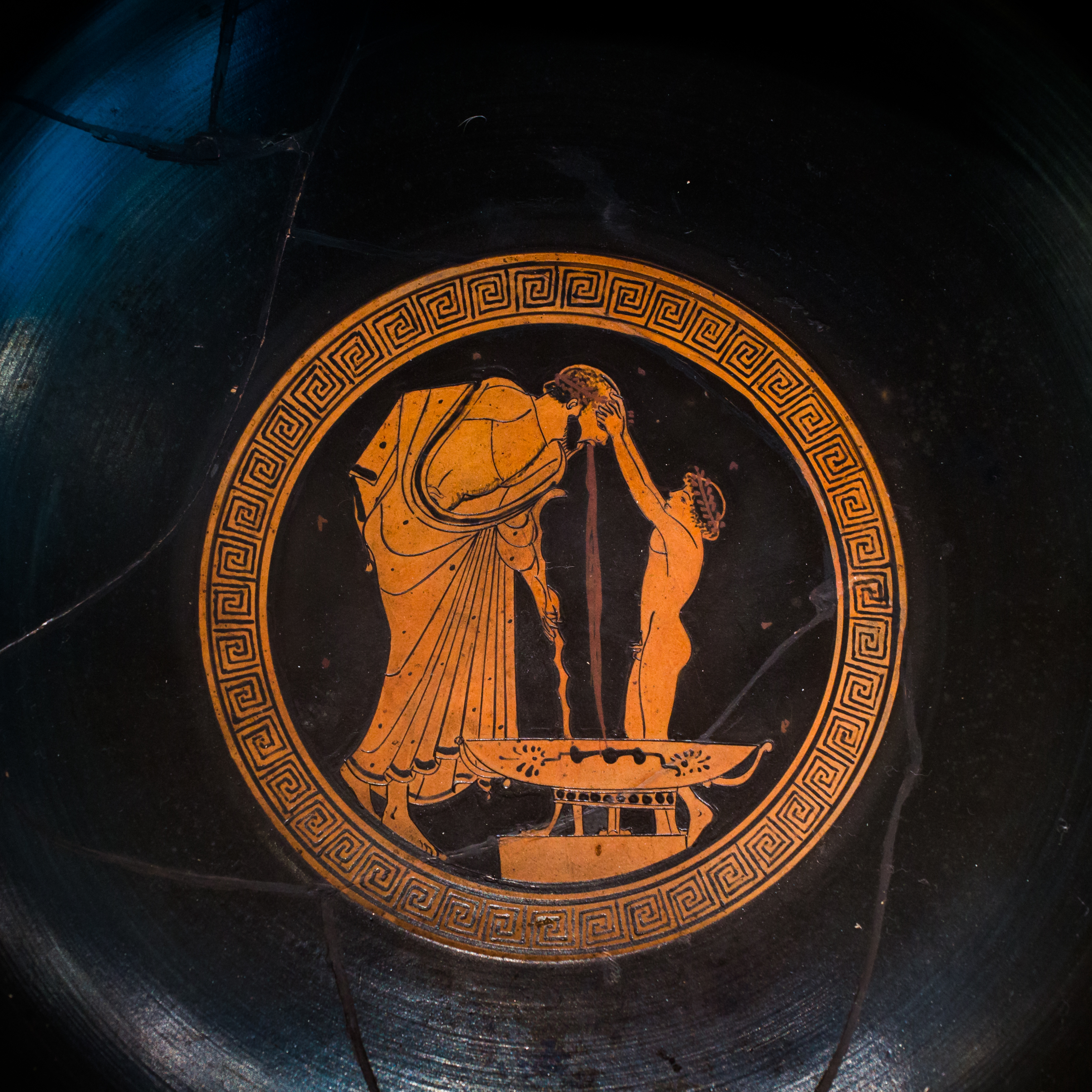
Coupe à boire du peintre Dokimasia, v. 490. Pais, enfant nu (esclave ?) soutenant un homme qui vomit. Altes Museum
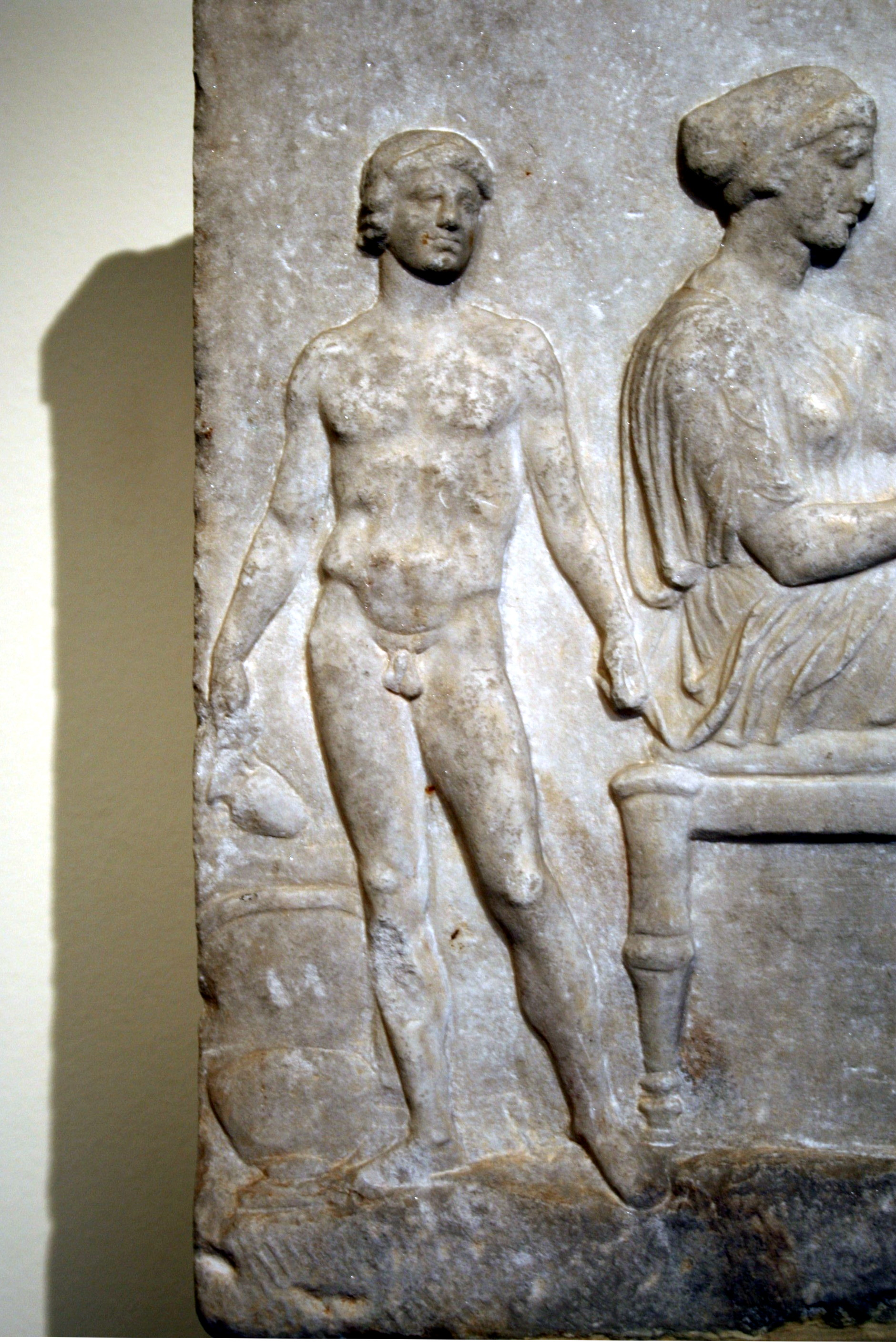
Relief votif au banquet funèbre. Jeune esclave nu tenant une œnochoé. Athènes Ve siècle. Musée archéologique d'Athènes

Pour les Grecs, la musique est un art, une manière d'être et de penser en apportant la beauté. La musique fait partie de la formation du citoyen ; le citoyen athénien devait en effet être au moins en mesure de chanter et de jouer de la lyre. Mais, sur le pelike du Musée du Petit Palais, l'éphèbe qui suit, avec sa lyre, une joueuse d'aulos suit, en fait, une de ces musiciennes de condition modeste qui participaient, par leurs charmes autant que par leur rythme au symposium. Pour la plupart, ce sont des courtisanes.
Quant à la palestre, en tant qu'espace destiné à la formation des adolescents, elle comprenait d'abord des lieux d'entrainement sportifs et qui servaient aussi, au Ve siècle, à l'enseignement comme on le concevait en Grèce antique. La beauté des corps jeunes représentés comme en pleine vie pouvait légitimement décorer une tombe sous la forme d'un relief sculpté. La nudité du sportif était partout une manière de mettre en valeur la beauté de cette jeunesse.
Par contre l'image de l'esclave nu, pour autant qu'il soit identifiable comme esclave, semble une convention présente seulement avec l'arrivée de la démocratie et non à l'époque des aristocrates. Ces images refléteraient le désir, selon Kelly L. Wrenhaven (2012) de naturaliser et de justifier l'institution de l'esclavage. L'esclave est figuré soit avec des indices caractéristiques avec des cheveux de couleur claire ou rougeâtre, des traits ethniques non grecs, une peau foncée et des vêtements propres à son origine, ou sans aucun vêtement ; ses traits peuvent paraître grossiers, éventuellement comme ceux d'un homme âgé, mais il sera toujours plus petit que l'homme libre. Il peut aussi avoir l'aspect d'un corps jeune, mais d'un corps d'enfant, nu idéalisé. Cette image fait, alors, de la publicité pour la richesse de son maître. L'esclave peut donc être représenté sous cette forme d'un jeune garçon, un pais, comme - peut-être - sur la coupe de Dokimasia ou comme l'esclave sculpté sur le relief au banquet funèbre du Musée archéologique d'Athènes.